# Stadtgeschichte von Grüningen

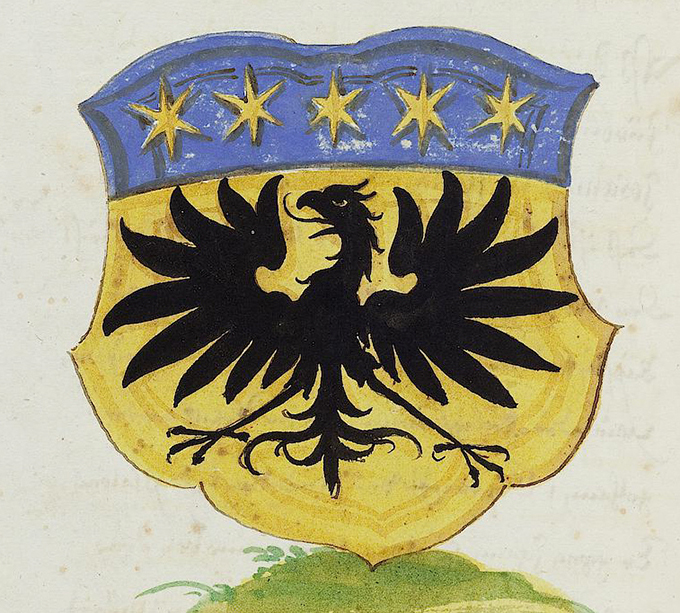
Grüninger Stadtwappen von 1591

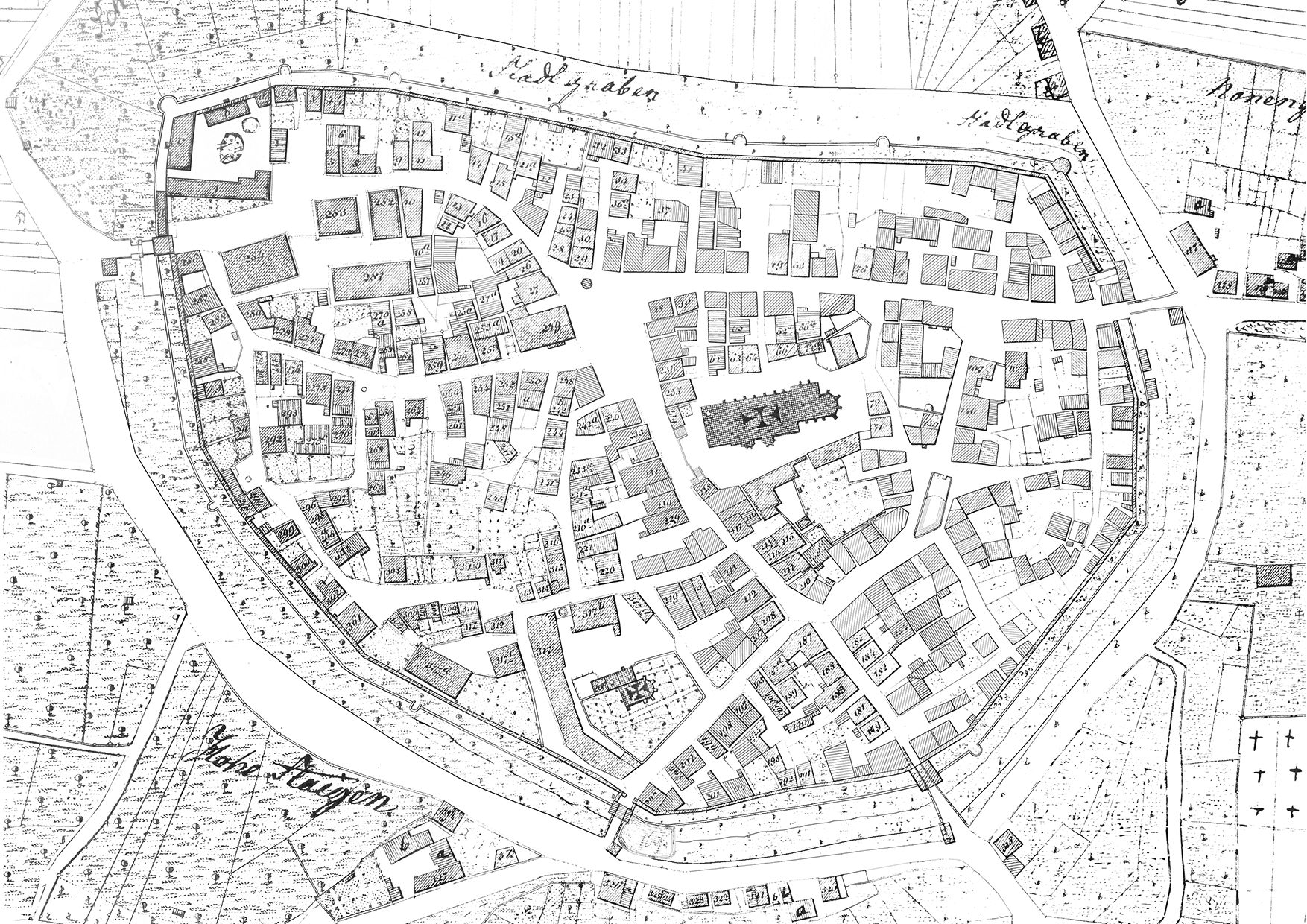
Stadtplan vor 1831: Der doppelte Mauerring mit Graben und Wall war bis auf das Ostertor noch erhalten

Grüningen, heute Markgröningen, war im Mittelalter ein auch als Pfalz genutztes Königsgut: Die Reichsburg und die seit 1226 als Stadt mit Schultheiß belegte Kommune haben die Könige dem vorzugsweise schwäbischen Träger der Reichssturmfahne als mit diesem „Grafenamt“ verbundenes Lehen übergeben.
1336 gelangten Markgröningen und die Reichssturmfahne durch Kauf endgültig in die Hand der württembergischen Grafen. Als Zweitresidenz und Amtsstadt erlebte Grüningen im ausgehenden Mittelalter einen zweiten Frühling und stellte die reichste Bürgerschaft Württembergs. Ihr beeindruckendes Rathaus und der alljährlich im August stattfindende Schäferlauf halten die Erinnerung an diese Blütezeit wach.
Der Bau des Residenzschlosses Ludwigsburg und erst recht die 1718 erfolgte Gründung der Stadt Ludwigsburg auf Grüninger Amtsgebiet führten jedoch zu einem fundamentalen Bedeutungsverlust: Grüningen musste seine Funktionen als Zweitresidenz und Hort der Reichssturmfahne, als Oberamtsstadt, Hochgericht, Dekanat und Kameralamt der jungen Konkurrenz überlassen und obendrein für ihren Ausbau bluten. So verfiel Grüningen der Stagnation und wurde schließlich in Markgröningen umbenannt. Die jüngere Geschichte nach dieser historischen Zäsur befindet sich unter Markgröningen.

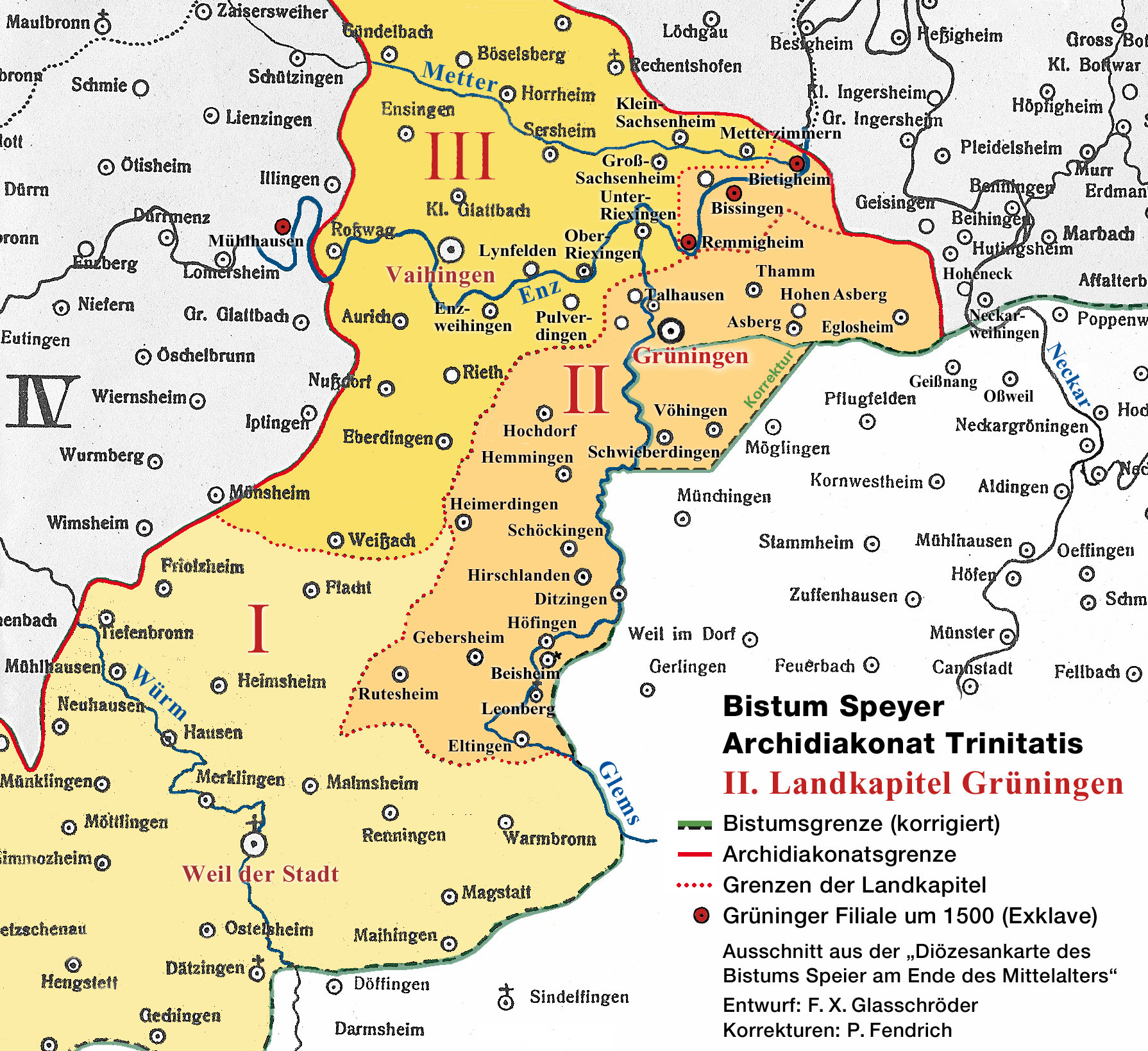
Bezirk des Grüninger Landkapitels entlang der fränkischen Demarkationslinie von 496

## Historische Geographie

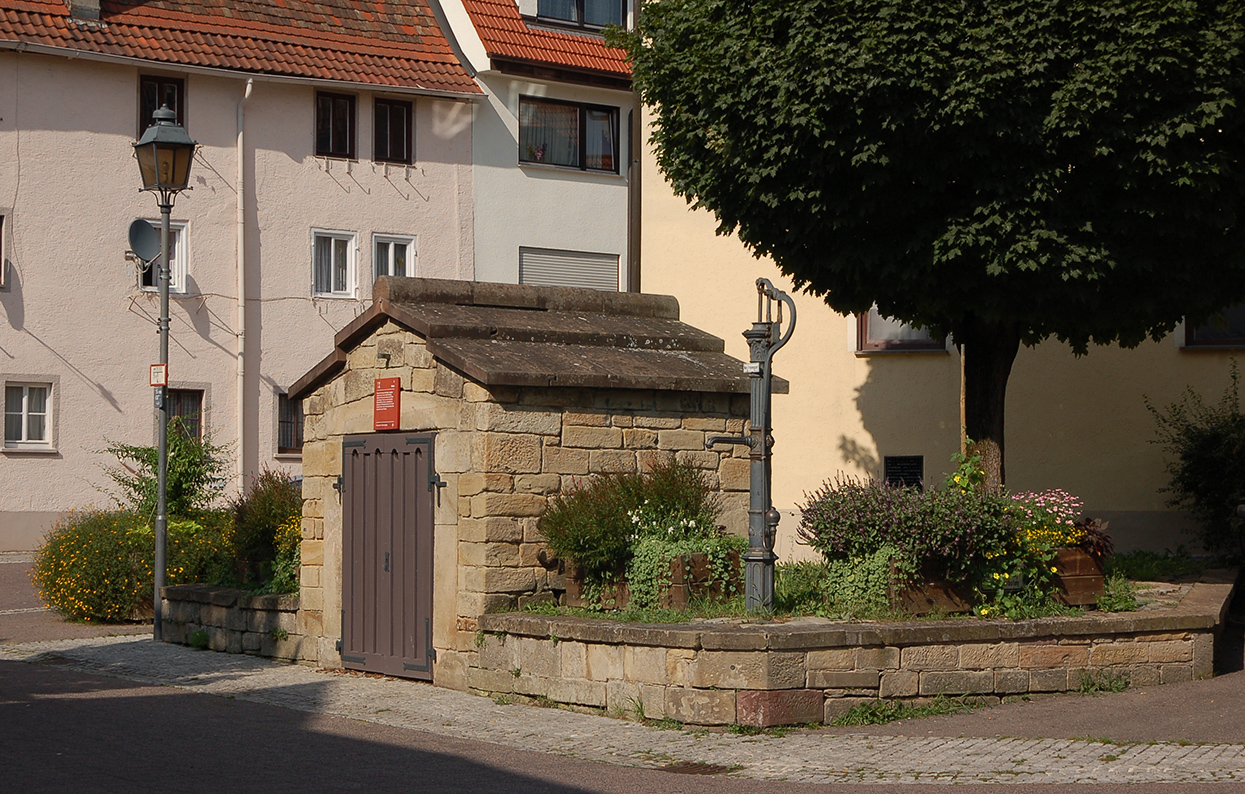
Der wasserreiche Wettebrunnen bildete den ursprünglichen Ortskern

### Für eine Agrargesellschaft das Paradies auf Erden
Die Geschicke einer Stadt und ihrer Bürger sind abhängig von den verschiedensten Standortfaktoren. Grundlegende Siedlungsvoraussetzung war im frühen Mittelalter die ganzjährig sichere Verfügbarkeit von Trinkwasser, die insbesondere in der Quellmulde der Wette, dem ursprünglichen Grüninger Ortskern, gegeben war. Eine Grundwasser stauende Schicht des Lettenkeupers ermöglichte darüber hinaus die Anlage zahlreicher Brunnen im ganzen Bereich der im 13. Jahrhundert erweiterten Altstadt.
Generell ist es um die naturgeographischen und insbesondere die agrarwirtschaftlichen Standortfaktoren Grüningens bestens bestellt: Zur großflächigen Markung zählen im schwäbischen Raum unübertroffene Ackerböden auf der Lößebene des „Langen Felds“ und auf Lößablagerungen im sogenannten Ausfeld westlich der Glems. Das milde Klima tat ein Übriges und ermöglichte an den Muschelkalkhängen des Glems- und Leudelsbachtales Weinbau in großem Stil. Reiche Überschüsse an Feldfrüchten und Wein, Leinen und Wolle bildeten die Grundlage für florierenden Fernhandel im ausgehenden Mittelalter.
Diese Gunstlage erklärt die weit zurückreichende Siedlungstradition und die besondere Wertschätzung, die dem seit 496 fränkischen Grüningen bereits in karolingischer Zeit zuteilgeworden sei. Der Bau der Vorgänger-Basilika der Bartholomäuskirche soll der Legende nach von Hildegard, einer 783 gestorbenen Gattin Karls des Großen und Enkelin des schwäbischen Herzogs Hnabi, auf Königsgut initiiert worden sein. Ihr Bruder Gerold der Jüngere war ein enger Vertrauter und Heerführer Karls des Großen und soll der erste „primicerius et signifer regis“ (Vorstreiter und Fähnrich des Königs) gewesen sein, der ihm und seinen schwäbischen Nachfolgern dieses mit dem Grüninger Reichslehen verknüpfte Amt „auf alle Zeiten“ übertragen haben soll. Diese Überlieferung bekommt durch einen Eintrag im Lorscher Codex Gewicht, in dem Gerold der Jüngere 794 unter anderem als Gaugraf im Glemsgau aufgeführt wird, also vor Ort ein damals vom König verliehenes Amt bekleidete.

### Von Gruoninga über Grüningen zu Mark(t)gröningen
779 wurde Markgröningen erstmals in einer Schenkungsurkunde für das Kloster Fulda erwähnt (hier Gruoninga geschrieben und von einem alemannischen Ortsgründer Gruono abgeleitet). Noch heute wird die ehemalige Reichs- und württembergische Residenzstadt Grüningen von den Einheimischen umgangssprachlich „Gröningen“ (sprich: ˈgrenẽŋə) genannt.

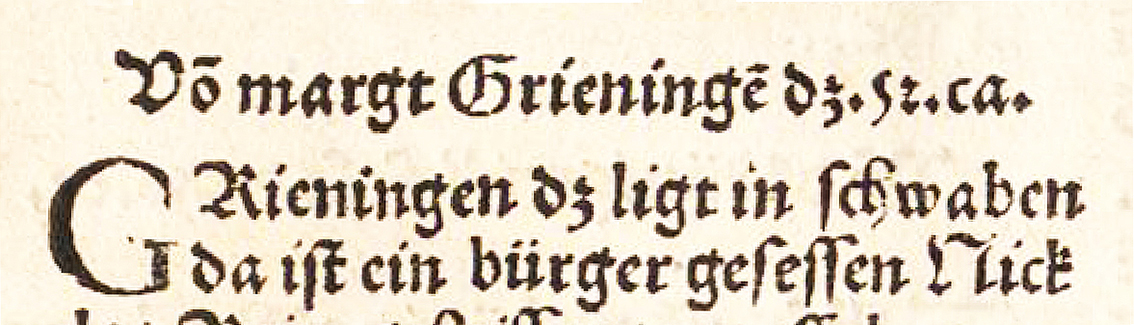
„Von margt Grieningen“ schrieb Hans Grüninger 1527, was belegt, dass „Mark“ vom Barthel-Markt stammt

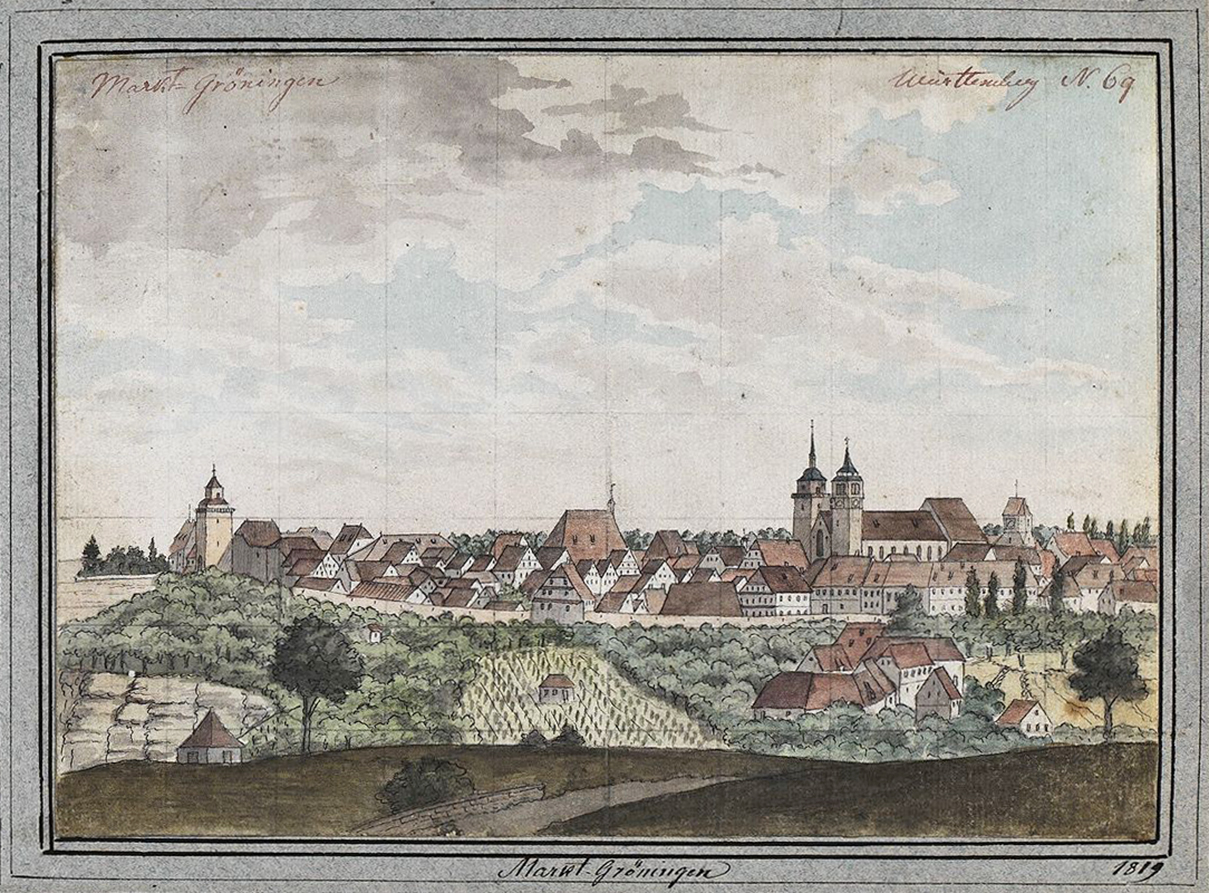
Städtemaler Christian von Martens schrieb 1819 „Markt-Gröningen“

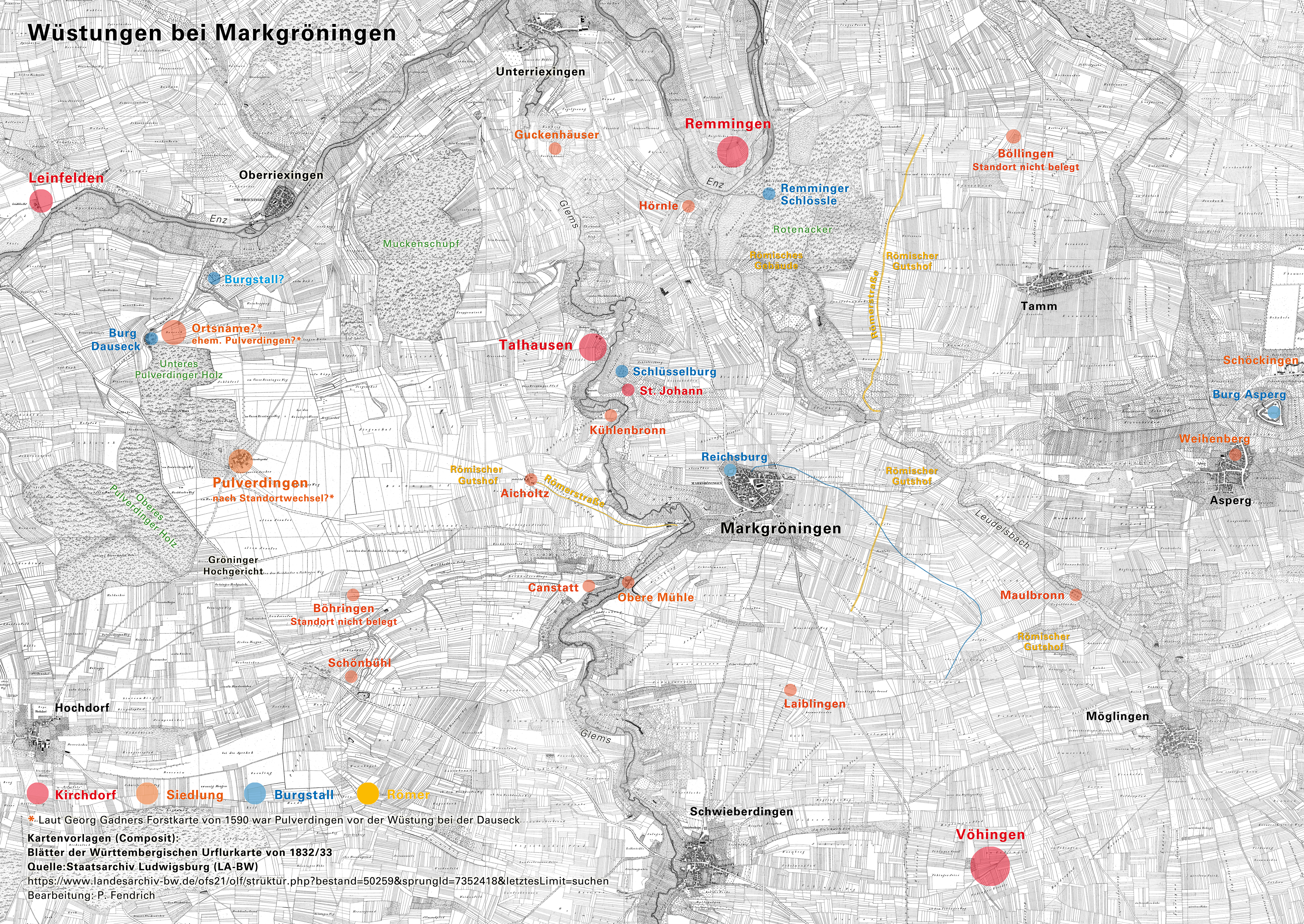
Wüstungen rund um Grüningen

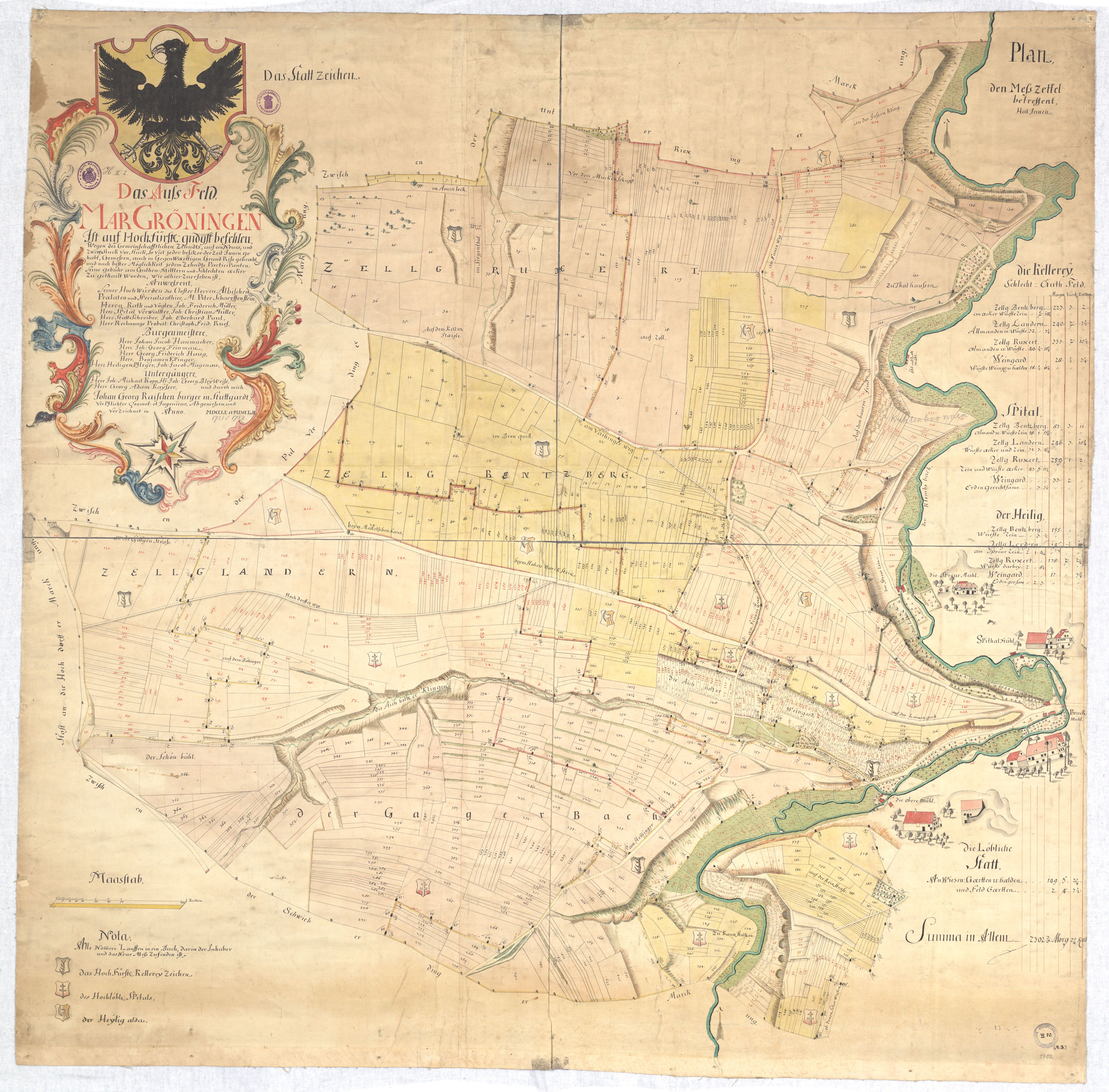
Ab 1751 wurde das verwahrloste „Außfeld“ westlich der Glems zur Rekultivierung vermessen, flurbereinigt und schließlich neu besiedelt

Die erstmals im 16. Jahrhundert verwendete Vorsilbe „Mark“ wurde im 18. Jahrhundert unter Herzog Karl von Württemberg zunehmend auch offiziell gebräuchlich und soll sich auf die Grenzlage an der fränkisch-alemannischen Mark beziehen. Diese war allerdings seit dem Blutgericht zu Cannstatt (746) nicht mehr relevant, bis auf die Übereinstimmung in diesem Bereich mit der Bistumsgrenze zwischen Konstanz und Speyer. Schlüssiger erscheint die These, dass sich die Vorsilbe „Mark“ auf den einstigen Sonderstatus als stets aus dem Glemsgau ausgemarktes Königsgut bzw. ehemaliges Reichslehen bezieht, was die einmal bei Heyd auftauchende Bezeichnung „Grüningen in der Mark“ belegen könnte. Allerdings war Grüningen im 16. Jahrhundert als württembergische Amtsstadt schon seit rund zweihundert Jahren nicht mehr ausgemarkt.
Als die Vorsilbe „Mark“ vorerst nur im außerörtlichen Volksmund als Unterscheidungsmerkmal gebräuchlich wurde, waren jedoch beide historisch-akademischen Erklärungsansätze irrelevant. Vielmehr verbanden Auswärtige zur Zeit der Namensergänzung mit (Mark-)Gröningen ein landesweit bekanntes Charakteristikum: den überregional bedeutsamen Jahrmarkt am Bartholomäustag, den Lorenz Fries bzw. Hans Grüninger 1527 mit der bedeutenden Frankfurter Messe gleichsetzte und der deshalb tatsächlich namensgebend gewesen sein könnte. Dieser Bartholomäusmarkt wurde anfangs wie andernorts anlässlich der Kirchweih abgehalten. Weil Bartholomäus nicht nur der Patron der Stadtkirche, sondern auch der Schutzheilige der Schäfer ist, und der Termin gut in den Jahresablauf der Wanderschäferei passte, war es wohl opportun, den zentralen Zunfttag der württembergischen Schäfer mit diesem Jahrmarkt zu verknüpfen. Für auswärtige „Beinamensgeber“ wurde der „Barthelmarkt“ damit erst recht zum Unterscheidungsmerkmal von anderen Grüningen oder Gröningen, von denen es im Lande einige und mit Neckargröningen einen Ort im näheren Umkreis gab.
Unterstrichen wird diese Namensherleitung durch besagten Abschnitt bei Fries, in dem der ortskundige Hans Grüninger die Stadt im Titel „Margt Grieningen“ nennt, und durch andere Quellen: So wurde 1533 in den Tübinger Matrikeln der Baccalarius Michel Volland „ex Marckt Gröningen“ aufgeführt. Und so verwies auch Matthäus Merian in seiner 1643 publizierten Beschreibung Grüningens auf die Alternativbezeichnung „Marckt Gröningen“.
Im Sinne dieses Erklärungsansatzes hat übrigens auch der 1819 durchreisende Städtemaler Christian von Martens, der seine aquarellierte Zeichnung von der Stadt mit „Markt-Gröningen“ beschriftete, die Vorsilbe offenbar ganz selbstverständlich von Markt abgeleitet und deshalb die Vorsilbe der vom Magistrat auch offiziell immer noch Gröningen genannten Stadt vermeintlich falsch, sinngemäß aber richtig geschrieben. Das im schwäbischen Dialekt gerne auch bei „Markplatz“ verschluckte „t“ könnte erklären, warum es in der Vorsilbe des Ortsnamens verloren ging und damit die Namensdeuter auf eine falsche Spur gelenkt hat.

### Abgegangene Siedlungen rund um Grüningen
Durch den Konzentrationsprozess im Zuge der Stadtentwicklung, aber auch durch Seuchen und Kriegsschäden, sind rund um Grüningen einige Siedlungen wüst gefallen (im Uhrzeigersinn von Nordost nach Nord): Hörnle, Maulbronn, Laiblingen, Schönbühl, Böhringen, Konstatt bzw. Caunstett bei der Oberen Mühle, Aicholtz, Hinterstatt, Kühlenbronn, die Schlüsselburg mit einem vermuteten Burgweiler im Sankt Johännser und Talhausen auf der Grüninger Gemarkung sowie die Orte Remmingen bzw. Remmigheim mit dem Remminger Schlössle auf Untermberger Markung, Vöhingen auf Schwieberdinger, Pulverdingen und Leinfelden auf Enzweihinger sowie Guckenhäußer und Burg Dauseck mit einem Burgweiler – nach Georg Gadner das ehemalige Pulverdingen – auf Unterriexinger Markung.

### Vermessung und Rekultivierung des Außfelds
1751/52 wurde das nach dem Dreißigjährigen Krieg großteils verwahrloste „Außfeld“ westlich der Glems neu vermessen und in Zelgen für die Dreifelderwirtschaft eingeteilt. Offenbar hatte die Regierung dabei bereits die Wiederbesiedlung der Wüstungen Talhausen, Aicholtz, Pulverdingen und der beim Schönbühl im Visier, um einerseits die Bewirtschaftung der weit von der Stadt entfernten Flächen zu gewährleisten und andererseits die zunehmende Auswanderung württembergischer Untertanen nach Russland, Ungarn oder Amerika einzudämmen: Durch Realteilung verarmten Bauern sollte hier der Aufbau einer neuen Existenz ermöglicht werden.
Auf der nebenstehenden Außfeld-Karte kann man am „Hohen Markstein“ an der neuen Vaihinger Straße erkennen, dass die Grüninger Markung westlich davon um die Flächen wüst gefallener Siedlungen, möglicherweise Böhringen und Pulverdingen, bis hin zur heutigen Bundesstraße 10 erweitert worden war. Hierher hatte man außerdem das Hochgericht verlagert, wie man an den beiden dreischläfrigen Galgen sehen kann.

## Hochmittelalter und frühe Neuzeit

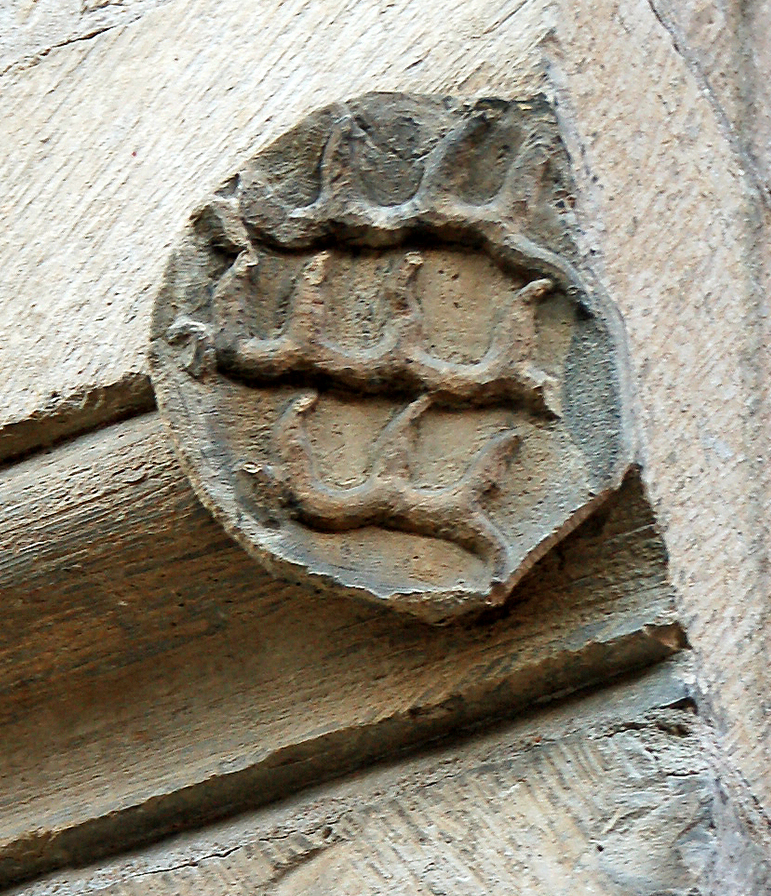
Am Pfarrhaus I findet sich das vermutlich älteste in Stein gemeißelte Wappen der Württemberger – hier der Grafen von Grüningen (13. Jh.)

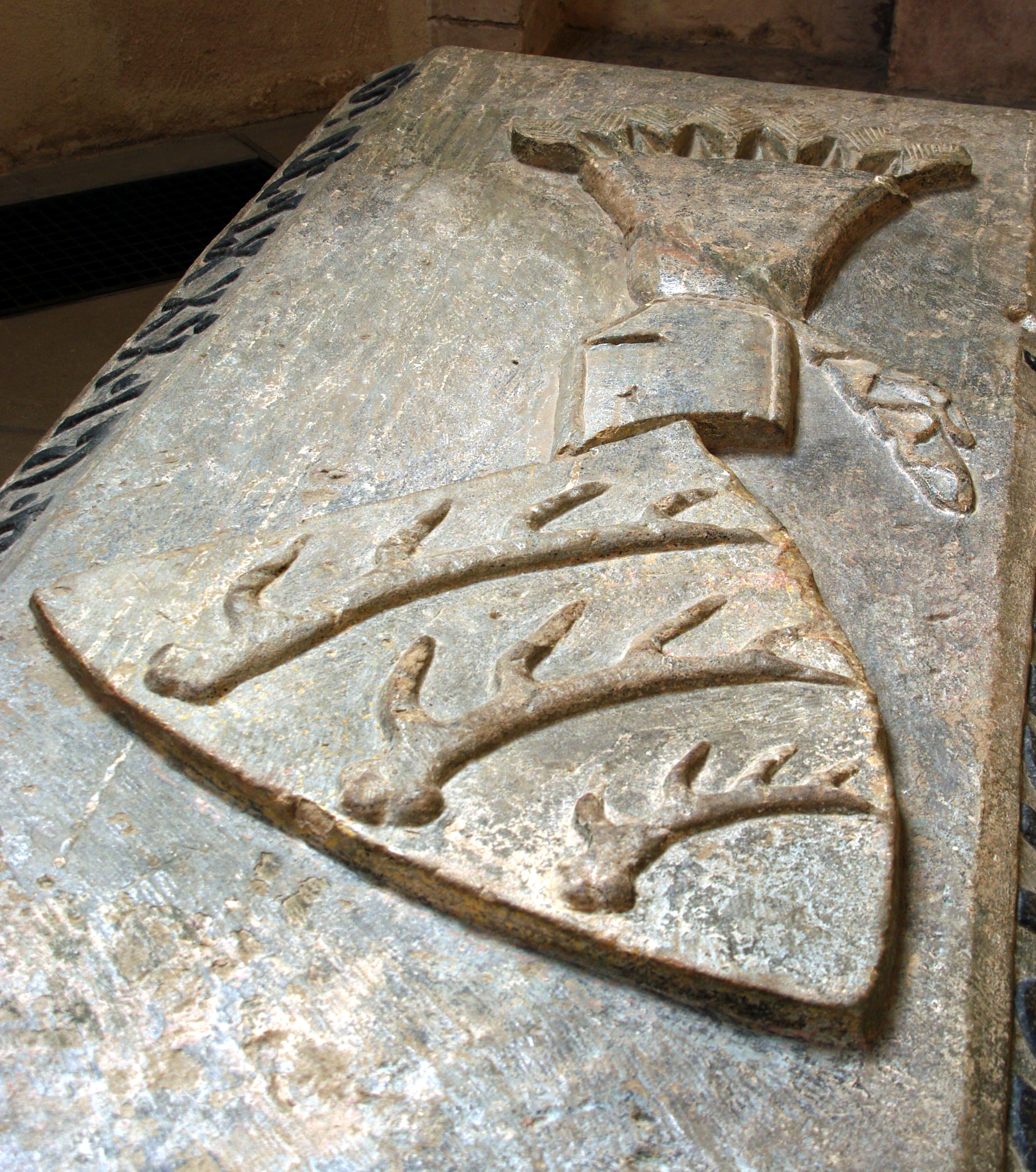
Grabplatte des Grafen Hartmann III. von Grüningen († 1280) – das älteste Monument eines Württemberger Grafen

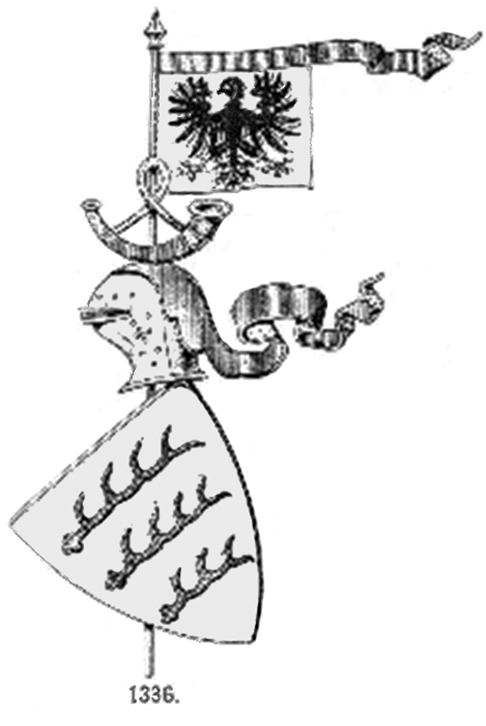
Wappen Graf Ulrichs III. mit der 1336 zusammen mit Grüningen erworbenen Reichssturmfahne

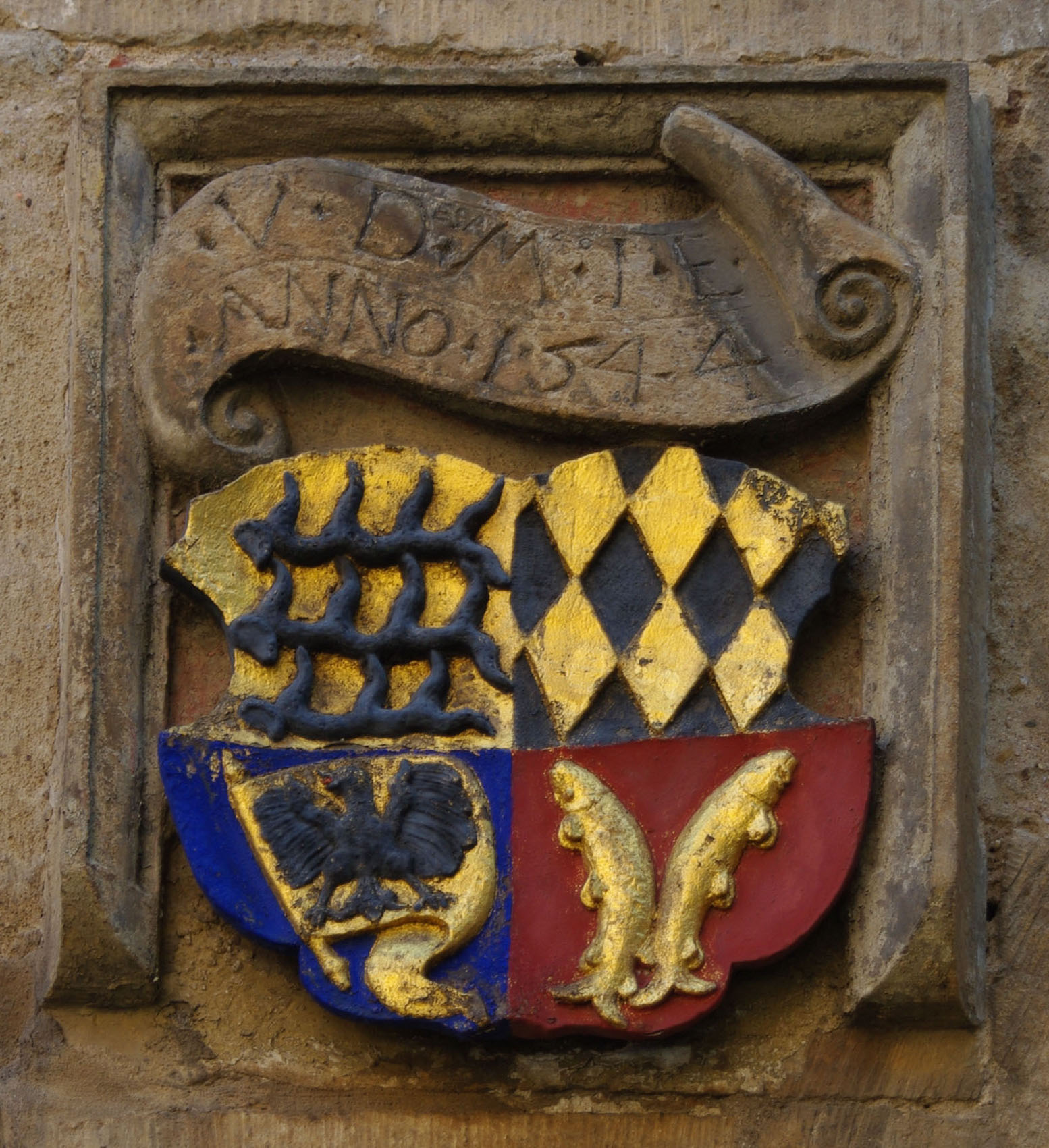
Herzogswappen mit den Herrschaften Württemberg, Teck, Grüningen und Mömpelgard am 1544 fertiggestellten Pfarrhaus

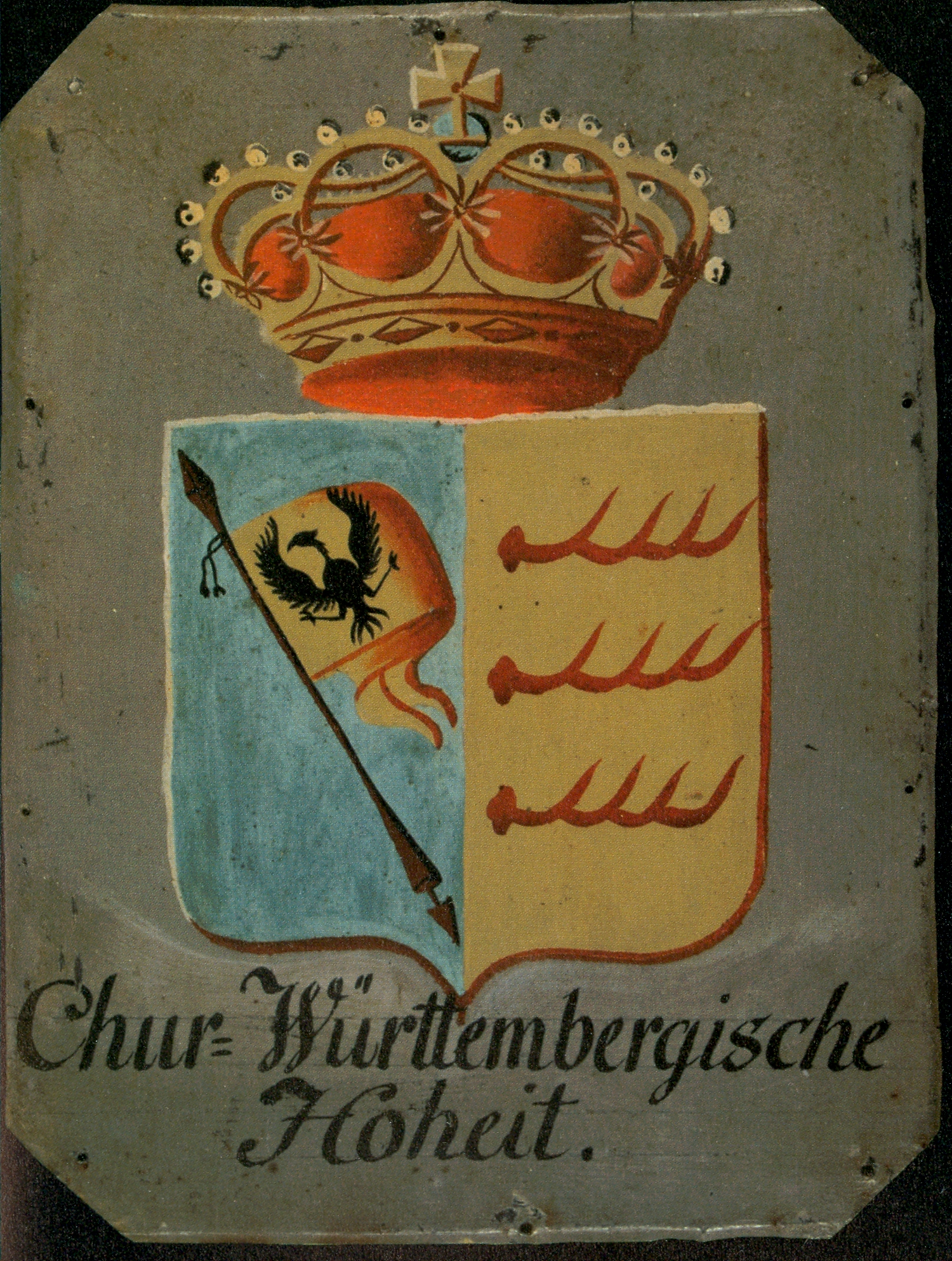
Hoheitstafel von 1805 mit dem kurfürstlichen Herzschild, das die Hirschstangen und die Reichssturmfahne hervorhebt

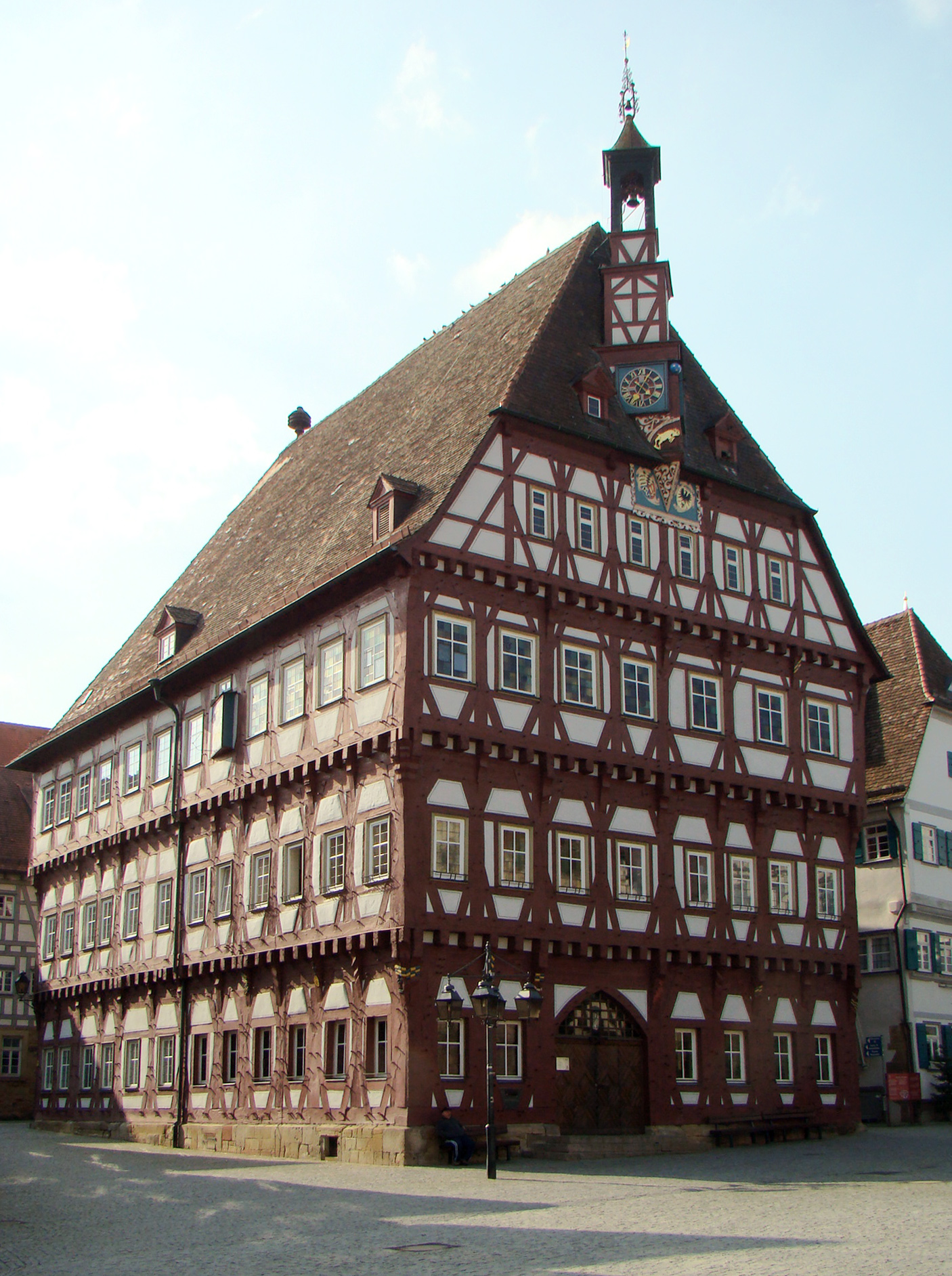
Beleg für bürgerschaftlichen Wohlstand: das stattliche Markt- und Rathaus (1441)

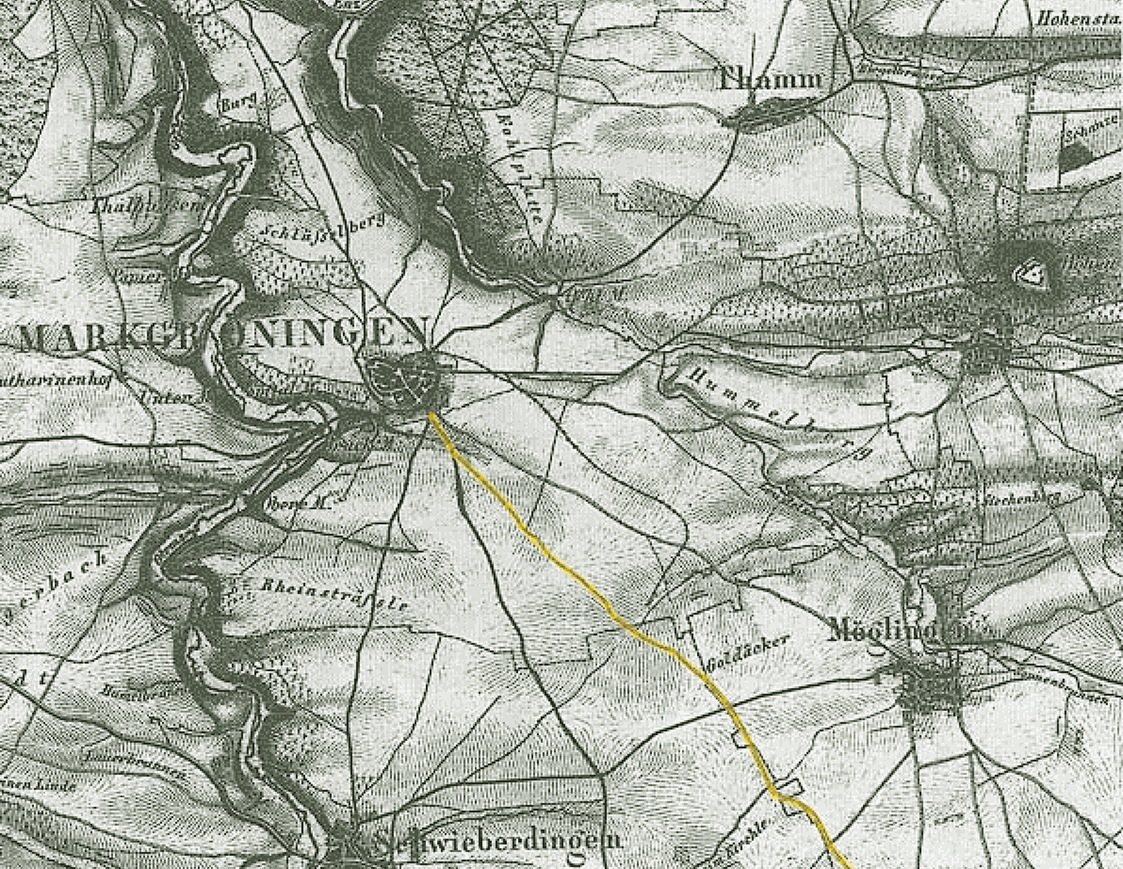
Um 1840 war der Stuttgarter Weg (gelb) noch vorhanden, der ab 1480 bis ca. 1520 die heutige B10 ersetzt und der Stadt Zolleinnahmen beschert hatte

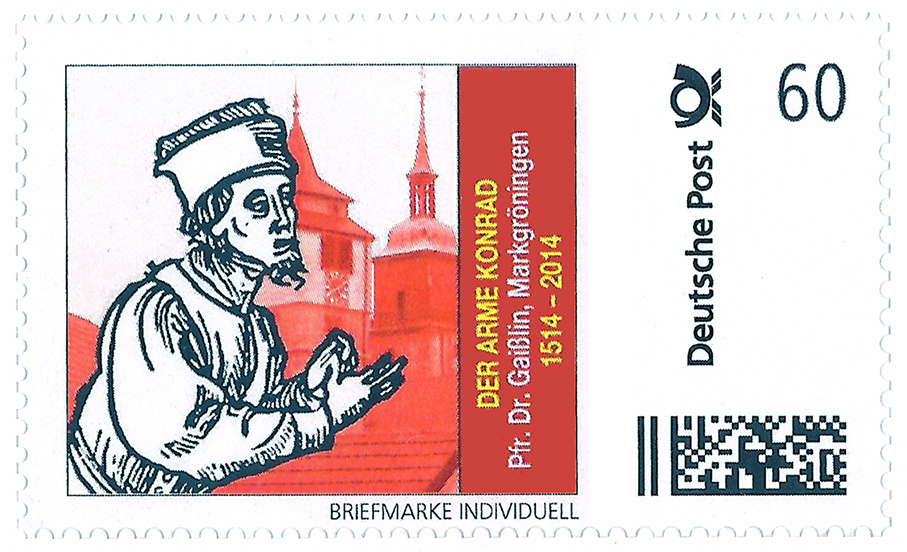
Sondermarke: 500 Jahre Armer Konrad und Reinhard Gaißer

### Die Reichsstadt und die Württemberger
Ab der Jahrtausendwende sind vier, mit mehreren Grafschaften versehene Grafen Werner als „Reichssturmfähnriche“ belegt, von denen sich zumindest Werner III. und Werner IV. als Träger der Reichssturmfahne und des damit verknüpften Königslehens nach Grüningen nannten, obwohl sie andernorts weit mehr Besitz hatten: Graf Werner IV. von Grüningen profitierte vom Bempflinger Vertrag und soll ein naher Verwandter des ersten nachweisbaren Württembergers Konrad von Württemberg und des einflussreichen Hirsauer Abts Bruno von Beutelsbach gewesen sein. Vermutlich leiteten die Württemberger Grafen von diesem letzten, 1121 ohne männlichen Nachkommen verstorbenen Werner von Grüningen den stets mit großer Energie verfolgten Anspruch auf die Reichssturmfahne und das damit verknüpfte Grüninger Königslehen ab.
1139 hielt der zeitweilige Reichssturmfähnrich und Staufer-König Konrad III. in der Grüninger Königspfalz einen Hoftag ab und urkundete für das Kloster Denkendorf. Unter den Zeugen finden sich die Württemberger Grafen Ludwig und Emicho, deren Nachkommen in Grüningen als Kirchherren und Besitzer eines „Steinhauses“ (mittelalterliches Stadtschloss) neben der Kirche in Erscheinung traten und sich später als Lehnsträger des Königsgutes „von Grüningen“ nannten. Davon zeugen das vermutlich älteste in Stein gehauene Württemberger Wappen der alten Grafen am überkommenen Sockel des Herrschaftshauses, an dessen Stelle im 16. Jahrhundert das Pfarrhaus errichtet wurde, und der Grabstein des 1280 gestorbenen Grafen Hartmann III. von Grüningen in der Bartholomäuskirche.
Historische Bedeutung erlangte Markgröningen, weil das Grüninger Reichslehen dem Träger der Reichssturmfahne vorbehalten war und einer deren Träger, Graf Hartmann II. von Grüningen aus dem Haus Württemberg, und sein mutmaßlicher Bruder oder Vetter, Graf Ulrich I. von Württemberg, 1246 den Niedergang der Staufer mit einleiteten: Unmittelbar vor der Schlacht bei Frankfurt gegen den von Papst Innozenz IV. zum Gegenkönig erhobenen thüringischen Landgrafen Heinrich Raspe IV. wechselten die beiden Württemberger Grafen für viel Geld und die Aussicht auf die schwäbische Herzogswürde mit rund 2000 schwäbischen Gefolgsleuten zur antistaufischen Partei über und zwangen somit den Staufer-König und schwäbischen Herzog Konrad IV., Sohn Kaiser Friedrichs II., in die Flucht. Zur Umsetzung ihrer Ambitionen hielten sich die beiden Grafen bis 1250 mehrfach beim Papst in dessen Exil in Lyon auf.
1252 übereignete der zweite antistaufische König Wilhelm von Holland Reichssturmfahne, Burg und Stadt Grüningen dem sich stets papsttreu rühmenden Grafen Hartmann II. von Grüningen als Erblehen. Im Zuge des Interregnums führte der comes illustrissimus genannte Graf Hartmann II. also die vermutlich von den Staufern zur Reichsstadt erhobene Kommune in Eigenbesitz über, um sie im Zuge seiner hochfliegenden Pläne zur Hauptstadt bzw. zum Fürstensitz auszubauen. Dabei ging er als Kirchherr auch den Neubau der aus karolingischer Zeit stammenden Bartholomäuskirche an und wandelte die romanische Basilika in eine der ersten gotischen Kirchen in Süddeutschland um.

#### „Rollback“ nach dem Interregnum
Der 1273 zum König gewählte schwäbische Graf Rudolf von Habsburg machte den Grafen von Grüningen jedoch einen Strich durch die Rechnung: Rudolf hatte sich zum Ziel gesetzt, ehemals staufischen Besitz, also auch Burg und Stadt Grüningen, wieder in Reichshand zu bringen und dabei die Vormachtansprüche der beiden Württemberger Grafenlinien einzudämmen, weil er die vakante Herzogswürde für sein eigenes Haus gewinnen wollte.
Während Graf Ulrich II. von Württemberg einlenkte, setzten Hartmann II. von Grüningen und dessen Sohn auf die militärische Karte. Nach jahrelangem Widerstand wurde Hartmann III. von Grüningen 1280 jedoch in offener Feldschlacht gegen eine Koalition schwäbischer Grafen gefangen genommen. Er starb in Kerkerhaft auf dem Asperg und wurde in seiner Kirche in Grüningen beigesetzt, die als Grablege für seine Dynastie vorgesehen war. Seine Halbbrüder, insbesondere Graf Konrad II. von Grüningen, mussten ihre Ansprüche auf die Grafschaft Grüningen aufgeben und 1295 schließlich auch das namensgebende „Dominium“, ihren Eigenbesitz in der Stadt samt Herrenhof und Patronatsrecht an der Bartholomäuskirche, an König Adolf von Nassau veräußern. Danach nannten sie sich nur noch Grafen von Landau nach einer Burg bei Riedlingen an der Donau.
Burg und Stadt Grüningen unterstanden ab 1280 dem Reichslandvogt Albrecht II. von Hohenberg, der als Rudolfs Heerführer vermutlich auch die Reichssturmfahne führte. 1284 nutzte er Burg und Kirche zur Ausrichtung der „Grüninger Fürstenhochzeit“, bei der auch sein Schwager König Rudolf von Habsburg zugegen war. Nachdem die Stadt wieder reichsunmittelbar war, hielten nach Rudolf von Habsburg auch die Könige Adolf von Nassau (1292–1298), Albrecht I. von Habsburg (1298–1308) und Friedrich der Schöne von Habsburg (1314–1330) in der Grüninger Reichsburg Hof.

#### Endgültig in württembergischer Hand
Nach der Niederlage des Gegenkönigs Friedrichs von Habsburg gegen König Ludwig, den Bayern, verlieh Ludwig 1322 das Reichssturmfahnlehen „angesichts seiner Dienste für König und Reich sowie als Bannerträger in seinem siegreichen Kampf“ an seinen fränkischen Heerführer Konrad II. von Schlüsselberg und dessen Erben: Konrad, der sich fortan „von Schlüsselberg zu Grüningen“ nannte, erhielt damit „Burg und Stadt Grüningen mit allen Rechten und Lehen, Patronat und Gerichtsbarkeit, Dörfern, Weiden, Wäldern, Gewässern und Wasserläufen, Leuten und Vasallen, Einkünften und Zubehör zu rechtem und ewigem Lehen“. In der dafür ausgefertigten Urkunde befahl der König „allen zur Stadt und Burg gehörenden Leuten und Vasallen, Konrad und dessen Erben die genannten Rechte in vollem Umfang zu übergeben und ihnen gehorsam zu sein“.
Größeres politisches Gewicht im niederschwäbischen Raum erlangte unter König Ludwig allerdings Graf Ulrich III. von Württemberg. Als dessen Landvogt brachte er König Ludwig schließlich dazu, auf Konrad von Schlüsselberg einzuwirken, dass dieser 1336 das Grüninger Reichslehen gegen Entschädigung an ihn abtrat. Von König Ludwig als Erblehen übertragen, gelangten die Württemberger Grafen somit erneut und diesmal endgültig in den Besitz von Burg und Stadt Grüningen mitsamt der Reichssturmfahne, die sie ab 1495 auch als Herzöge in ihr viergeteiltes Wappen mit den Herrschaften Württemberg, Teck, Grüningen und Mömpelgard übernahmen. Damit verlor Grüningen, auch wenn Burg und Stadt über 1495 hinaus formal Reichslehen blieben, bis auf ein paar Sonderrechte wie eigene Maße endgültig seinen Status als Freie Reichsstadt und diente den Württemberger Grafen und Herzögen fortan als Residenz- und überörtliche Amtsstadt mit Hochgericht.
Zwar begehrte Grüningen im Bündnis mit Reichsstädten wie Eßlingen und während des Schleglerkriegs im 14. Jahrhundert nochmals gegen die württembergische Herrschaft auf. Die Grafen von Württemberg konnten sich jedoch in den lange schwelenden Auseinandersetzungen durchsetzen. Die Grüninger Bürger, die nach der Pestwelle auch diesen Konflikt überlebt hatten, mussten darauf dem Grafen Eberhard III. jeder persönlich „Urfehde“, das heißt ewige Treue, schwören. Einbezogen wurden auch die Geistlichen und der Vogt sowie württembergische Einwohner Talhausens und Unterriexingens, als wären sie schon eingemeindet gewesen. Die erhaltene „Urfehde-Liste“ von 1396 ist die älteste Markgröninger Bürgerliste und bildet im Verbund mit den Lagerbüchern von 1424, 1523 und 1565 sowie den Steuerlisten von 1448, 1471 und 1545 einen wertvollen Fundus für Historiker und Genealogen.

### Vom Zweiten Frühling in die Staatskrise
Während der Landesteilung im 15. Jahrhundert erlebte die agrarwirtschaftlich ohnehin gutsituierte Stadt nochmals eine unverhoffte politische Aufwertung: als nördliche Hauptresidenz des Uracher Landesteils, als Sitz des Vormundschaftsrats des anfangs unmündigen Grafen Eberhard im Bart und als Bastion gegen den Heidelberger Pfalzgrafen. Im Zuge dieser stark hundertjährigen Blütezeit erlebte die Stadt einen wahren Bauboom: Die Herrschaft investierte in die Modernisierung der Burg und in Vorratsgebäude wie den Landesfruchtkasten. Das Heilig-Geist-Spital stellte sich neu auf, erweiterte die Spitalkirche um einen Chor und erbaute unter anderem das heute noch ob seiner Größe beeindruckende Pfründhaus. Aberlin Jörg erstellte den großen Chor und die Sakristei der Bartholomäuskirche. Und die Bürgerschaft errichtete unzählige Neubauten – gekrönt durch das stattliche Markt- und Rathaus (1441). Grüningens Bürger verfügten damals über das höchste Durchschnittsvermögen und der Kaufmann Heinrich Volland über das größte zu versteuernde Vermögen in ganz Württemberg. Rund 150 Patriziersöhne wechselten während dieser Blütezeit von der örtlichen Lateinschule an die Universitäten in Heidelberg, Tübingen und Freiburg.
Zum Bartholomäusmarkt, dem größten von vier Jahrmärkten in Grüningen, sollen zu dieser Zeit ebenso viele Besucher gekommen sein wie auf die Frankfurter Messe. Eine willkommene Einnahmequelle bot außerdem die von Graf Eberhard 1480 verfügte Umleitung der wichtigen Handelsroute von Ulm über Eßlingen nach Speyer (die heutige B10) durch die Stadt, die somit den durchziehenden Kaufleuten Wegezoll und Stapelgebühren auferlegen konnte. Die von Graf Eberhard wegen vermeintlichen Zinswuchers betriebene Judenvertreibung dürfte dem überregional aktiven Vollandschen Handelshaus zusätzliche Einnahmen im Kreditgeschäft gesichert und ihren Einfluss als „Fugger“ Württembergs gestärkt haben.

#### Frühkapitalistische Auswüchse
Zwei akademisch gebildete Söhne des schwerreichen Heinrich Volland II. († 1482) und seiner Frau Elisabeth Lyher beeinflussten nicht nur die Geschicke der Stadt: Den in Pavia zum Doktor beider Rechte promovierten Ambrosius Volland hielt es nicht lange in der ihm zugedachten Position als Geistlicher in Grüningen. Nach seiner Heirat ließ er sich erst nach Tübingen und Wittenberg zum Professor berufen, um 1505 an die Hofkanzlei Herzog Ulrichs zu wechseln. Nach seinem Studium hatte Philipp Volland inzwischen das lukrative Familienunternehmen übernommen und bekleidete alsbald auch das Amt des Vogts von Stadt und Amt Grüningen sowie zeitweise das des Kellers auf dem Hohenasperg. Nachdem er darüber hinaus auch noch Abgeordneter in der Landschaft zu Stuttgart geworden war, vereinte er in seiner Person nicht nur Exekutive und Legislative, sondern auch die damals noch junge Macht des Geldes. Kapital war bei Vollands reichlich vorhanden, und ein Landesherr, der weit über seine Verhältnisse lebte, versprach reichlich Zinsgewinn.
Als Herzog Ulrich jedoch die Vermögenssteuern erhöhen wollte, schaffte es die sogenannte Ehrbarkeit, dass er diese in eine Verbrauchssteuer umwandelte, die in erster Linie das gemeine Volk treffen sollte. Darüber hinaus konnte Philipp Volland der Versuchung nicht widerstehen, die Auswirkungen der wegen mehrerer Missernten und unsolider Haushaltspolitik ohnehin galoppierenden Inflation noch zu verschärfen: Indem er dem Markt trotz grassierender Hungersnot knappes Getreide entzog, es hortete und mit enormen Preisaufschlägen weiterverkaufte. Seine Machtfülle vor Ort nutzte er zudem, um die zur Allmende zählenden Fischgründe für sich selbst zu beanspruchen. Wie Ablasshandel mutet es deshalb an, dass sich Philipp andererseits als Wohltäter insbesondere des örtlichen Heilig-Geist-Spitals hervorgetan hatte. Dennoch sah er sich plötzlich ungeheurem geistlichem Furor und einem Aufruhr ausgesetzt.

#### „Revoluzzer“ auf der Kanzel
Wie aus dem Nichts war um 1513 der Tübinger Theologe Reinhard Gaißer auf der ersten Pfarrstelle der Grüninger Bartholomäuskirche aufgetaucht und entpuppte sich als gefährlicher Gegenspieler des mächtigen Vollandschen Handelshauses und deren Vertreter in der Politik, zu denen mittlerweile auch Ambrosius als einflussreicher Rat und späterer Kanzler des Herzogs zählte. Dieser „erste Sozialrevolutionär auf einer württembergischen Kanzel“ war einer der Rädelsführer und der intellektuelle Kopf des Armen Konrads. Gaißer hatte sich dem Bundschuh verschworen, konspirierte mit den Anführern anderer „Widerstandsnester“ und plante die Übernahme Grüningens. Als er die Zeit gekommen sah, rief er den Gemeinen Mann in Grüningen und andernorts offen zum Aufstand gegen die frühkapitalistisch agierende Ehrbarkeit und den Vogt Philipp Volland auf. Und tatsächlich fehlte nicht viel, dass die „Aufrührer“ Volland „überzuckt“ (niedergemacht) hätten, nachdem sie die Stadt- und Torwachen bereits ersetzt hatten. Doch der Vogt war schlau genug, sein Haus nicht zu verlassen und auf Zeit zu spielen.
Ebenso wie Herzog Ulrich, der den im Remstal von Gaißers Verwandtschaft mit angeführten Aufstand durch geschicktes Taktieren und die Zusage einer Schlichtung in Form eines außerordentlichen Landtags zu neutralisieren verstand. Vertreter des Gemeinen Mannes wurden auf diesem allerdings ausgeschlossen, so dass der vielgerühmte Tübinger Vertrag am Ende doch wieder vor allem der Ehrbarkeit nutzte. Etlichen Gegenspielern wurde der Prozess gemacht. Obwohl der erboste Grüninger Vogt über Gaißers Umtriebe und konspirative Treffen ausführliche Anzeigen erstattet hatte, kam der von Volland stets „Gaißlin“ genannte Pfarrer mit einer Vorladung in die fürstliche Kanzlei davon, weil er nur dem Bischof von Speyer verantwortlich war und insofern in Württemberg Immunität genoss. Nach der Zerschlagung des Aufstands blieb er Stadtpfarrer in Grüningen und sprach dem Spitalmeister Johannes Betz 1517 den Ablasshandel erfolgreich ab. Auch den 1521 zwischen Betz und Gaißer entstandenen Streit um die geistliche Rangfolge in der Stadt entschied der Speyrer Bischof Georg von der Pfalz zugunsten des Stadtpfarrers und Dekans des Grüninger „Landkapitels“. 1531 wurde der Grüninger Reformtheologe vom Magistrat der Reichsstadt Eßlingen als Gutachter zur Reformation angehört. Nach 1533 verliert sich seine Spur.

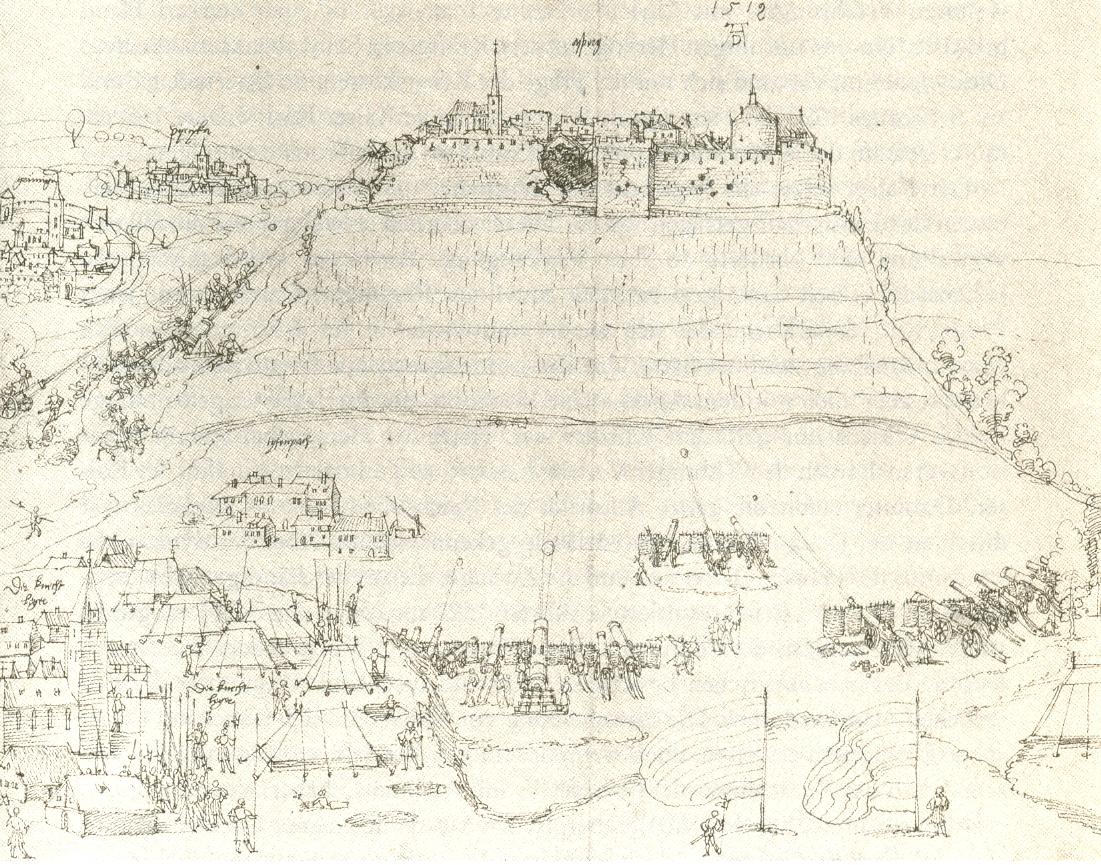
Von Dürer skizzierte Belagerung des Aspergs durch den Schwäbischen Bund (1519)

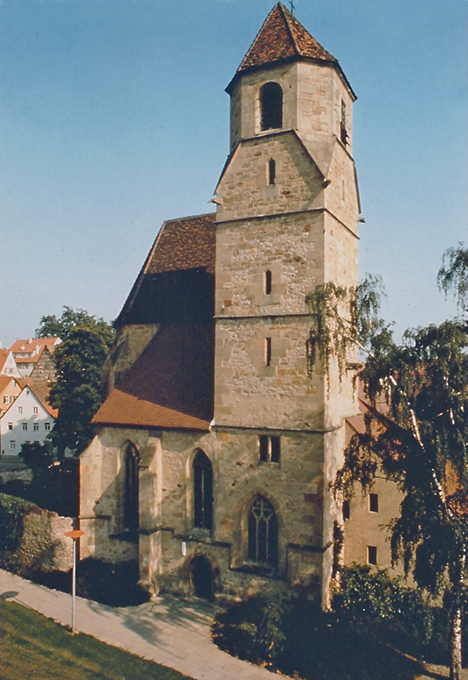
Turm und Chor des nach der Reformation säkularisierten Spitals

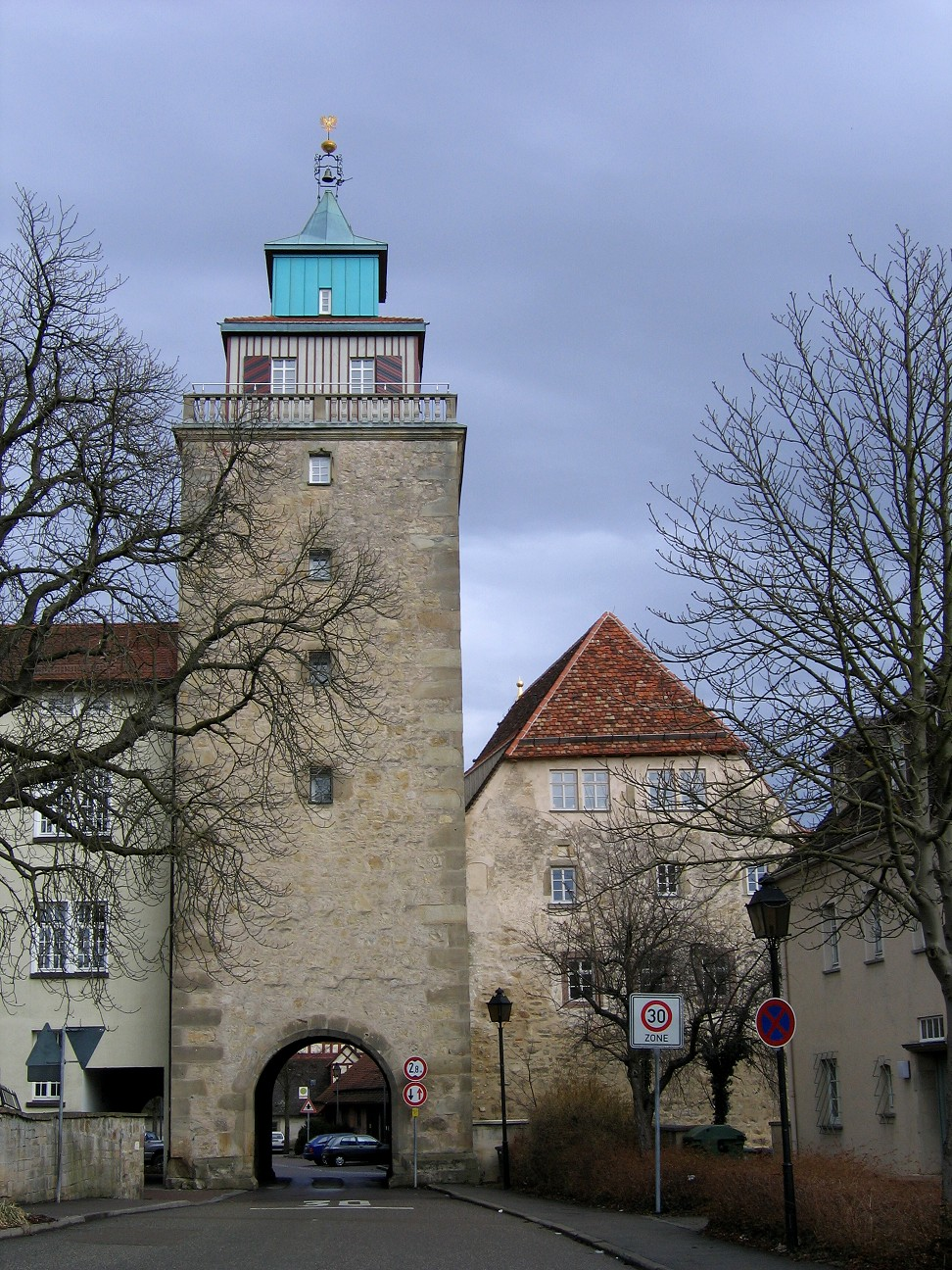
Das Obere Tor wurde nach dem Dreißigjährigen Krieg repariert, das Untere neu erstellt

#### Österreichische Interimsregierung, Bauernkrieg und Schmalkaldischer Krieg
Nachdem Herzog Ulrich 1519 sich die Reichsstadt Reutlingen einverleibt und damit den Bogen im ohnehin schlechten Verhältnis mit Schwäbischem Bund und Reich endgültig überspannt hatte, überrollte deren Heer das Herzogtum, dessen Untertanen nicht sonderlich zur Gegenwehr bereit waren. Der Herzog und die führenden Repräsentanten seiner Politik mussten ins Exil flüchten. Darunter neben Ambrosius Volland, dessen Grüninger Güter darauf enteignet wurden, auch Philipp Volland, der ebenfalls Vermögenseinbußen hinnehmen musste, aber noch rechtzeitig einige Güter beim Spital und den Beginen bis zu seiner Rückkehr „parken“ konnte. Im badischen Pforzheim bekam er 1522 eine Stellung als Schultheiß. Württemberg wurde erst vom Schwäbischen Bund und dann von Erzherzog Ferdinand von Österreich regiert.
Nach zwei misslungenen Versuchen, das Herzogtum zurückzuerobern, gelang dem inzwischen konvertierten Herzog Ulrich 1534 die Rückkehr mit Hilfe protestantischer Fürsten wie dem Landgrafen Philipp von Hessen. Damit konnte auch Philipp Volland nach Grüningen zurückkehren und nochmals das bislang von Martin Volland bekleidete Amt des Vogts bis zu seinem Tode 1537 übernehmen. Nachfolger wurde sein Sohn Michael, der in der Türkensteuerliste von 1545 als reichster Bürger Grüningens hervortrat. Die Bürgerschaft verfügte immer noch über das höchste Durchschnittsvermögen in ganz Württemberg, obwohl der mehrfache Herrschaftswechsel, der 1524 ausgebrochene Bauernkrieg und insbesondere die Willkür der auf dem Asperg und in Grüningen stationierten Besatzungstruppen sie auch wirtschaftlich stark beeinträchtigt hatten.
So wurde die Stadt 1546 im Zuge des Schmalkaldischen Kriegs erneut durch kaiserliche Truppen besetzt, die den Asperg belagerten und mordend und plündernd fouragierten. Da in der Folge weitere Truppendurchzüge stattfanden und Grüningen sich zudem an der hohen Kriegsentschädigung beteiligen musste, die Herzog Ulrich an den Kaiser zu entrichten hatte, waren die Stadtfinanzen anschließend zerrüttet.

#### Säkularisation und beginnende Stagnation
Diese erste Krise spiegelt auch der Rückgang der Grüninger Studentenzahl wider, die sich in den 1540er Jahren zwar nochmals erhöhte, ab 1551 jedoch kontinuierlich zurückging. Auch weil zahlreiche frühere Uni-Absolventen andernorts Karriere machten und damit die Grüninger Elite schwächten. So verschwanden auch die Vollands schließlich aus der Stadt. Der letzte aus Grüningen stammende Volland immatrikulierte sich 1564 an der Universität Freiburg.
Nachdem Herzog Christoph die 1534 von Ulrich zwar eingeleitete, vom Kaiser jedoch lange ausgebremste Reformation endgültig umsetzen konnte, zog er mit dem Kirchengut auch die mit der Bartholomäuskirche verbundenen Pfründen, den Besitz des Beginenhauses und des Heilig-Geist-Ordens ein. Dessen 1297 geweihtes und bis kurz vor der Reformation ausgebautes Spital wurde 1552 der städtischen Verwaltung bei herzoglicher Oberaufsicht unterstellt. In der Spitalkirche fand fortan kein Gottesdienst mehr statt. Im Zuge der Reformation entfielen in Grüningen rund zwanzig geistliche Stellen. Von der Säkularisation ausgenommen war bezeichnenderweise allein die Vollandpfründe, die Michael Volland, ein Enkel des vom Herzog protegierten Philipp Volland, 1560 schließlich der Stadt veräußerte, weil nach dem Tod von Martin Volland niemand mehr von seinem Familienzweig in der Stadt sesshaft war.
So zeichnete sich zur Mitte des 16. Jahrhunderts bereits ein schleichender Bedeutungsverlust ab, auch wenn Grüningen nach 1551 noch eine letzte größere herrschaftliche Investition verbuchen konnte: Der neue Herzog Christoph von Württemberg baute die ehemalige Reichsburg zum Residenzschloss um und initiierte nebenan den Bau des Oberen Tors (1555), das als einziges Stadttor bis heute erhalten ist und wie der benachbarte Wimpelinhof (Museum) besichtigt werden kann. 1552 logierte in der ehemaligen Königsburg zum letzten Mal ein Kaiser: Karl V., der dem Württemberger Prinzen Christoph während dessen Exils Ambrosius Volland als Rat zur Seite gestellt hatte.

## Schicksalsjahre von 1618 bis 1718

### Kriegsschäden und Bevölkerungsverluste
Im Zuge des Dreißigjährigen Kriegs (1618–1648) und seiner Nachwehen bis hin zu den Franzoseneinfällen im Pfälzischen sowie im Spanischen Erbfolgekrieg erlitten die Grüninger einen Schicksalsschlag nach dem anderen:

#### Dreißigjähriger Krieg
Im Dreißigjährigen Krieg (1618–1648) war Grüningen anfangs nicht direkt vom Kriegsgeschehen betroffen, verlor aber 1626 durch eine Pestwelle 466 Einwohner. Nach der von den Protestanten verlorenen Schlacht bei Nördlingen (1634) und der Flucht Herzogs Eberhard III. von Württemberg ins Straßburger Exil kam der Krieg zur Stadt: Während der zehnmonatigen Belagerung der von schwedischen und württembergischen Truppen gehaltenen Festung Hohenasperg hausten die auf „Selbstversorgung“ angewiesenen kaiserlichen Truppen schonungslos in den umliegenden Kommunen und quetschten die Bevölkerung bis aufs letzte Hemd aus. Die Grüninger „Amtsflecken“ rund um den Asperg wurden großteils dem Erdboden gleichgemacht. Der von Grüningen auf die Festung Hohenasperg geflüchtete Specialsuperintendent und Stadtpfarrer Wendel Bilfinger dokumentierte das Elend dieser Phase (August 1634 bis August 1635) in einer handschriftlichen Chronik. Wer Folter, Vergewaltigung und Brandschatzung überlebt hatte, sah sich danach mit Hungersnot und Seuchen konfrontiert. Von 1634 bis 1637 starben in Grüningen 1103 Menschen. 1638 waren noch 40 Bürger mit ihren Angehörigen in der Stadt, viele Häuser beschädigt oder zerstört. Zahlreiche alte Grüninger Familien starben dabei aus. Nach Kriegsende (1648) konnte die Stadt diesen Tiefschlag durch Zuwanderer insbesondere aus der Schweiz zwar leidlich kompensieren. Doch zählte man auch 1652 nur 185 steuerpflichtige Haushaltsvorstände und 762 Einwohner. Nicht einmal halb so viele wie hundert Jahre zuvor.
Umso härter wirkte die auferlegte Steuerlast zum Wiederaufbau des Herzogtums, gegen die sich die Stadtoberen vergeblich auflehnten. In einem „Brandbrief“ an die Landschaft schildern sie 1670 ihre zusätzlichen Belastungen vor Ort: „Um solcher täglich vorfallender Ausgaben willen vermag der allhiesige Stadtsäckel nimmer so viel auftreiben, nur die Thürm und Thor in nothwendigster Reparation zu erhalten, noch etwas an hiesiger fast ganz ruinierter Stadtmauer aufzubauen …“ Die Stadttor-Skizzen von Carl Urban Keller, angefertigt um 1800, zeigen, dass das Ostertor und das Esslinger Tor die Kriegswirren zwar weitgehend überstanden hatten, dass das Untere Tor jedoch im Stil der Zeit neu erstellt wurde.

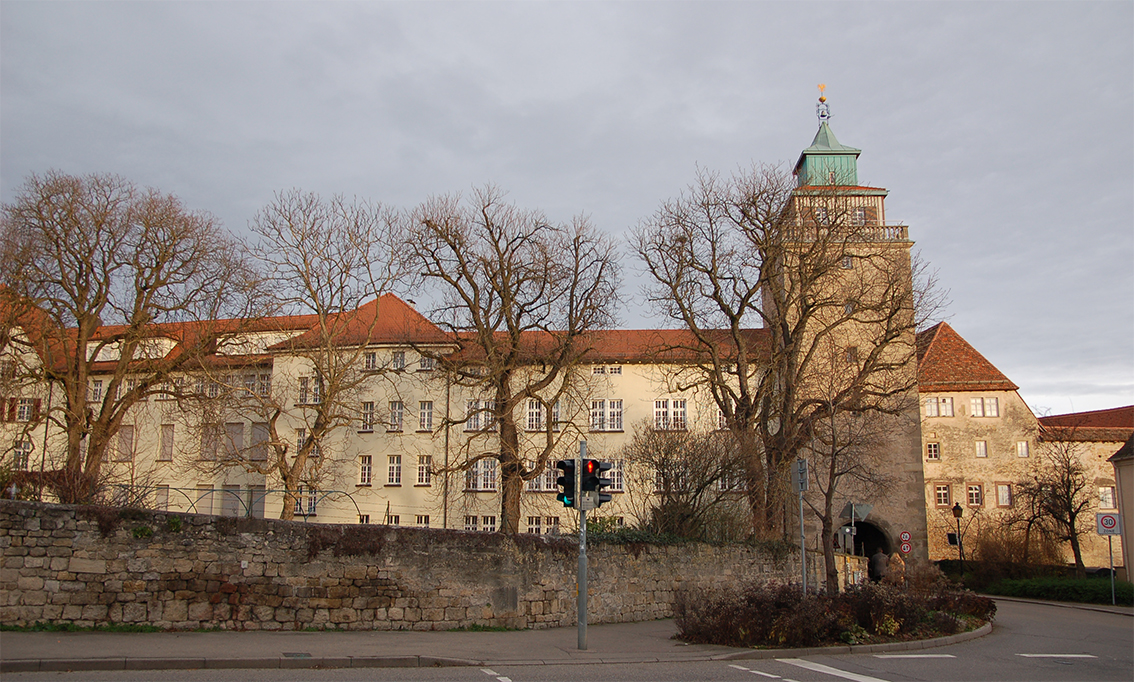
Im Helene-Lange-Gymnasium (von Westen) finden sich noch Relikte der von Herzog Christoph zum Schloss umgebauten Reichsburg

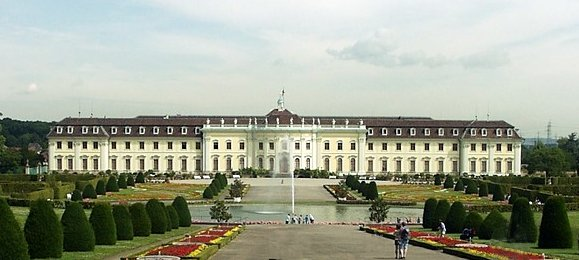
Residenzschloss Ludwigsburg – erbaut ab 1704 für Herzog Eberhard Ludwig

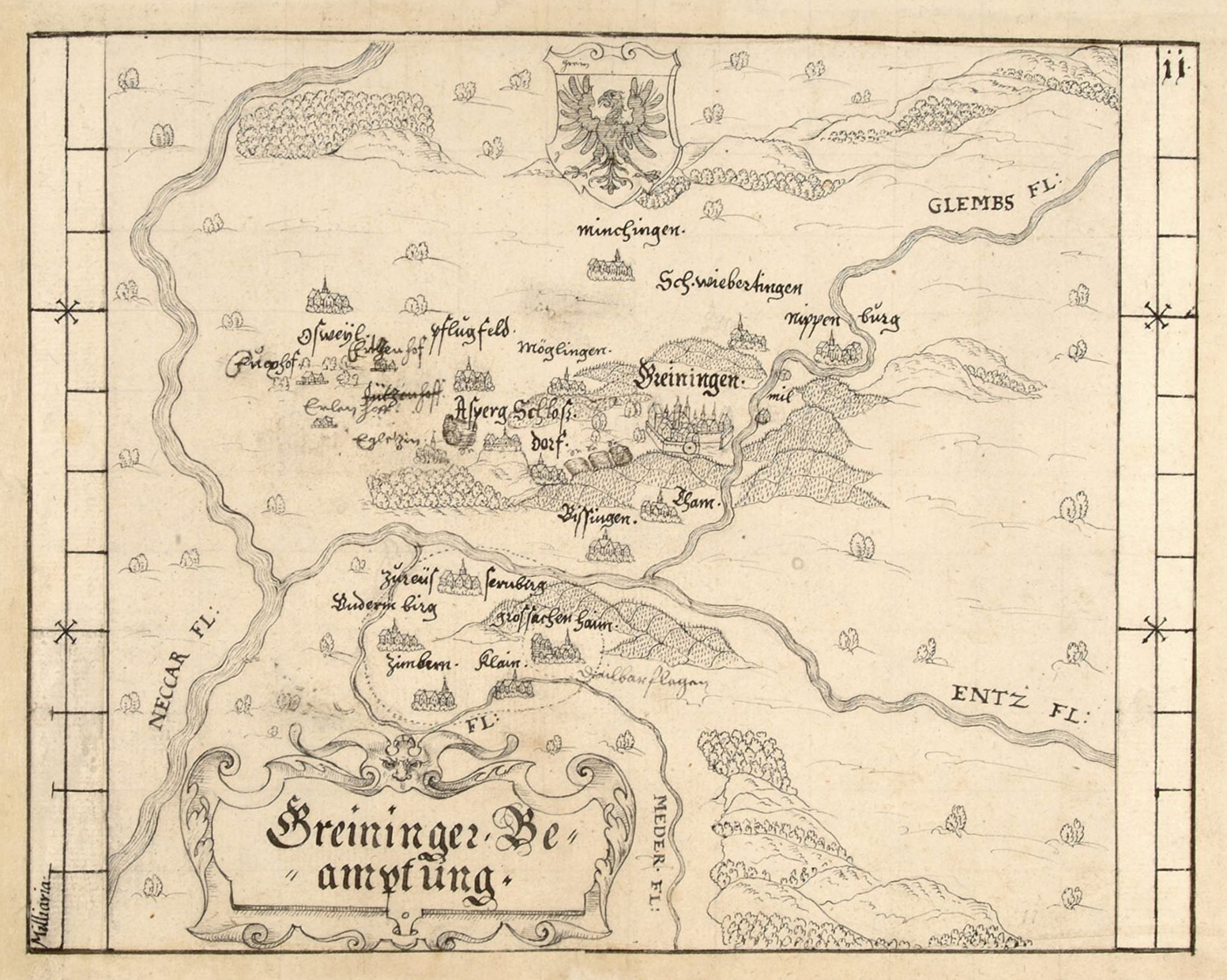
Amt Grüningen um 1600 zur Zeit seiner größten Ausdehnung mit der ehemaligen Sachsenheimer Ortsherrschaft

#### Pfälzischer und Spanischer Erbfolgekrieg
Nachdem sich die Stadt mühsam aufgerappelt hatte und rund 200 Einwohner hinzugekommen waren, mussten die Grüninger Bürger im Zuge der Franzoseneinfälle während des Pfälzischen Erbfolgekriegs (vor allem um 1693) und während des Spanischen Erbfolgekriegs zusätzliche Zerstörungen, zahllose Plünderungen und Flurschäden durch Besatzungstruppen hinnehmen, deren unkontrollierter Terror keinen geregelten Landbau mehr zuließ. Eine weitere Hungersnot soll einem Bericht des Stadtpfarrers zufolge im Jahre 1693 177 Grüningern das Leben gekostet haben. Die Einwohnerzahl vor dem Dreißigjährigen Krieg, der sich für Grüningen fast als hundertjähriger entpuppen sollte, konnte deshalb erst wieder um 1735 erreicht werden, als man 1640 Einwohner zählte.

### Bedeutungsverlust durch die Gründung Ludwigsburgs
Die durchgestandenen Kriegswirren wirkten sich auf das Schicksal der Stadt jedoch weit weniger aus als der Tiefschlag, den der absolutistische Herzog Eberhard Ludwig von Württemberg der Stadt kurz danach versetzte: Durch den Bau des Ludwigsburger Residenzschlosses (ab 1704), für den die Grüninger Bürger massiv eingespannt wurden, und insbesondere durch die Gründung der Stadt Ludwigsburg (1718) im Grüninger Amtsgebiet, das bis an den Neckar reichte, entzog er Grüningen die politische und wirtschaftliche Existenzgrundlage. Widerstand war zwecklos: Im Mai 1718 wurden der Grüninger Vogt Georg Christoph Andler, der Stadtschreiber und ein Mitglied des Stadtgerichts nach Stuttgart zitiert und dort so lange festgehalten, bis sie den vorgesehenen Eingriffen ins Grüninger Statut und Amt zustimmten.
Somit verlor die alsbald auch offiziell Markgröningen genannte Stadt erst die Funktion als herzogliche Zweitresidenz und Hort der Reichssturmfahne an das Ludwigsburger Schloss und nach verbissener, bis ins 19. Jahrhundert währender Gegenwehr auch die Funktionen als Oberamtsstadt, Hochgericht und Dekanat an die Stadt Ludwigsburg und damit ihre traditionelle Stellung als Zentraler Ort des Strohgäus.
Daher führt der Kreis Ludwigsburg als Nachfolgekörperschaft des Oberamts Gröningen heutzutage den Grüninger Adler im Wappen, und die Kreisstadt Ludwigsburg schmückt sich mit der Reichssturmfahne.
Zum Verdruss der Grüninger hat Herzog Eberhard Ludwig dann auch noch den Schäferlauf, ihr identitätsstiftendes „ältestes Volksfest Württembergs“, viergeteilt: Ab 1723 fanden auch in Heidenheim auf der Ostalb, in Urach auf der Mittleren Alb und in Wildberg im Schwarzwald Zunfttreffen und Schäferläufe statt.
1724 wurde ein erster Teil des Grüninger Schlosses abgerissen. Die Steine mussten zur Wiederverwendung nach Ludwigsburg gekarrt werden.

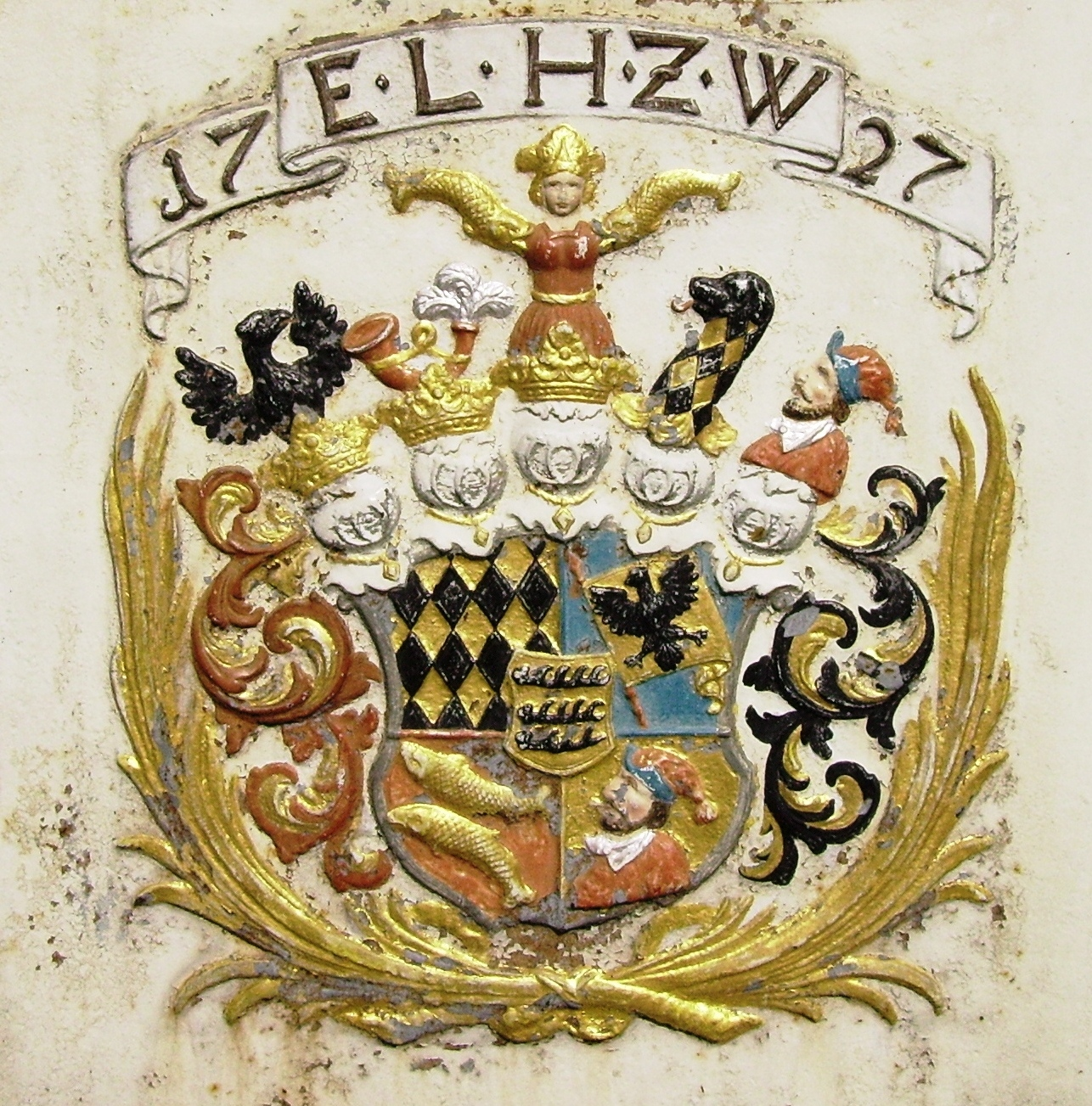
Wappen Herzog Eberhard Ludwigs seit 1705: nicht nur mit der Reichssturmfahne, sondern auch mit Helmzier für die Grafschaft Grüningen

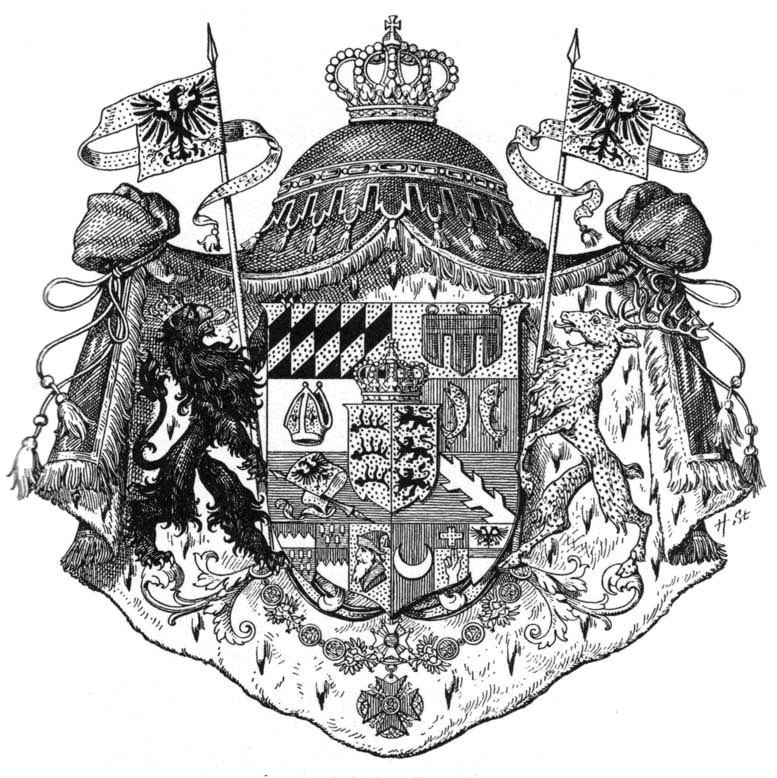
Königswappen (1871) mit drei Reichssturmfahnen. Die im Wappen steht für die Grafschaft Gröningen; die linke hält der Staufer-Löwe, die rechte der Hirsch der Württemberger

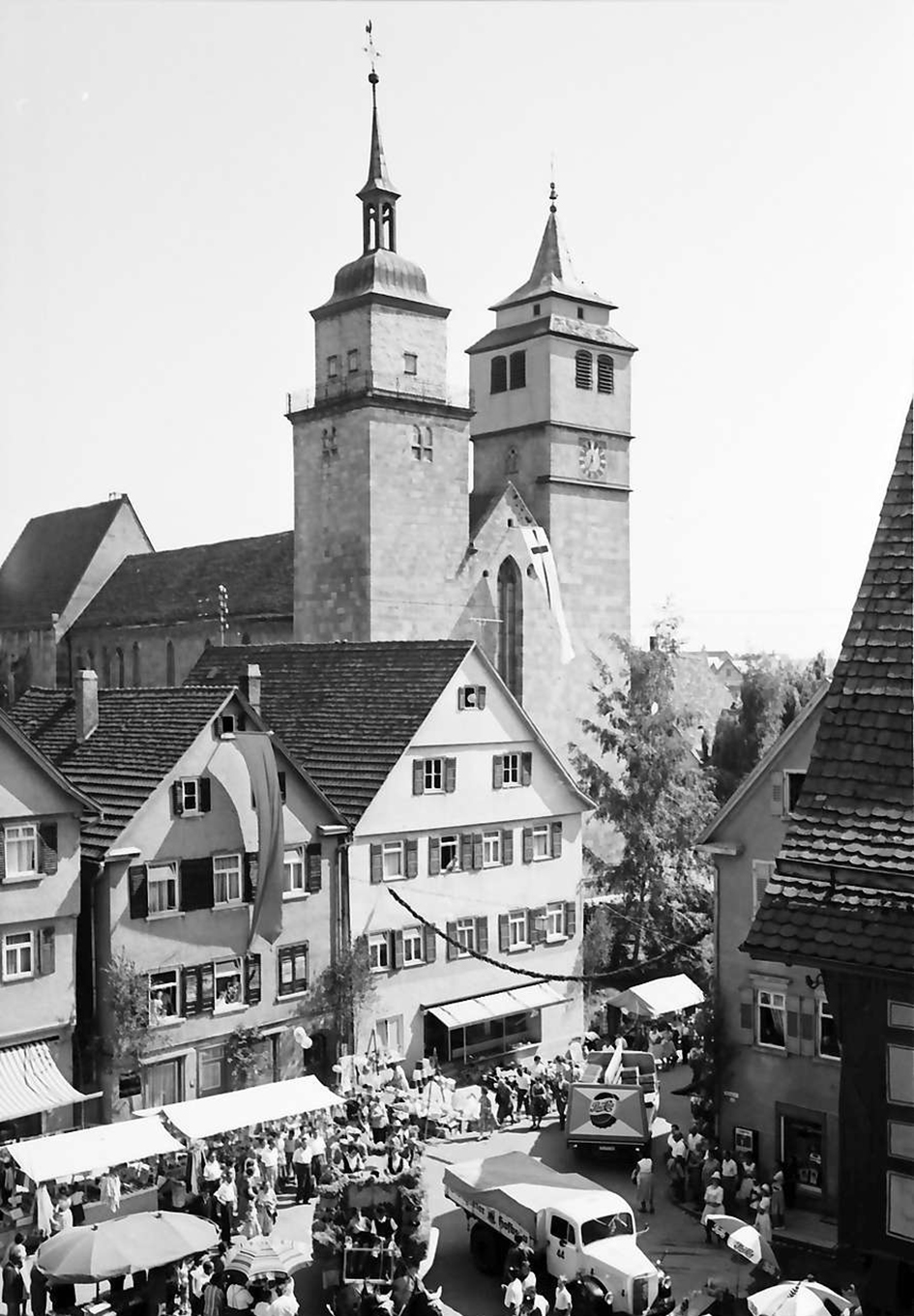
Die Kirchweihe der Bartholomäuskirche war die Keimzelle von Barthelmarkt und Schäferlauf

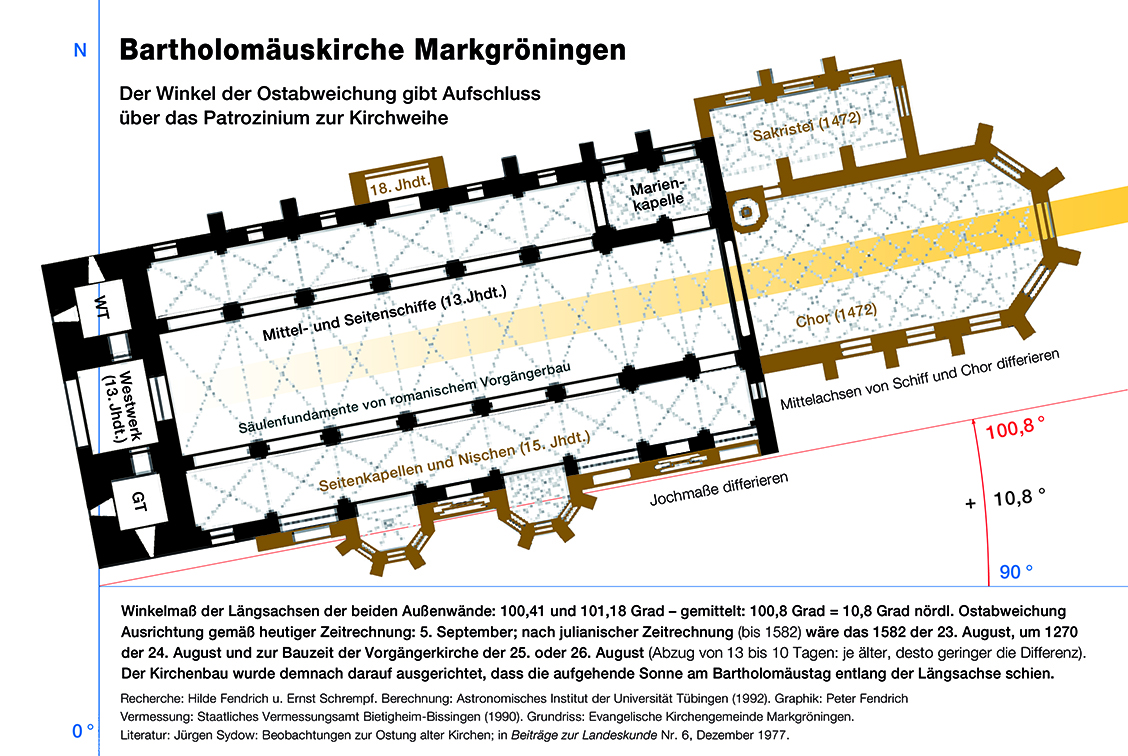
Die Ostabweichung bestätigt das Bartholomäus-Patrozinium zur Kirchweihe

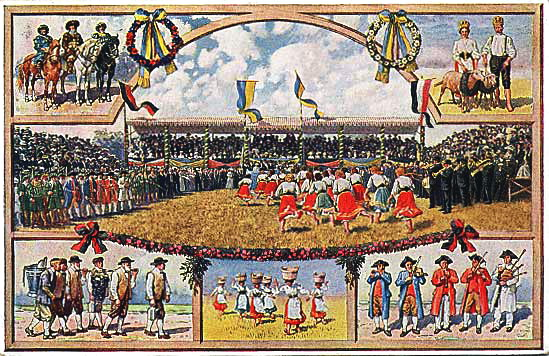
Schäferlauf um 1900

## Jüngere Geschichte ab 1718
Diese auf die Stadtgeschichte der ehemaligen Reichs-, Residenz- und Oberamtsstadt Grüningen fokussierte Darstellung endet mit der historischen Zäsur, die sich infolge der Ablösung durch Ludwigsburg, der „Vierteilung“ des Schäferlaufs und der nun auch offiziell erfolgten Umbenennung von Grüningen in Markgröningen ergeben hat.
Aspekte der jüngeren Geschichte der ins politische Abseits und darauf auch in den Verkehrsschatten geratenen Stadt werden deshalb ausschließlich unter Markgröningen dargestellt.

## Abwertung durch Historiker
Gekrönt wurde dieser gravierende Bedeutungsverlust Grüningens durch Geschichtsschreiber wie Römer, Mereb oder Lorenz, die in Anlehnung an Memminger seit 1826 die namensgebende Existenz der mit Reichssturmfahne, Burg und Stadt verknüpften Grafschaft Grüningen ohne eingehende Prüfung der Quellen in Abrede stellten, indem sie im Gegensatz zur von Heyd und anderen bestätigten Überlieferung den Namen der Württemberger Grafenlinie „von Grüningen“ von einer Burg in Grüningen bei Riedlingen herleiteten und damit die Namensgleichheit der Grafen und ihrer Hauptresidenz als Zufall werteten.
Gegen diese Riedlinger These sprechen neben der Überlieferung und der Quellenlage jedoch vier unverrückbare Tatsachen:
1. Dass sich zuvor schon die Grafen Werner von Maden als Reichssturmfähnriche „Graf von Grüningen“ nannten.
2. Dass die Grafen Hartmann von Grüningen über das Reichslehen hinaus hier wertvolles Allod besaßen und offenbar immense Summen in den Stadtausbau und den Neubau der großen Bartholomäuskirche investierten, die sie zudem als Grablege vorgesehen hatten.
3. Der Namenswechsel der Nachkommen des Grafen Hartmann II. von Grüningen, die nach dem endgültigen Verlust von Burggrafschaft und Stadt Grüningen und dem Verkauf ihrer hiesigen Grundherrschaft (1295)[55] den Titel von Grüningen ablegten und sich nur noch von Landau nach ihrer Burg Landau bei Riedlingen nannten. Hätte sich ihr Name auf eine Burg im naheliegenden Dorf Grüningen bezogen, für die es keinerlei Besitznachweis gibt, wäre dieser Namenswechsel just zu diesem Zeitpunkt nicht erforderlich gewesen und nicht nachvollziehbar.
4. Nachdem die Württemberger Hauptlinie 1336 Burg und Stadt Grüningen als Erblehen erhalten hatte, nahm sie 1495 nicht nur die mit der Grafschaft Grüningen verknüpfte Reichssturmfahne in ihr vierteiliges Herzogswappen (mit den Herrschaften Württemberg, Teck, Grüningen und Mömpelgard) auf, sondern führte bis ins 19. Jahrhundert auch den Nebentitel Graf von Grüningen. Das belegt nicht nur das Wappen ab 1705 mit Grüninger Grafenkrone in der Helmzier, sondern auch eine Urkunde von König Friedrich von Württemberg (1754–1816), in der er sich 1806 unter anderem „Graf zu Gröningen“[56] nannte.

Dieser Titel und der hohe Stellenwert, der dem damit verbundenen Amt selbst im 19. Jahrhundert noch eingeräumt wurde, belegen, dass der Namenswechsel im 13. Jahrhundert zwar zur Differenzierung zweier Württemberger Linien erfolgt sein mag, die Wahl des Namens jedoch definitiv auf die Verleihung der Reichssturmfahne zusammen mit Burggrafschaft und Stadt Grüningen zurückzuführen ist.

## Barthelmarkt und Schäferlauf

### Die Legende vom treuen Barthel
Die alljährlich im Festspiel zelebrierte Legende führt die Entstehung des Schäferlaufs auf einen Schäfer namens „Barthel“ zurück: Dieser habe sich dem untreuen Vogt und dessen Spießgesellen widersetzt, wurde daraufhin von ihnen verleumdet und vom getarnten Grafen von Grüningen zur Probe in Versuchung geführt. Weil er sich dem Grafen gegenüber jedoch höchst loyal erwiesen habe, bestimmte dieser, dass dem „treuen Barthel“ zu Ehren von nun an alljährlich an seinem Namenstag ein großes Fest der Schäfer gefeiert werden solle.

### Bartholomäus: Kirchenheiliger und Schutzpatron der Schäfer
Seinen Ursprung hat der Schäferlauf tatsächlich bereits im Mittelalter anlässlich der Kirchweih der Bartholomäuskirche und eines damit verbundenen großen Jahrmarkts am Bartholomäustag. Schon die romanische Vorgängerkirche war ursprünglich dem heiligen Bartholomäus geweiht und wie andere alte Bartholomäuskirchen auf den Sonnenaufgang am 24. August ausgerichtet. So schien die aufgehende Sonne am 24. August julianischer Zeitrechnung durchs Ostfenster der Apsis exakt in Richtung der Längsachse ins Mittelschiff.
Weil dieser Apostel auch der Schutzpatron der Schäfer war und weil der Schaftrieb über die Felder erst zu dieser Jahreszeit nach dem „Einholen der "Frucht“ (Getreide) möglich wurde, bot es sich an, das jährliche Zunfttreffen der saisonal mit ihren Herden wandernden Schäfer mit dem einst überregional bedeutsamen „Barthelmarkt“ in Grüningen zusammenzulegen.
Ein erster Hinweis auf das Fest stammt aus dem Jahr 1445: Ein Ordensbruder des Heilig-Geist-Spitals in Markgröningen vermerkte in seiner Ausgabenliste, was er auf dem Bartholomäusmarkt gekauft hatte. Zu diesem Jahrmarkt sollen während der damaligen Blütezeit Grüningens laut Hans Grüninger (1527) ebenso viele Besucher gekommen sein wie auf die Frankfurter Messe. Ähnlichen Ursprungs sind der „Barthelmarkt“ in Oberstimm oder die Bartlmädult in Landshut.
Die erste explizite Nennung als „Schäferlauf“ mit „Schäfertanz“ stammt allerdings erst aus dem Jahr 1593 von Jakob Frischlin. Der Schäfertanz könnte, wie andernorts der „Hammeltanz“, seine Wurzeln in einem uralten heidnischen Brauch haben, der schließlich wie in Onolzheim und anderen fränkischen Orten mit der Kirchweih verknüpft wurde.

### Zunftordnung und Aufteilung
In seiner heutigen Form findet der Schäferlauf seit 1651 statt. Der württembergische Herzog Eberhard III. erließ die Schäferzunftordnung, die die Aufgaben und den Ablauf des Treffens und des Festes regelten. Auf den Treffen wurden Rechts- und Ordnungsangelegenheiten der Schäferzunft verhandelt, und es herrschte Anwesenheitspflicht.
Da die im ganzen Land lebenden Schäfer aber teilweise Probleme hatten, sich auf diesem jährlich stattfindenden Zunfttreffen am 24. August einzufinden, hat Herzog Eberhard Ludwig die Grüninger Hauptlade 1723 aufgeteilt und Nebenladen (Viertelladen) in Heidenheim, Urach und Wildberg einrichten lassen. Nun fanden auch in diesen Städten Zunfttreffen und Schäferläufe statt. Für Grüningen war dieser Exklusivitätsverlust bereits ein herber Rückschlag. Rund hundert Jahre später stiftete König Wilhelm das Cannstatter Volksfest mit Landwirtschaftlichem Hauptfest, das dem Grüninger Schäferlauf schnell den Rang als größtes württembergisches Fest abnahm.

## Historische Bauwerke

### Modernisierungen zulasten des Kulturerbes
Zwei verzweifelt anmutende Modernisierungswellen im 19. Jahrhundert und um 1970 kosteten Markgröningen beträchtliche Teile der mittelalterlichen Stadtbefestigung und der außergewöhnlichen historischen Bausubstanz: Um 1800 wurde das Kirchenschiff des Heilig-Geist-Spitals geschleift, danach das Ostertor und schließlich große Teile des doppelten Mauerrings mitsamt dem Esslinger und dem Unteren Tor. In den 1960er und 1970er Jahren folgten die Ruine der Schlüsselburg, die Wirtschaftsgebäude des Spitals und zahlreiche stolze Bürgerhäuser, darunter welche von großer historischer Relevanz. Hier einige Beispiele:

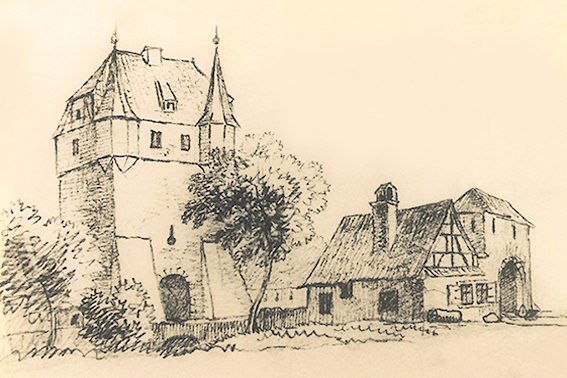
Ostertor: erbaut im 13. Jh., abgerissen im 19. Jh. (Keller, um 1800)
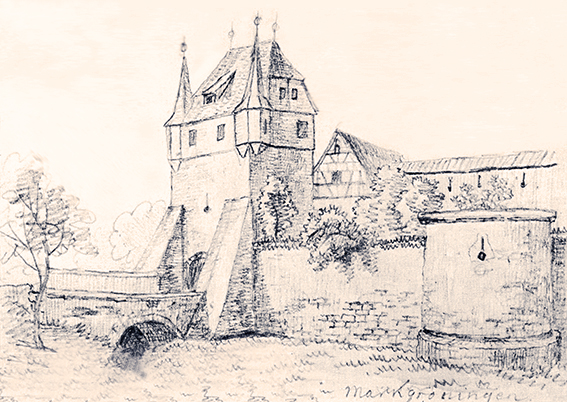
Esslinger Tor mit Bastion: erbaut im 13. Jh., abgerissen im 19. Jh.
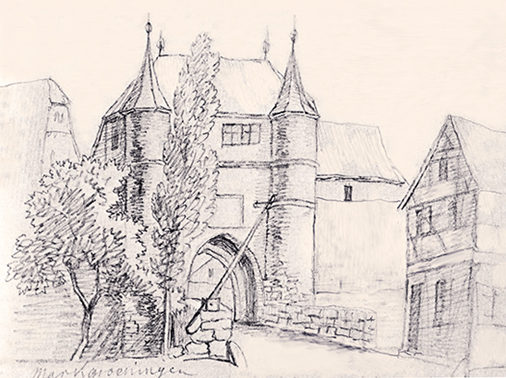
Unteres Tor: im 17. Jh. zerstört und neu erbaut; im 19. Jh. abgerissen
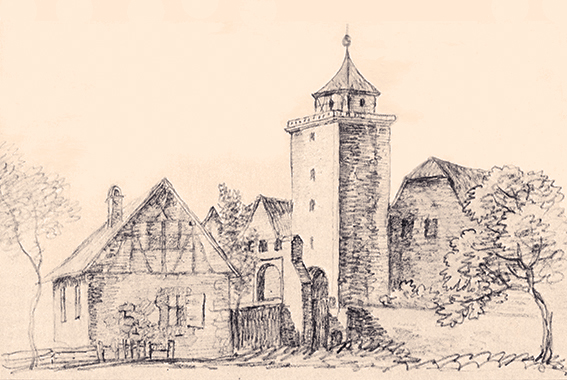
Oberes Tor um 1800 noch mit Vortor, an dem eine Zugbrücke angebracht war
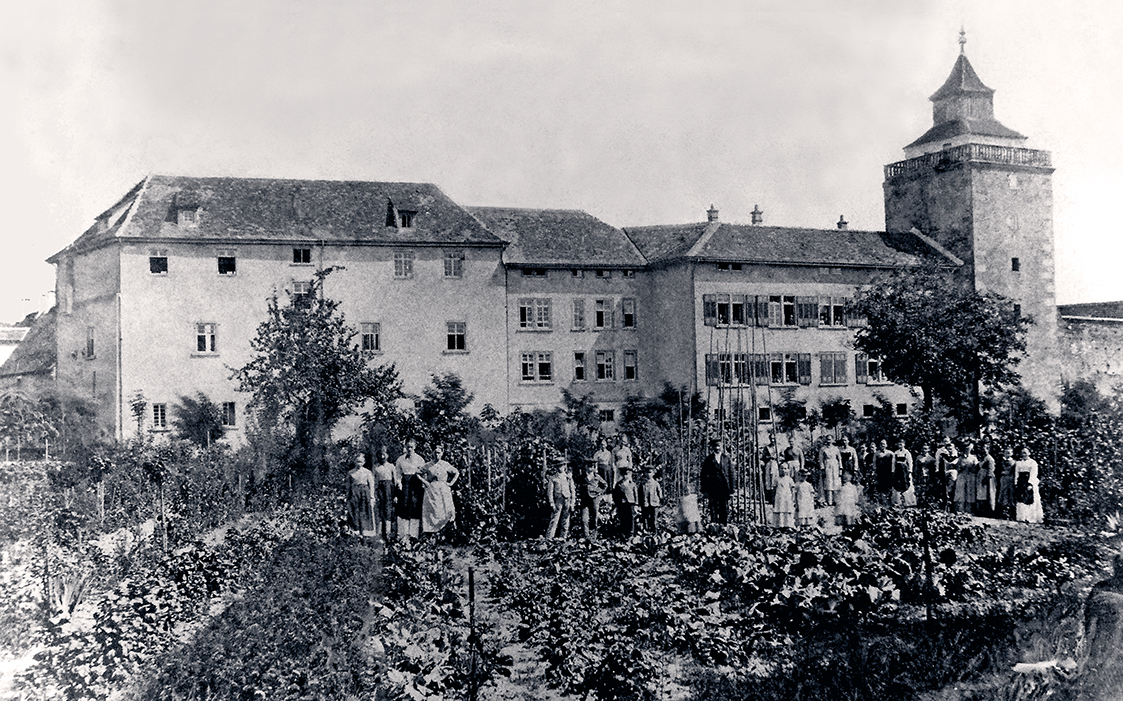
Relikte des im 19. Jh. weitgehend abgerissenen Schlosses (linker Teil)
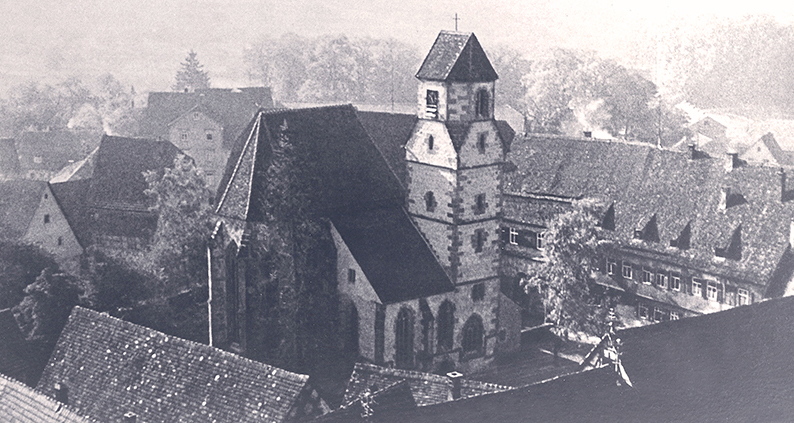
Gebäudekomplex des Heilig-Geist-Spitals vor der zweiten Abbruchswelle

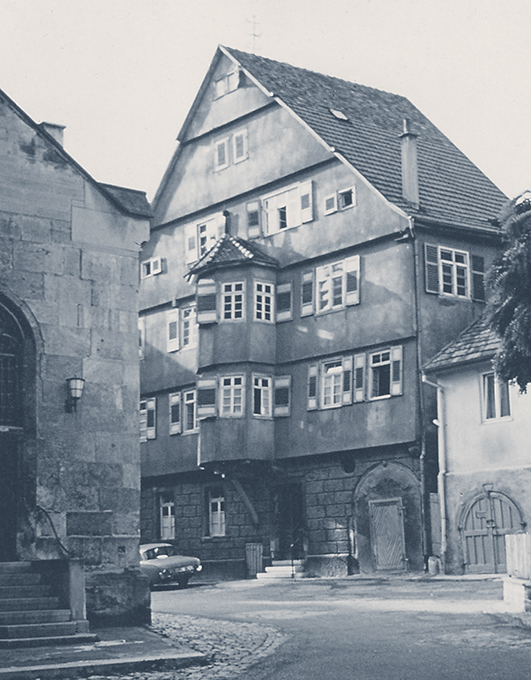
Etliche Prachtexemplare wie dieses am Kirchplatz gingen um 1970 verloren
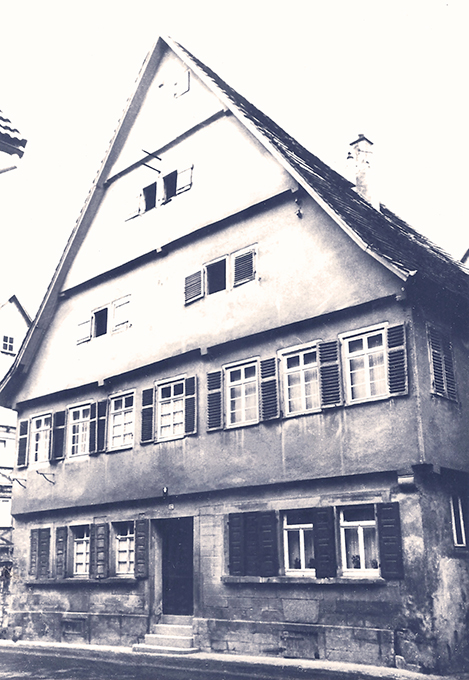
Stand Rücken an Rücken mit dem Haus linkerhand in der Ostergasse
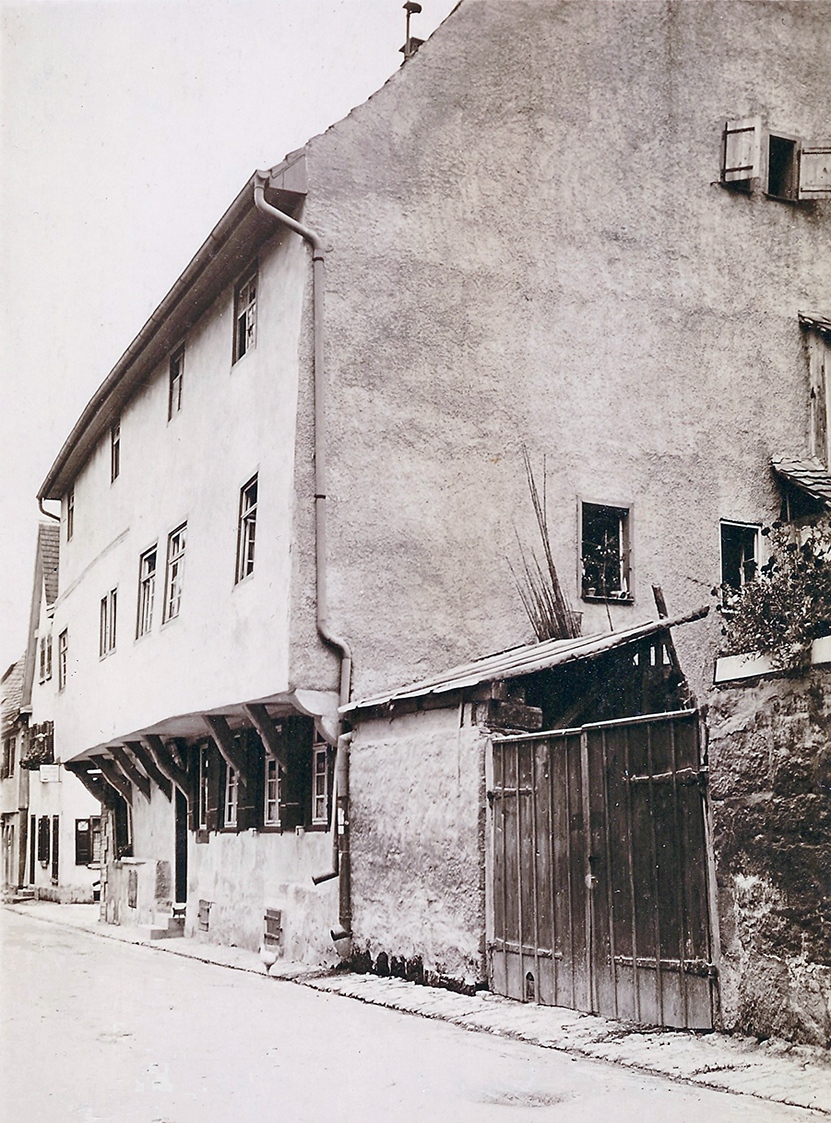
Laut Lagerbuch ein Haus des Baumeisters Aberlin Jörg in der Ostergasse
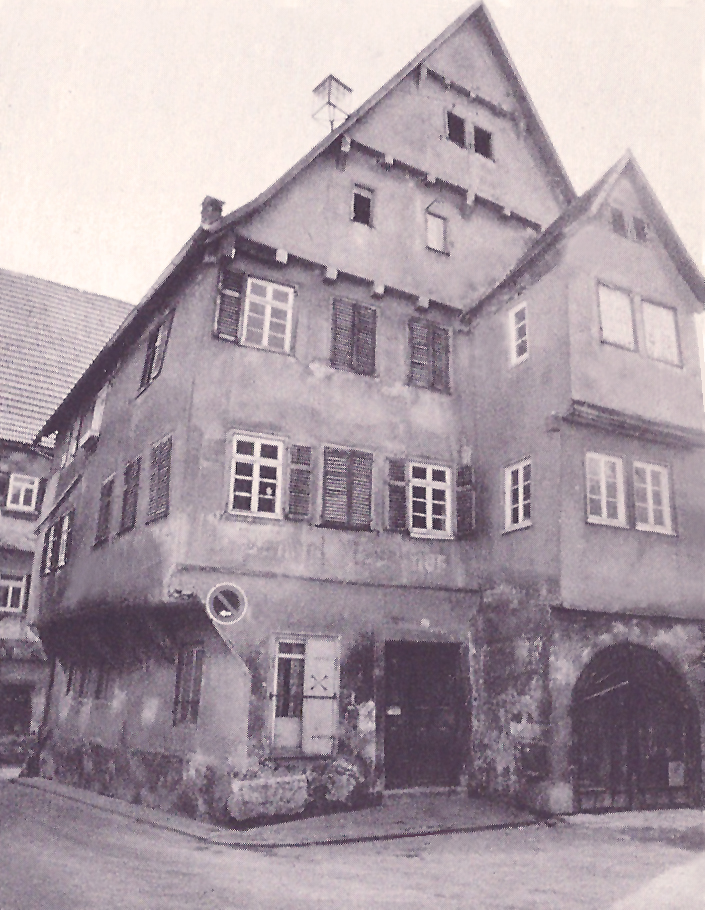
Vermutlich ein Haus der Vollands mit Markthalle im EG aus dem 15. Jh.
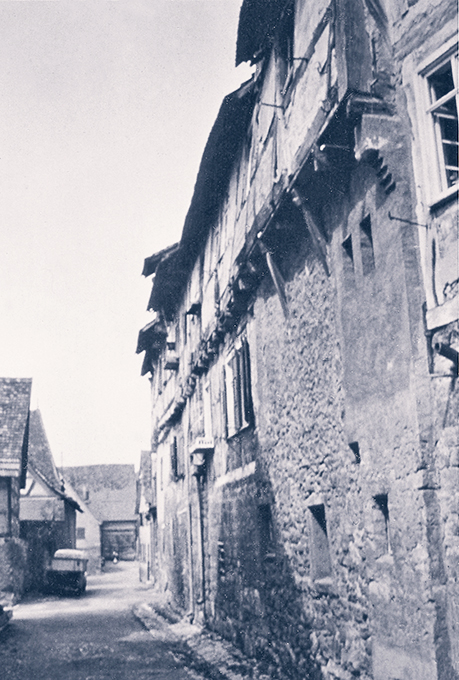
Mittelalterliches Adels- palais in der Vollandgasse (1973 abgerissen)
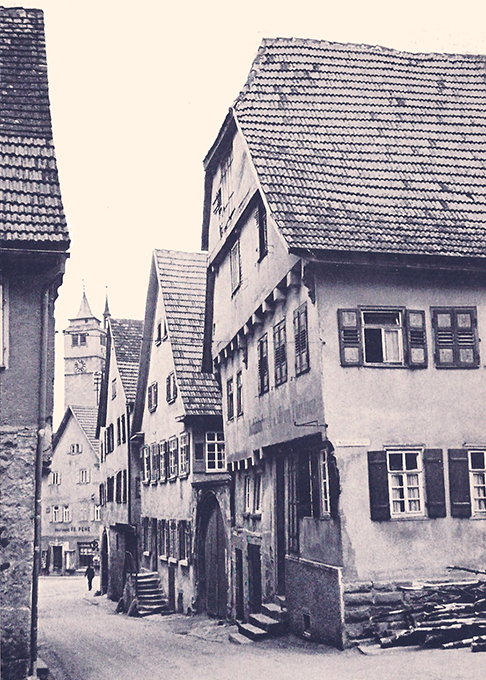
Malerische Kulisse in der Esslinger Gasse: nur noch teilweise erhalten

### Bewahrte Bausubstanz
Vom einst eindrucksvollen spätmittelalterlichen Stadtensemble blieben die gotische Bartholomäuskirche aus dem 13. bis 15. Jahrhundert, das eindrucksvolle Kauf- und Rathaus aus dem 15. Jahrhundert, Teile des ehemaligen Heilig-Geist-Spitals, einige herrschaftliche Wirtschaftsgebäude und etliche Bürgerhäuser erhalten. Von den vier Toren steht noch der 1555 errichtete Obere Torturm. Sein Vortor mit Zugbrücke wurde allerdings abgerissen. Daneben lassen sich noch Reste der mittelalterlichen Stadtbefestigung und bei genauerem Hinsehen auch der ehemals von der Stadt getrennten Reichsburg aufspüren. An deren Stelle wurde nach 1550 ein in den Mauerring integriertes Schloss errichtet, das erst als Arbeitshaus und Frauengefängnis diente, dann in ein Lehrerinnen-Seminar umgebaut wurde und heute für ein musisch orientiertes Gymnasium genutzt wird.

#### Renovierte Fachwerkhäuser
Hervorzuheben ist der Marktplatz, dessen ursprüngliches Erscheinungsbild weitgehend erhalten blieb. Außerdem das evangelische Pfarrhaus am Kirchplatz, der Landesfruchtkasten oder die Keltern beim Schloss und nicht zuletzt der Wimpelinhof, der seit seiner Renovierung durch die Stadt Museum und Stadtarchiv beherbergt. Die verbliebenen Fachwerkbauten reichten aus für die Aufnahme in die Deutsche Fachwerkstraße.

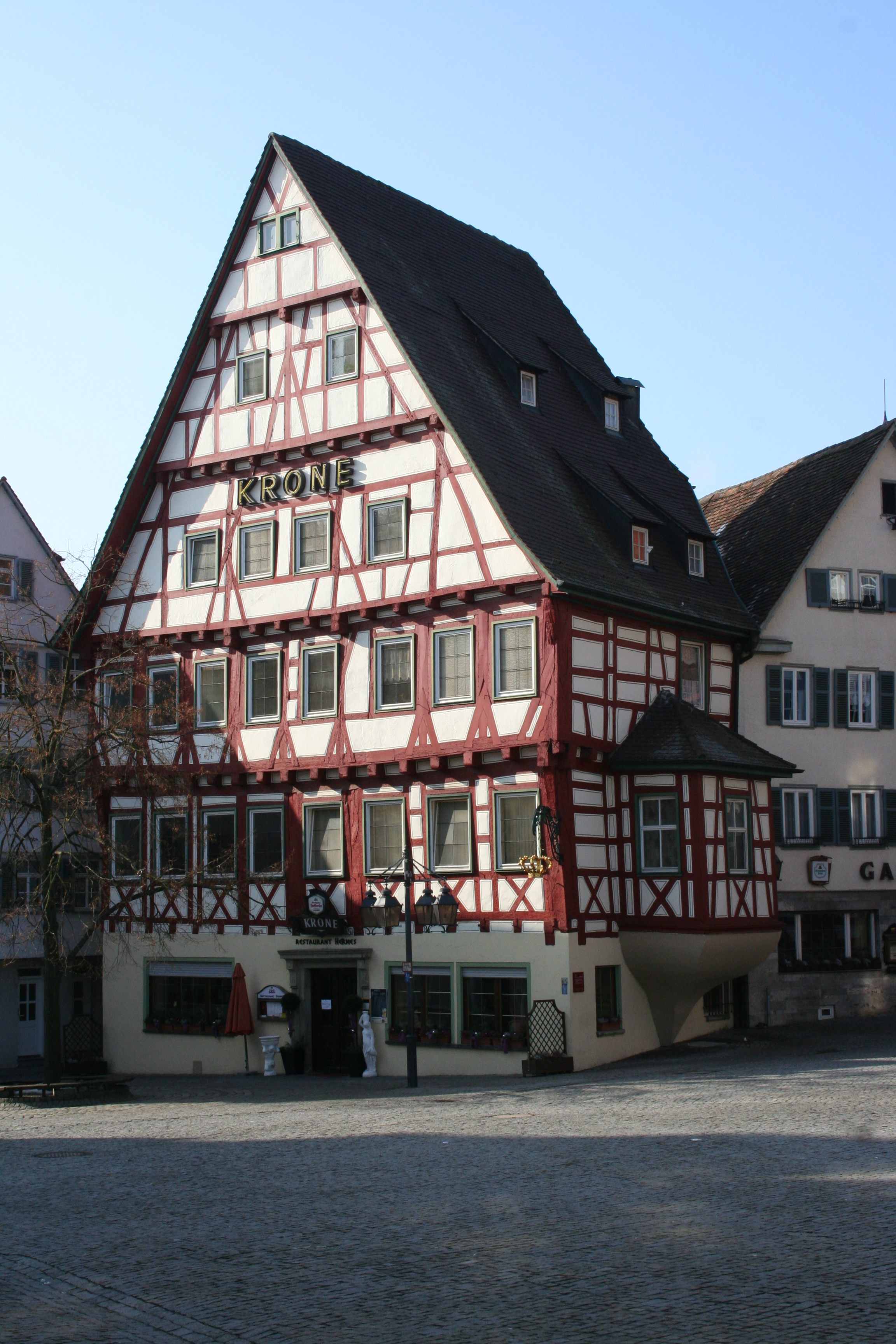
Gasthaus Krone an der Südwestecke des Marktplatzes (15. Jh.)
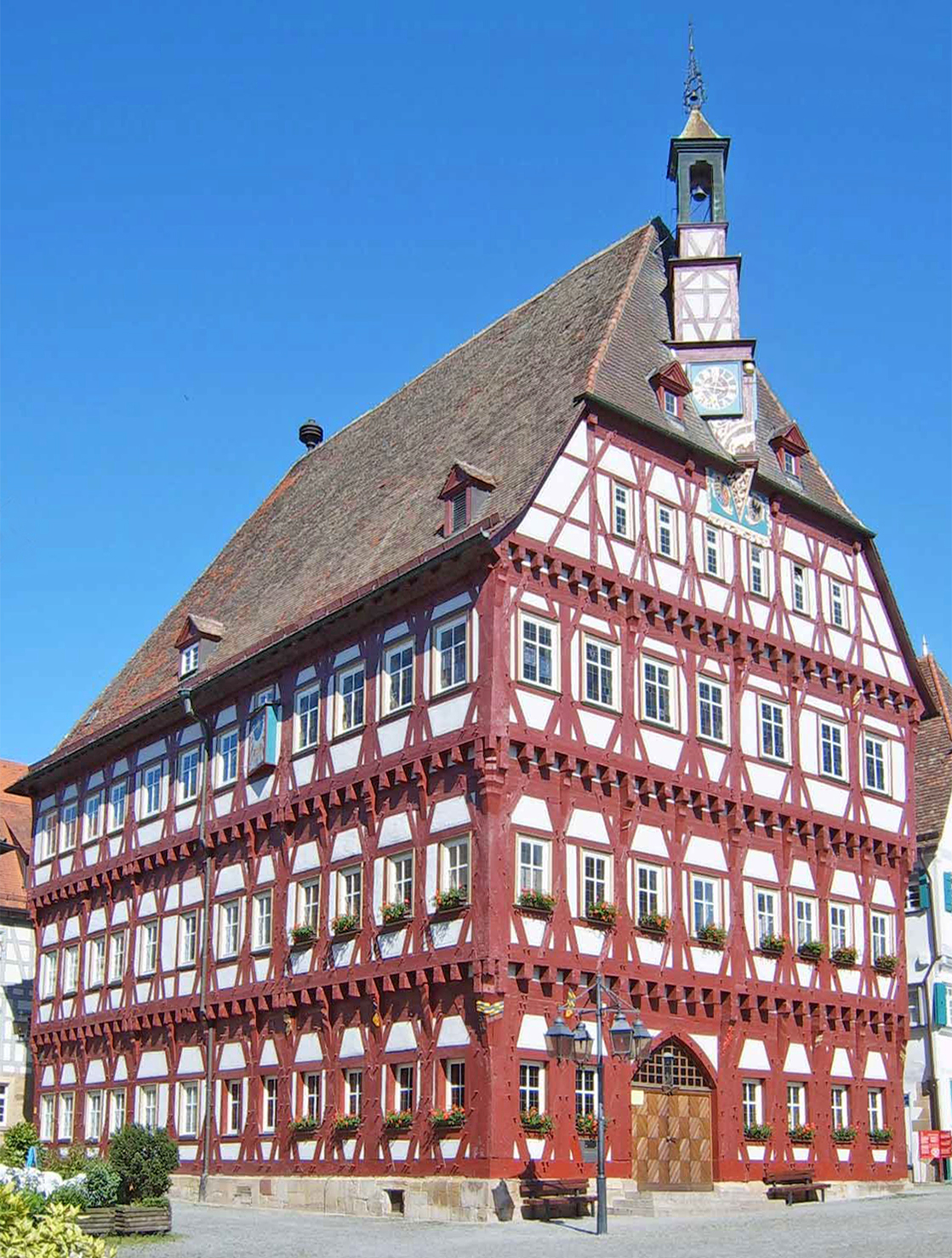
„Ein Rathaus …, des gleichen wohl nicht gefunden wird“ (Fries)
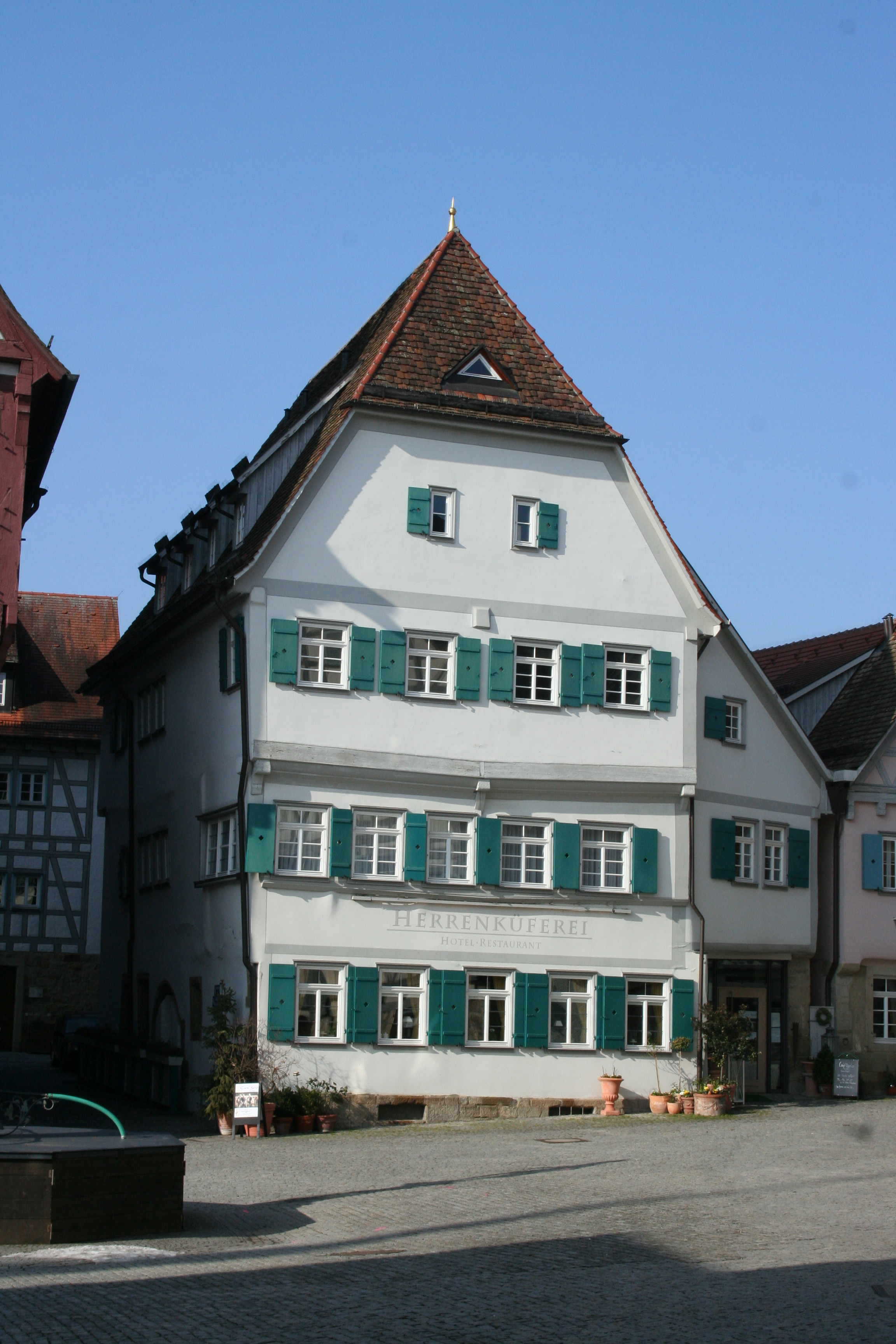
Gasthaus Herrenküferei[63], das ehemalige Ratsstüble rechts vom Rathaus
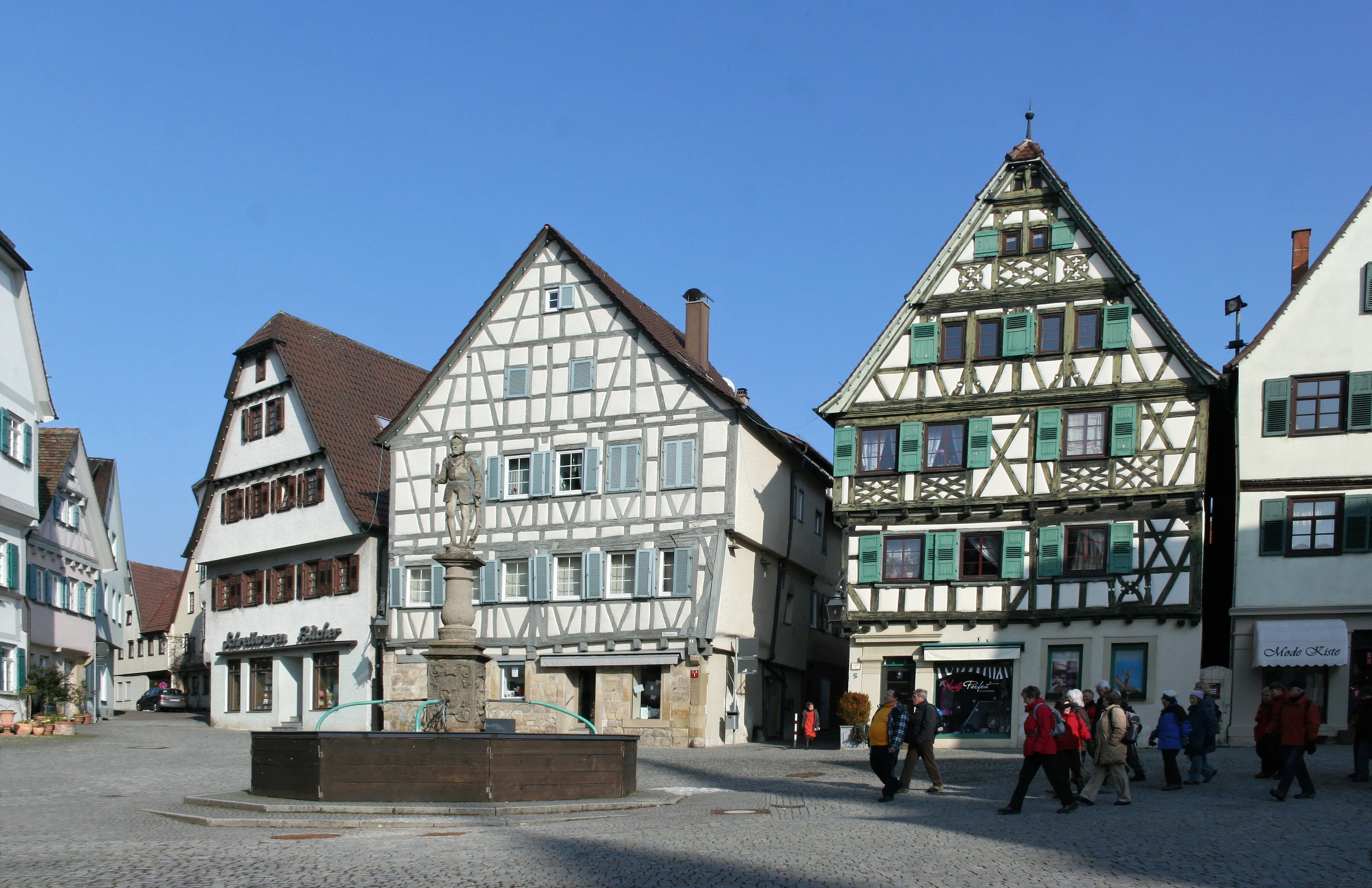
Nördliche Flanke des Marktplatzes mit Marktbrunnen
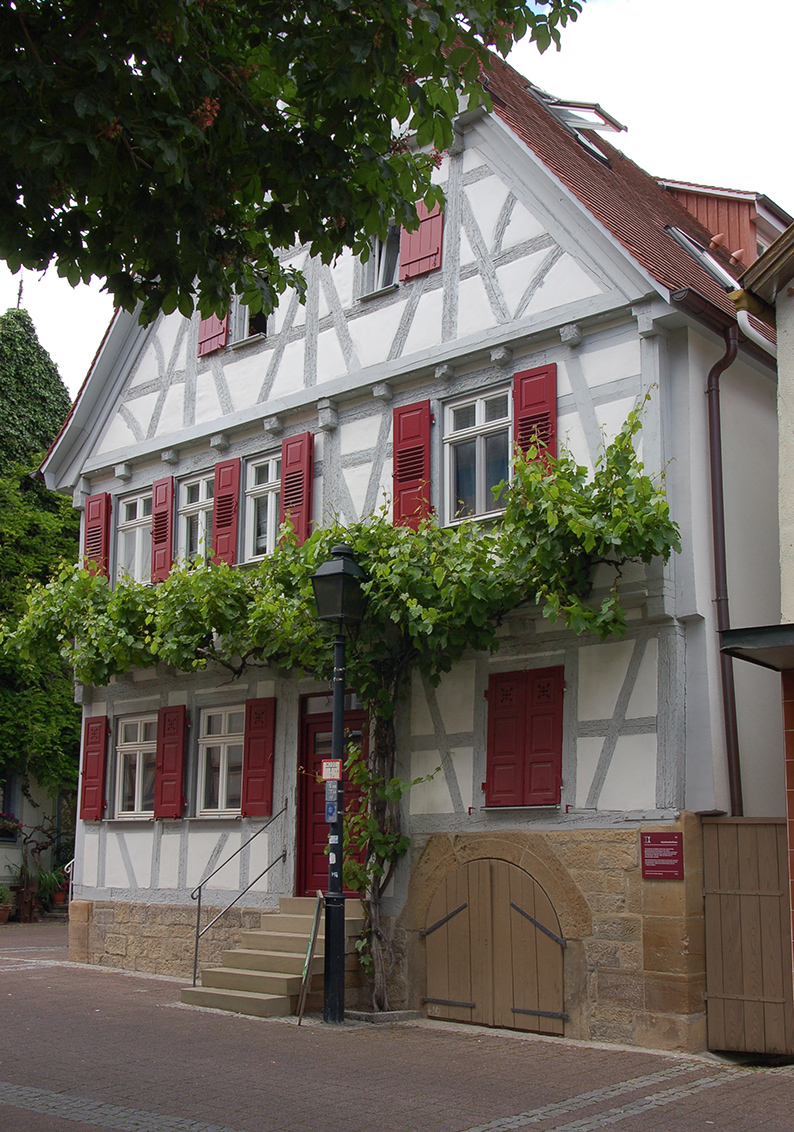
Modernisiertes „Wengerterhaus“ in der Ostergasse
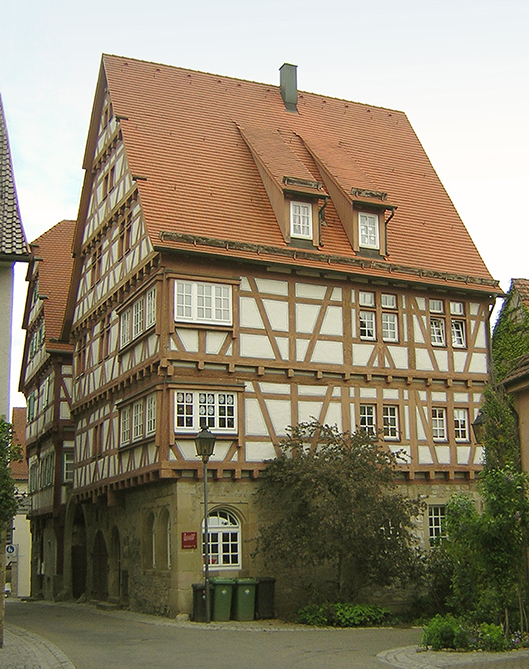
Die „Finstere Gasse“ war geprägt von solch stolzen Bürgerhäusern
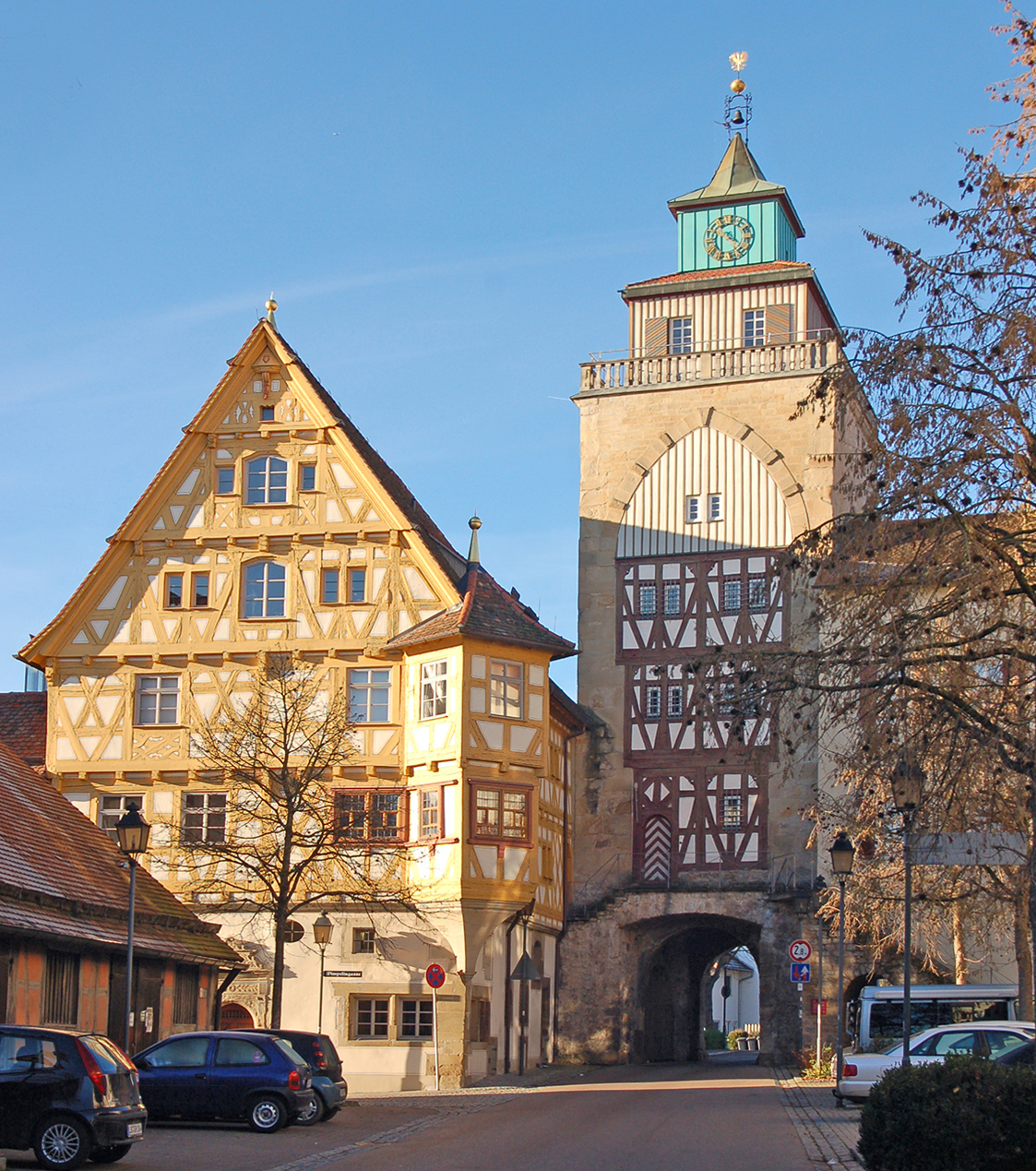
Wimpelinhof (Museum) und das Obere Tor: 1555 beim Schloss erstellt
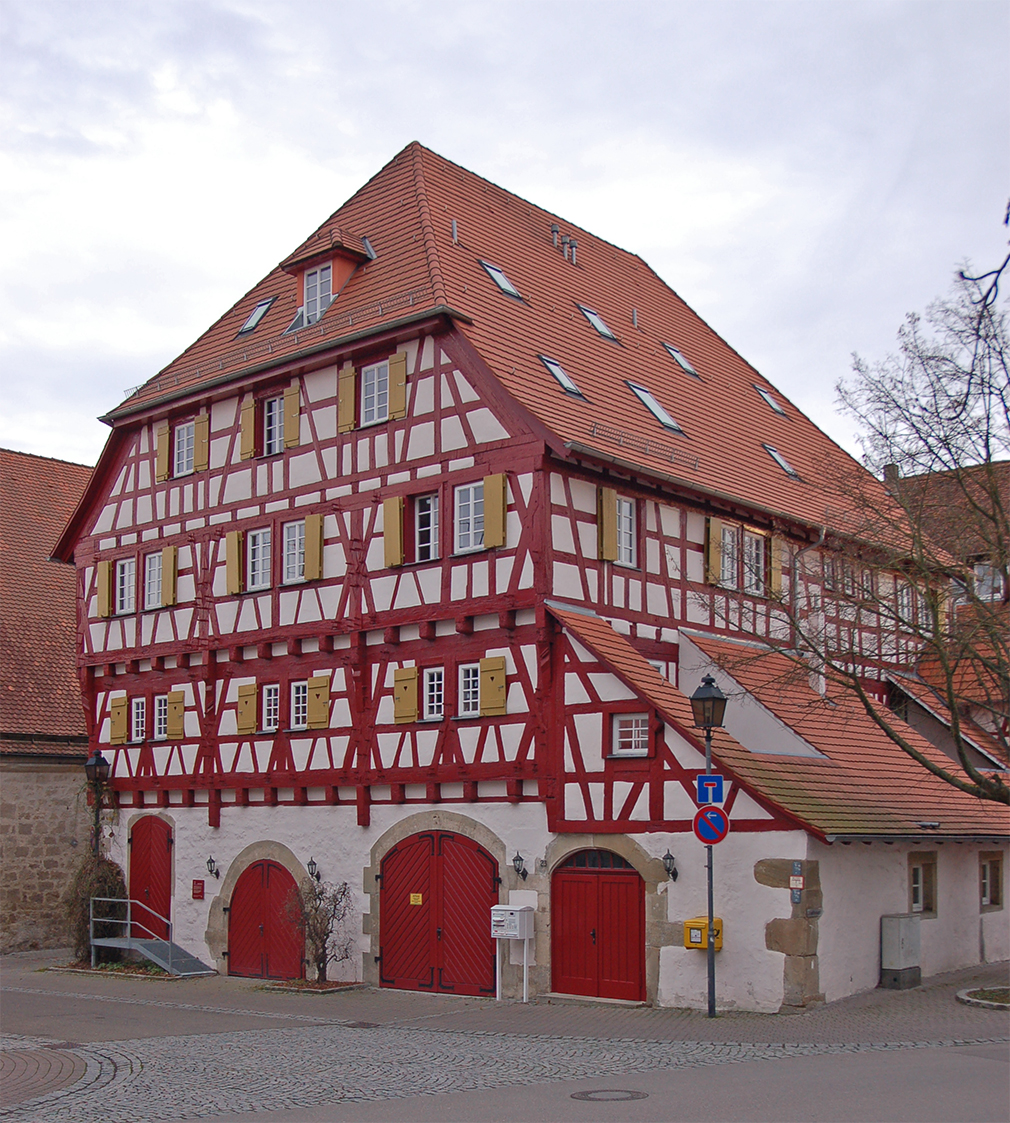
Fruchtkasten mit Küferei und Keller (1469), ab 1495 Landesfruchtkasten
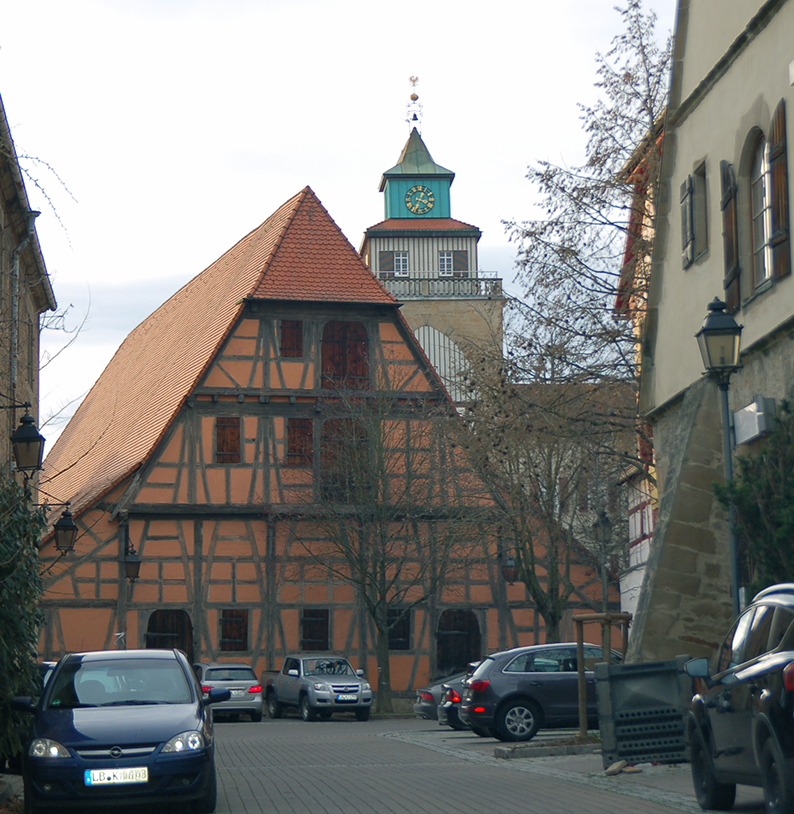
Die 1491 erbaute Obere Kelter wurde bis ins 20. Jahrhundert genutzt
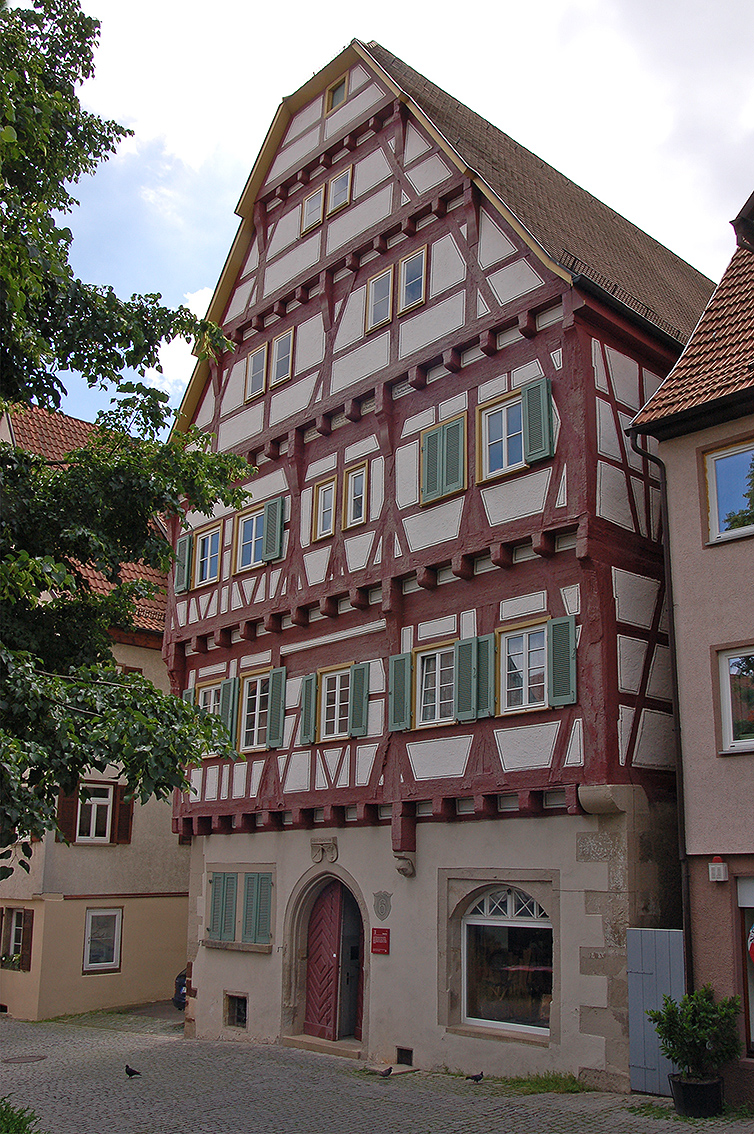
Das „Vogteigebäude“ visavis der Stadtkirche (15. Jh.)
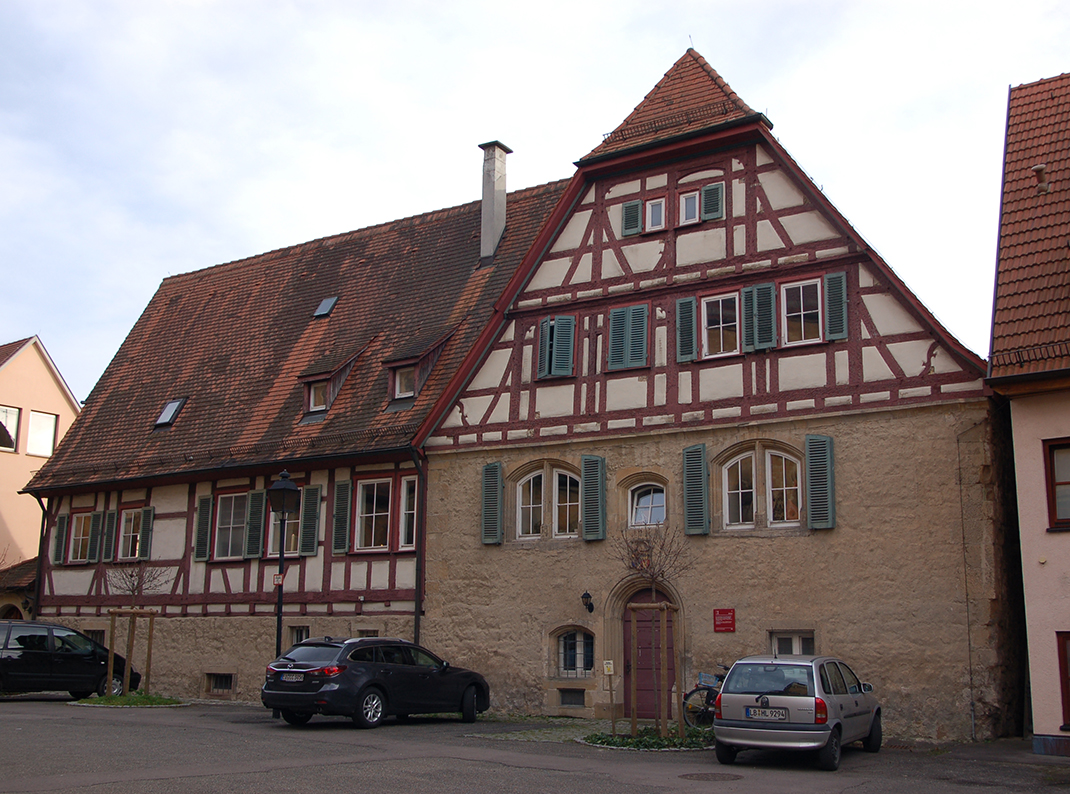
Pfarrhaus, bis 1544 erbaut auf dem Sockel des Herrenhofes
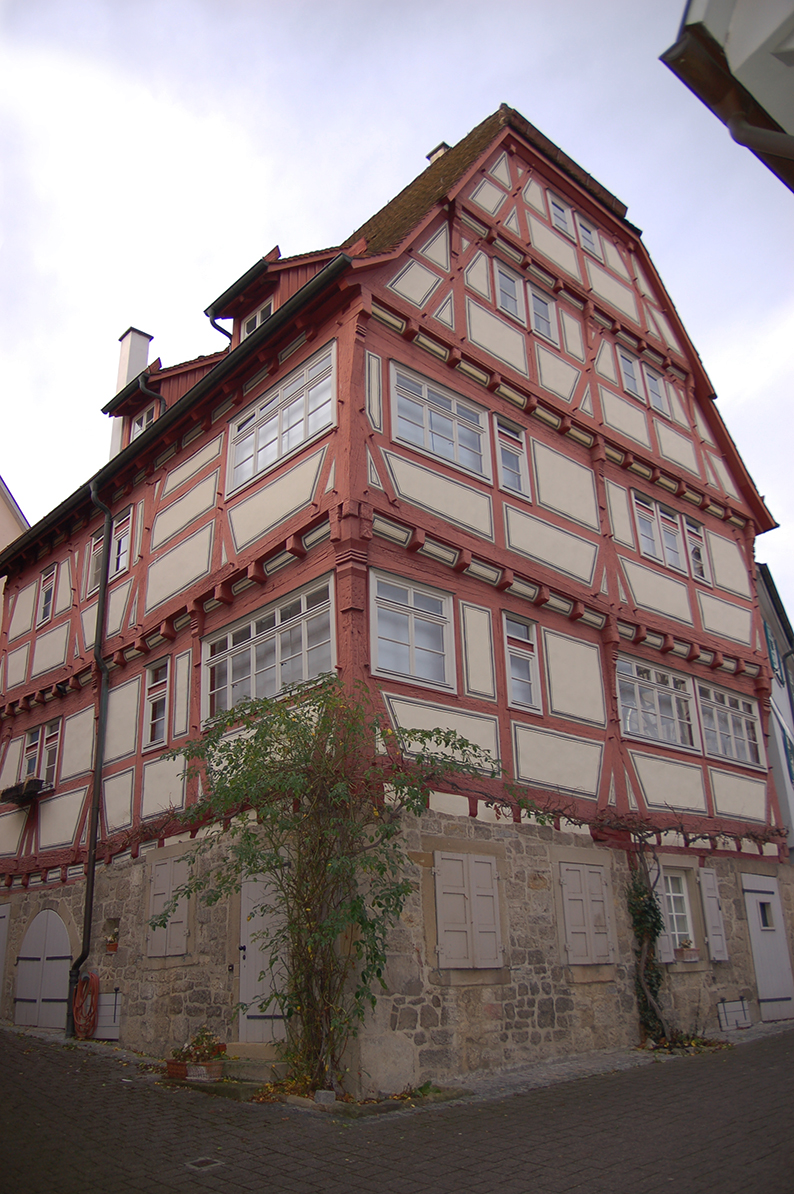
Ehemalige Lateinschule am Kirchplatz (von Südosten)

#### Bartholomäuskirche
Die dem Apostel Bartholomäus geweihte frühgotische Stadtkirche ersetzte im 13. Jahrhundert eine romanische Basilika auf einer aufgeschütteten Rampe im historischen Stadtkern. Im 15. Jahrhundert erhielt sie einen größeren Chor, eine Sakristei und zwei Seitenkapellen. Der Strohgäu-Dom war bis zur Reformation geistliches Zentrum des Landkapitels Grüningen im Archidiakonat Trinitatis des Bistums Speyer. Von den zwei unterschiedlich „behelmten“ Kirchtürmen diente der nördliche als Hochwachtturm und gehört deshalb immer noch der Stadt.
Ausgerechnet vor dem Haupteingang der Bartholomäuskirche, deren Neubau der antistaufische Graf Hartmann II. von Grüningen initiiert und als Grablege seiner Dynastie vorgesehen hatte, steht seit 2012 eine Stauferstele. Diese soll an die Erhebung zur Reichsstadt in der Stauferzeit erinnern und widerspiegelt an diesem Standort den in vielen Reichsstädten schwelenden Interessenkonflikt zwischen reichsunmittelbarer Bürgerschaft und dem jeweiligen Burgherren.

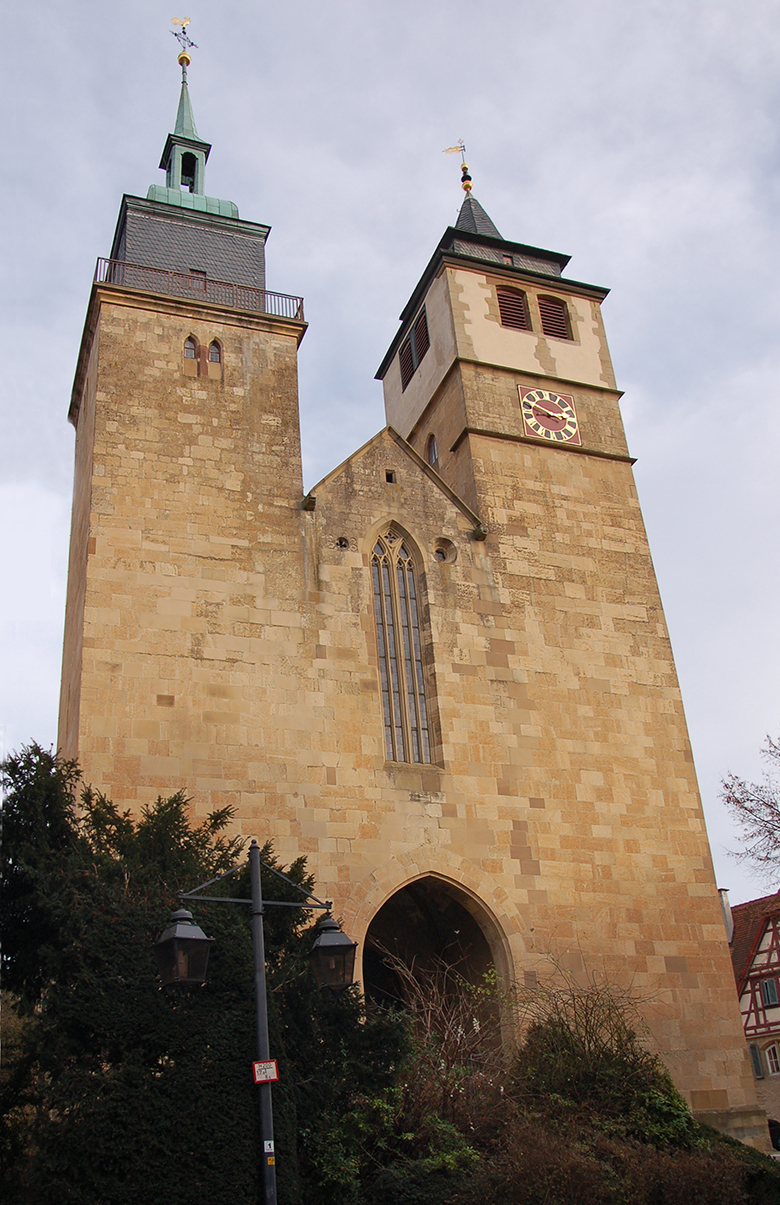
Westwerk der Stadtkirche mit Hochwacht- und Glockenturm
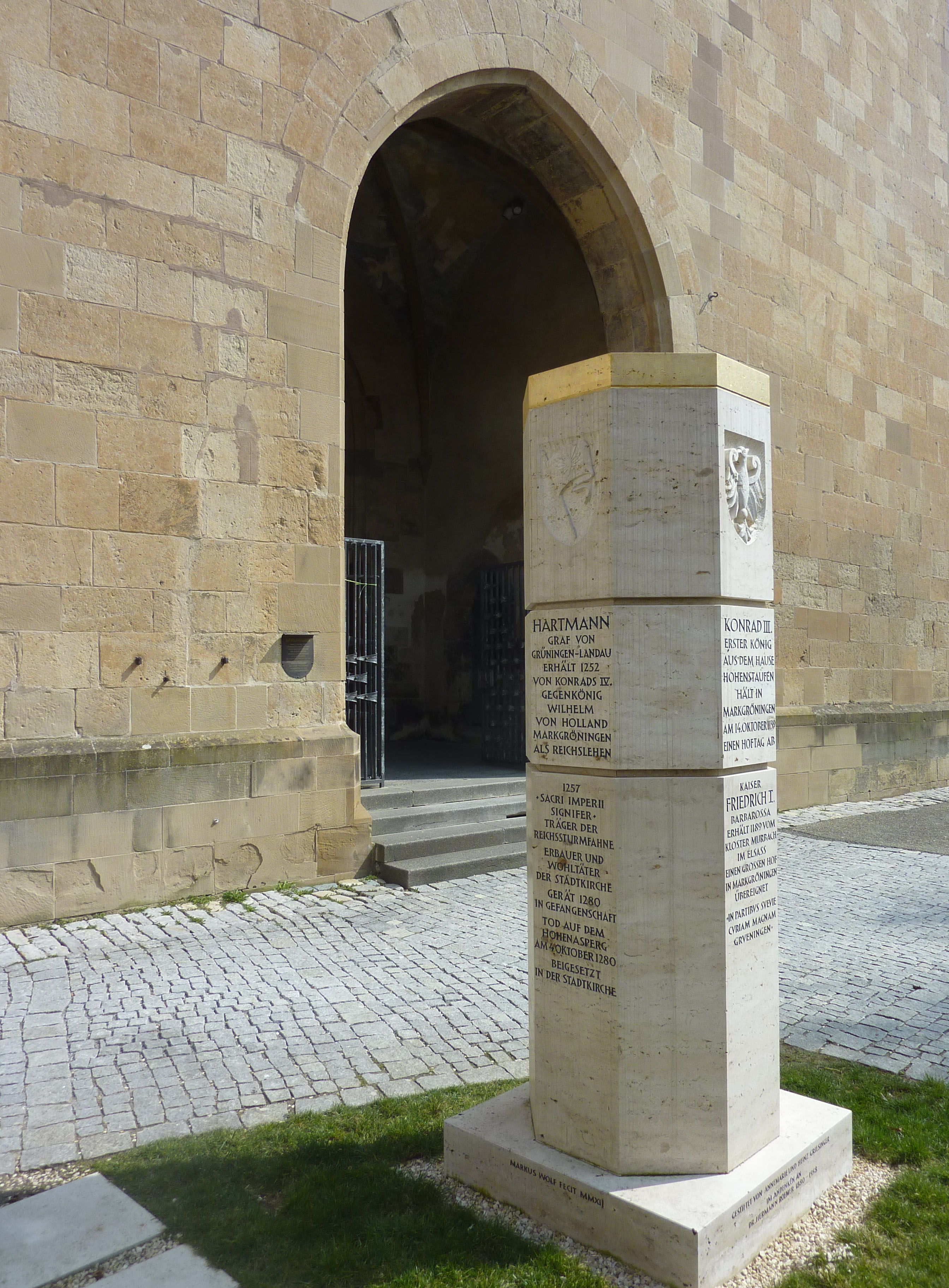
Stauferstele vor der Bartholomäuskirche
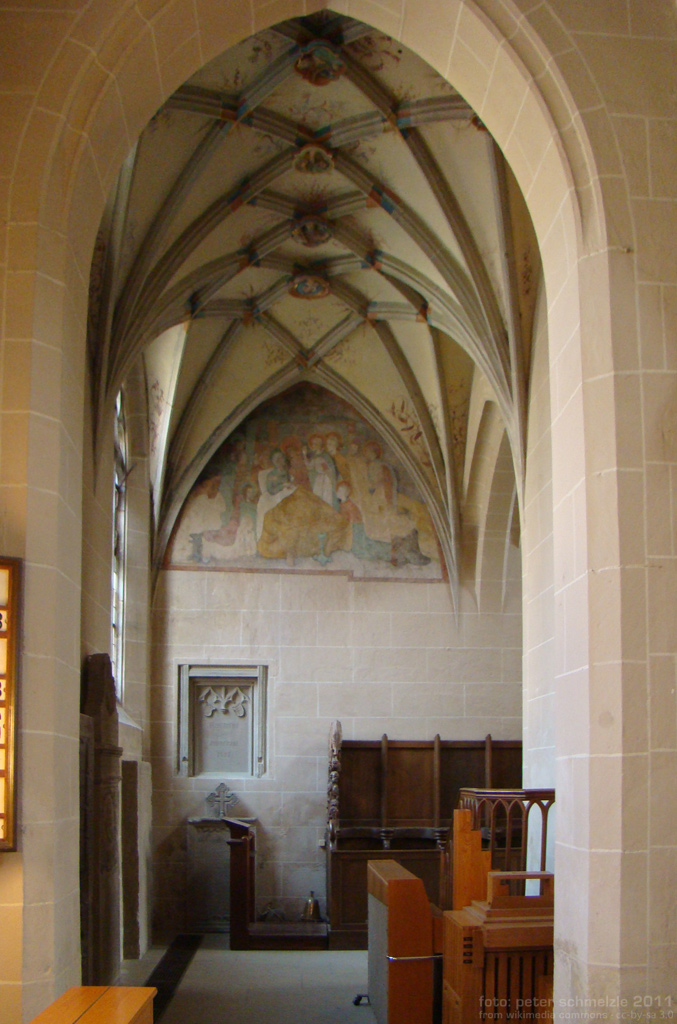
Blick in die Marienkapelle; den Marienaltar hat Graf Hartmann gestiftet
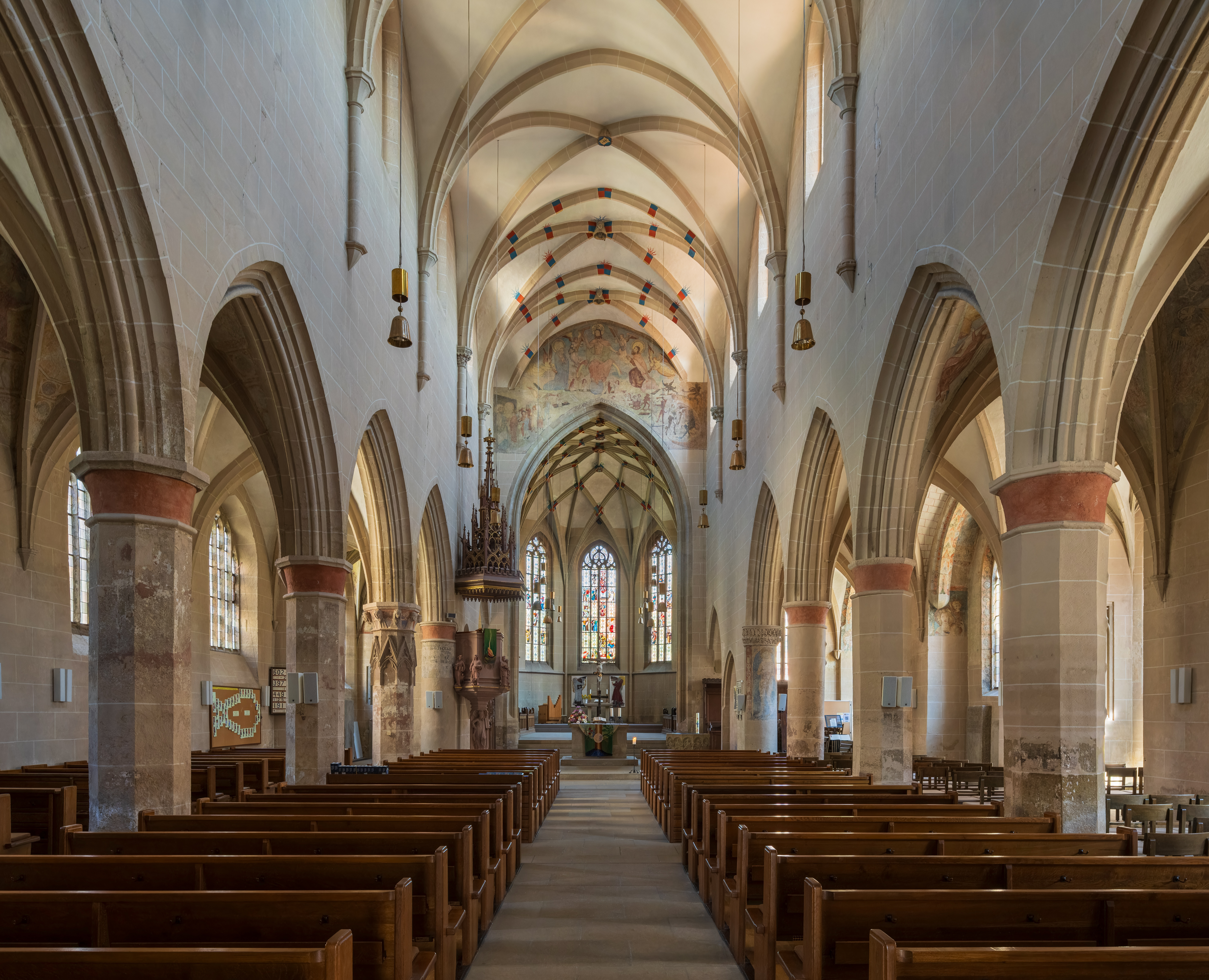
Blick durchs gotische Mittelschiff in den Chor der Bartholomäuskirche
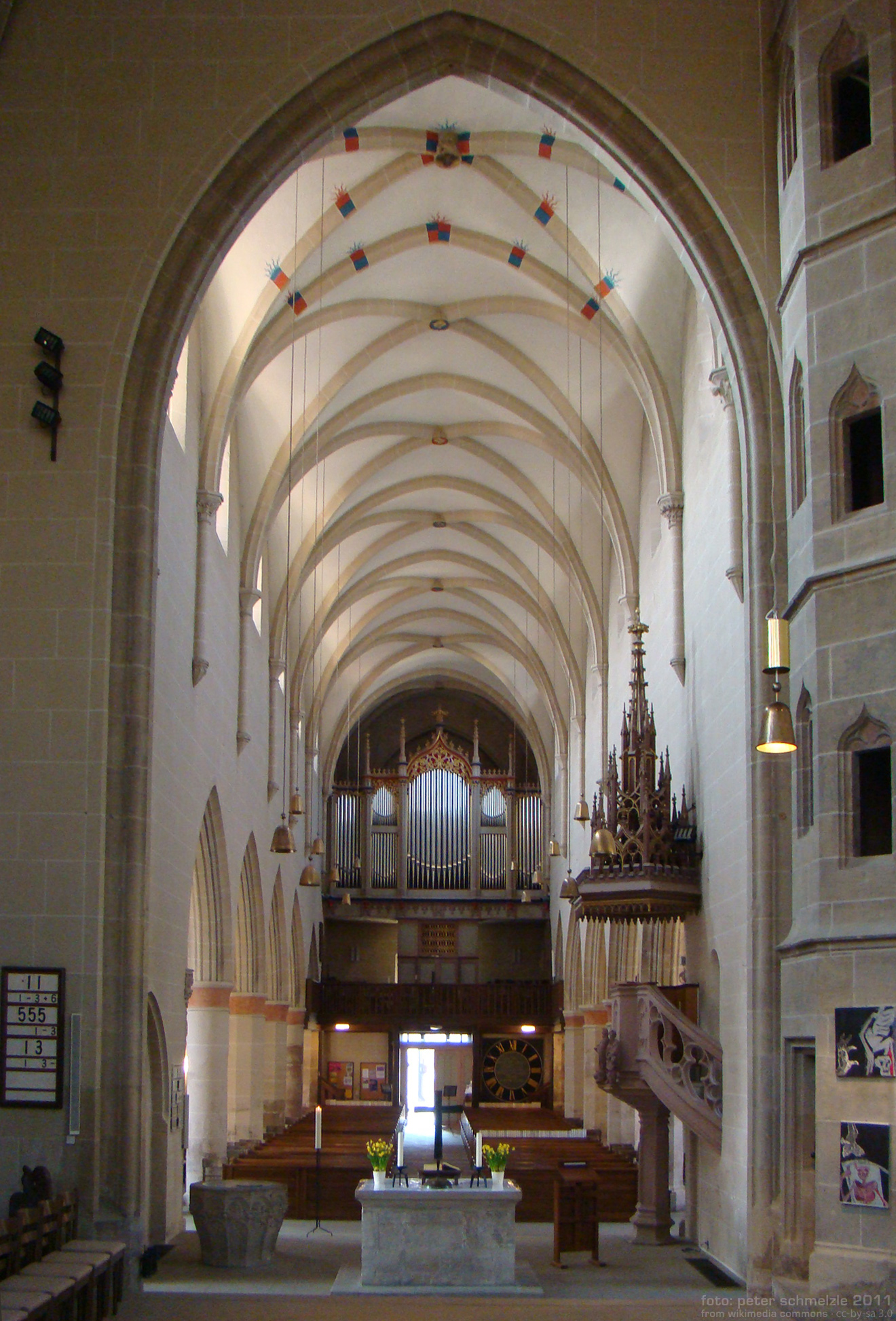
Blick vom Chor durchs Kirchenschiff zur Orgel auf der Empore
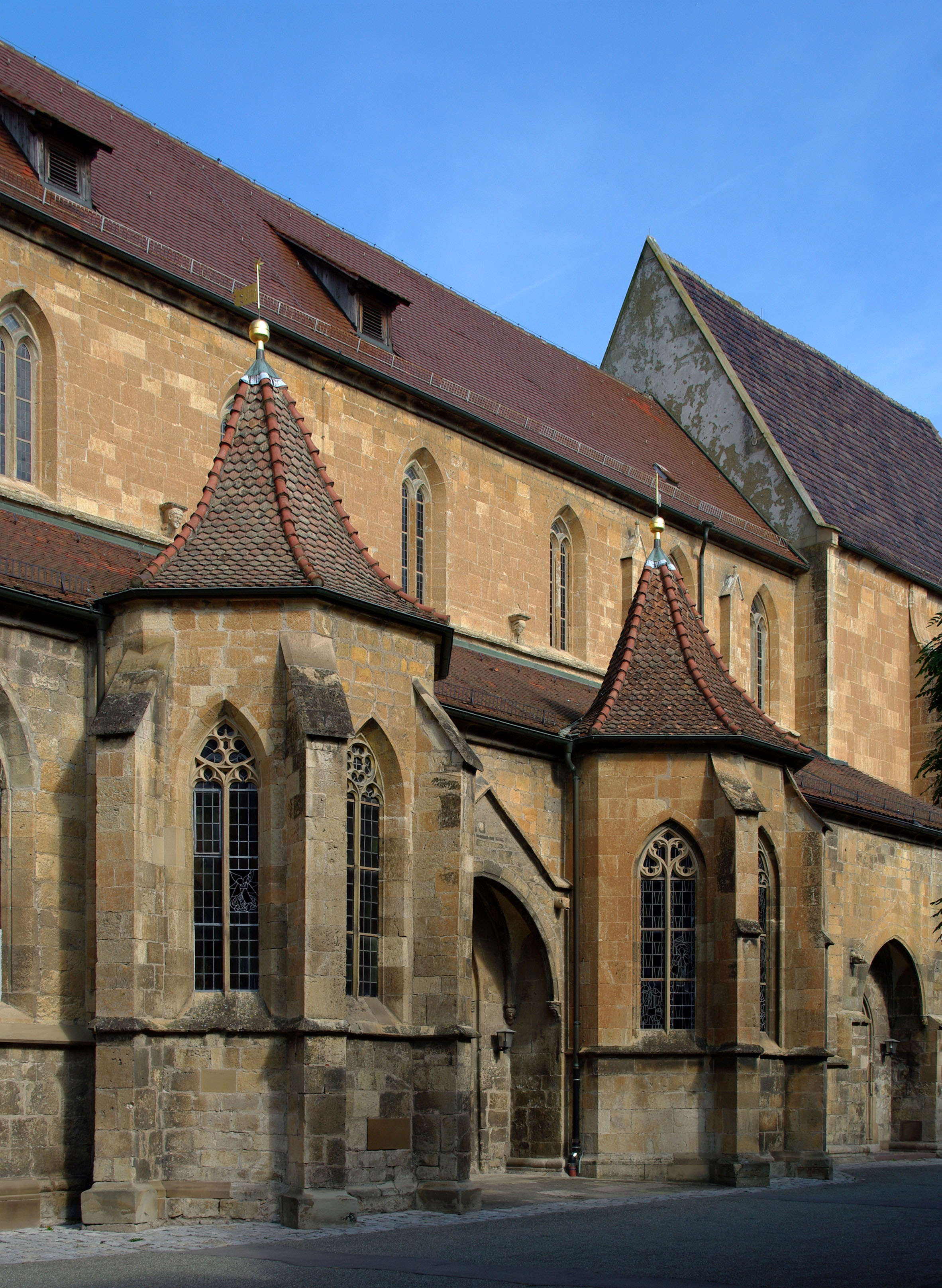
Reischach- und Volland-Kapelle an der Südseite der Stadtkirche

#### Heilig-Geist-Spital
Das Heilig-Geist-Spital wurde vermutlich vor 1246 von Graf Hartmann von Grüningen gegründet, mit Brüdern des Heilig-Geist-Ordens besetzt und die Spitalkirche 1297 geweiht. Das für Krankenpflege, Armen-, Waisen- und Altenfürsorge zuständige Spital entwickelte sich zu einer Klosteranlage mit reichem Grundbesitz. Nach der Reformation (1534) wurde das Spital in Raten säkularisiert und gelangte 1552 in städtische Obhut. 1801 ließ die Stadt das baufällige Kirchenschiff abbrechen. 1954 schenkte die Stadt den neu zugezogenen Katholiken die Relikte der Spitalkirche, die nach der Sanierung durch einen Anbau anstelle des Kirchenschiffs ergänzt, 1957 wieder geweiht und 1982 durch einen Neubau aufgewertet wurde.

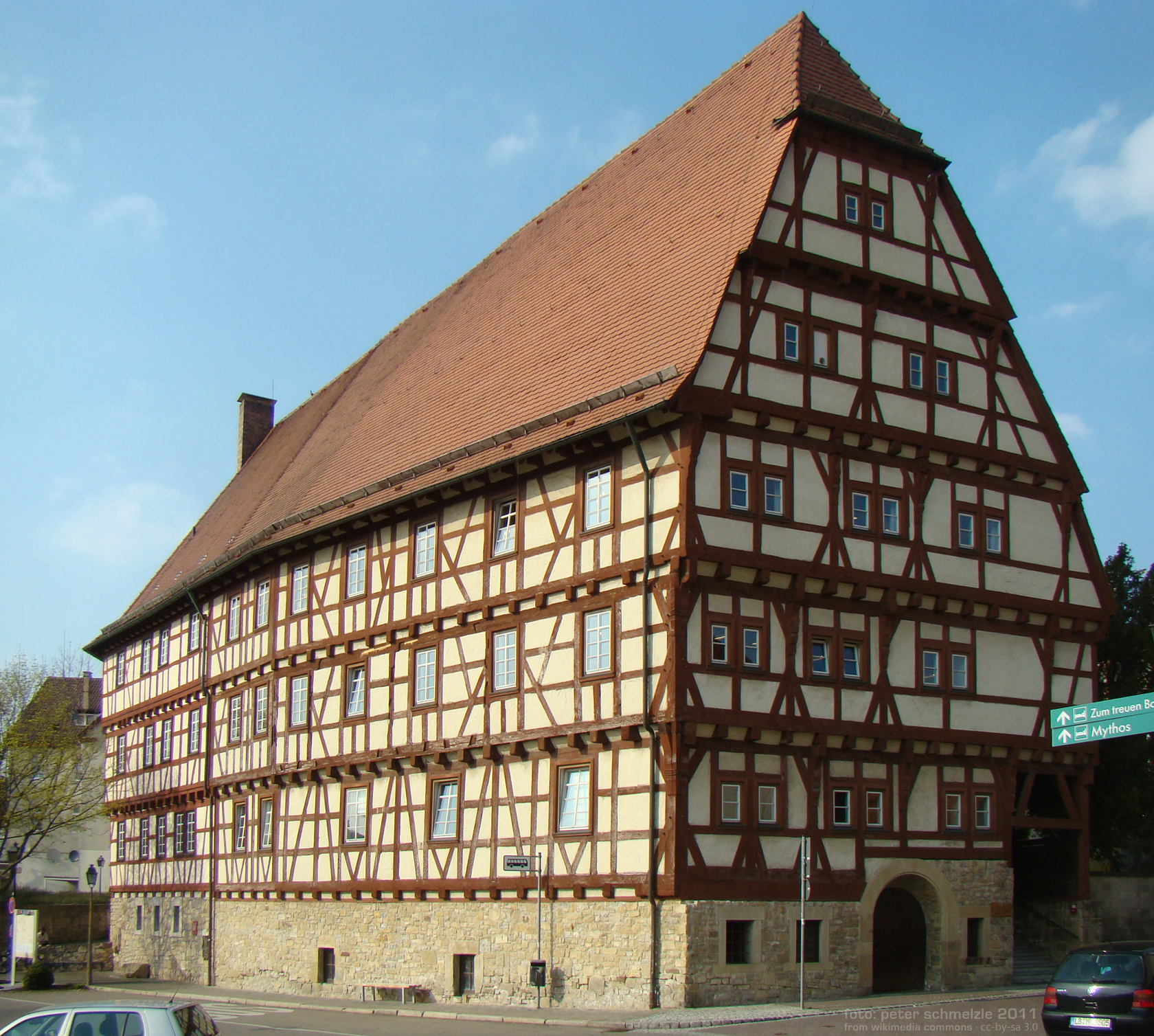
1509 von Spitalmeister Johannes Betz erbautes Pfründnerhaus
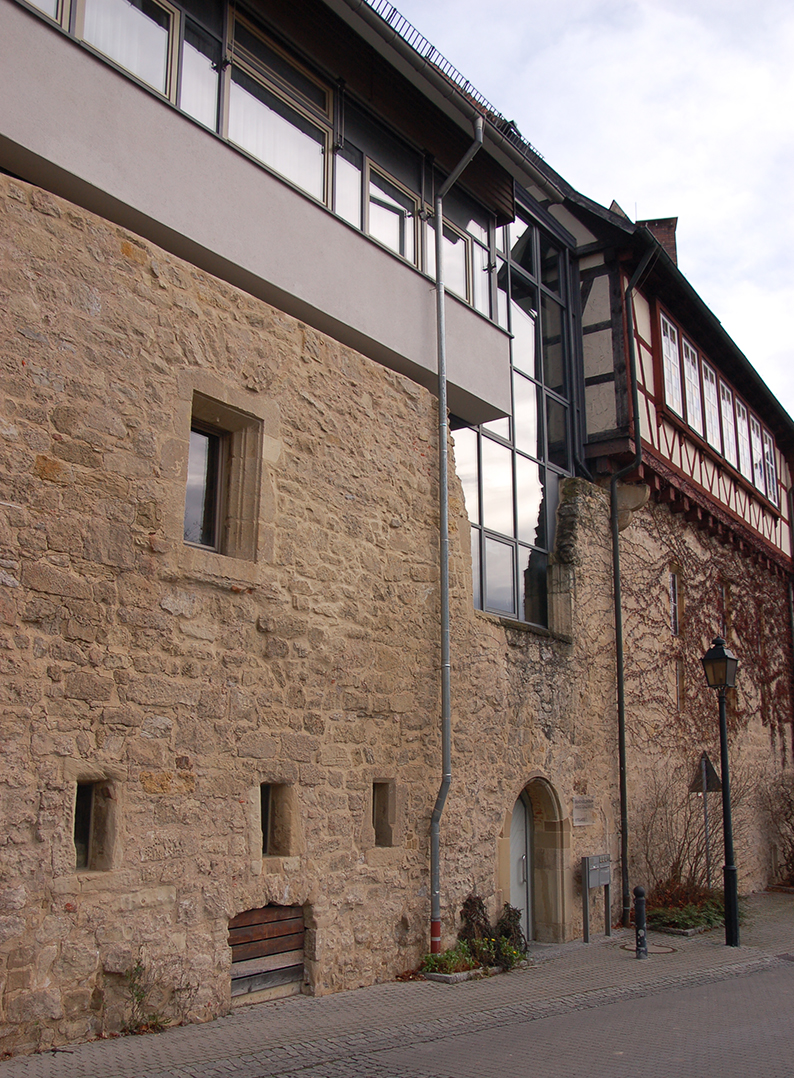
Kath. Gemeindezentrum und Sitzungssaal im ältesten Gebäudetrakt
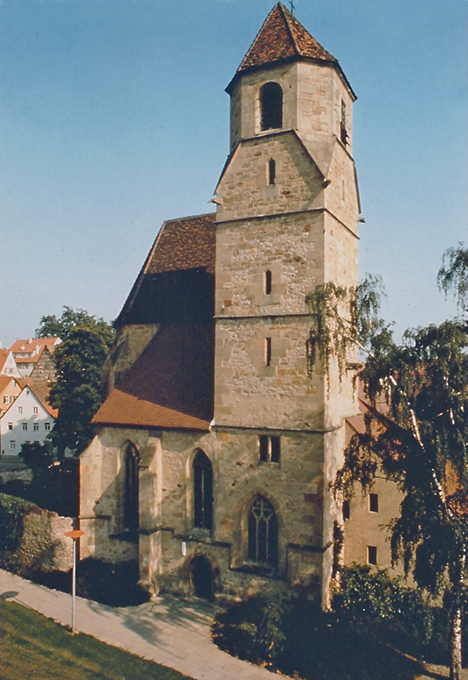
Turm und Chor nach dem Abbruch von „Roßstall“ und „Heuhaus“ (1967)
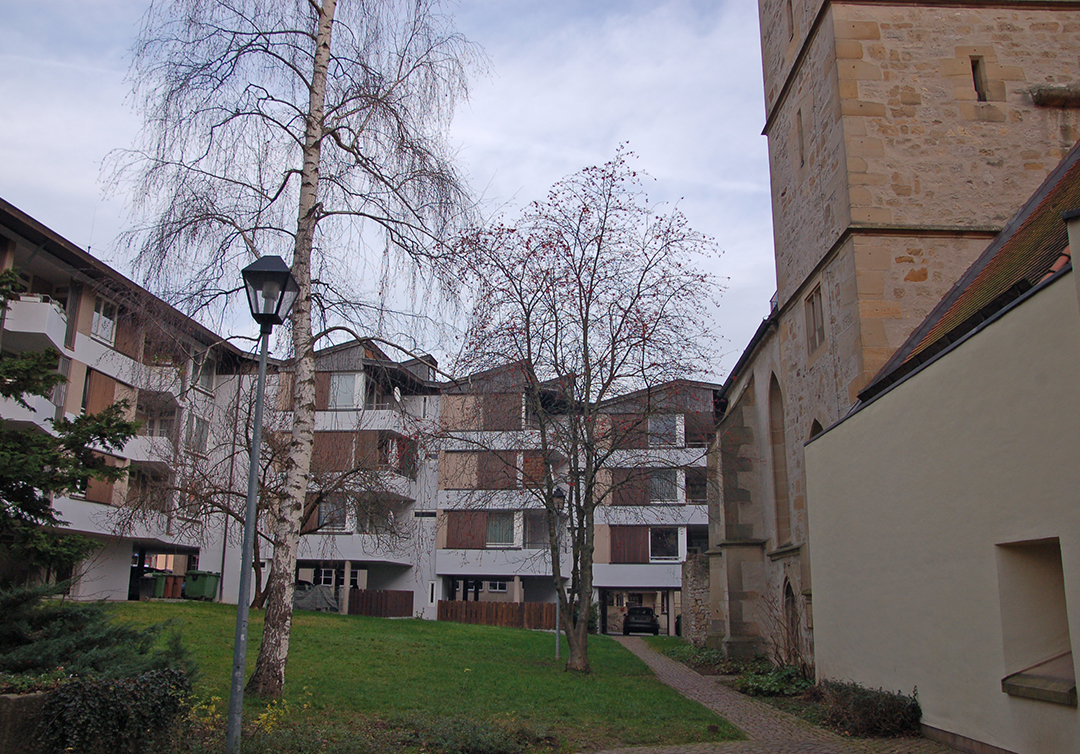
Wohnblocks anstelle von „Heu“- und „Waschhaus“, abgerissen 1967
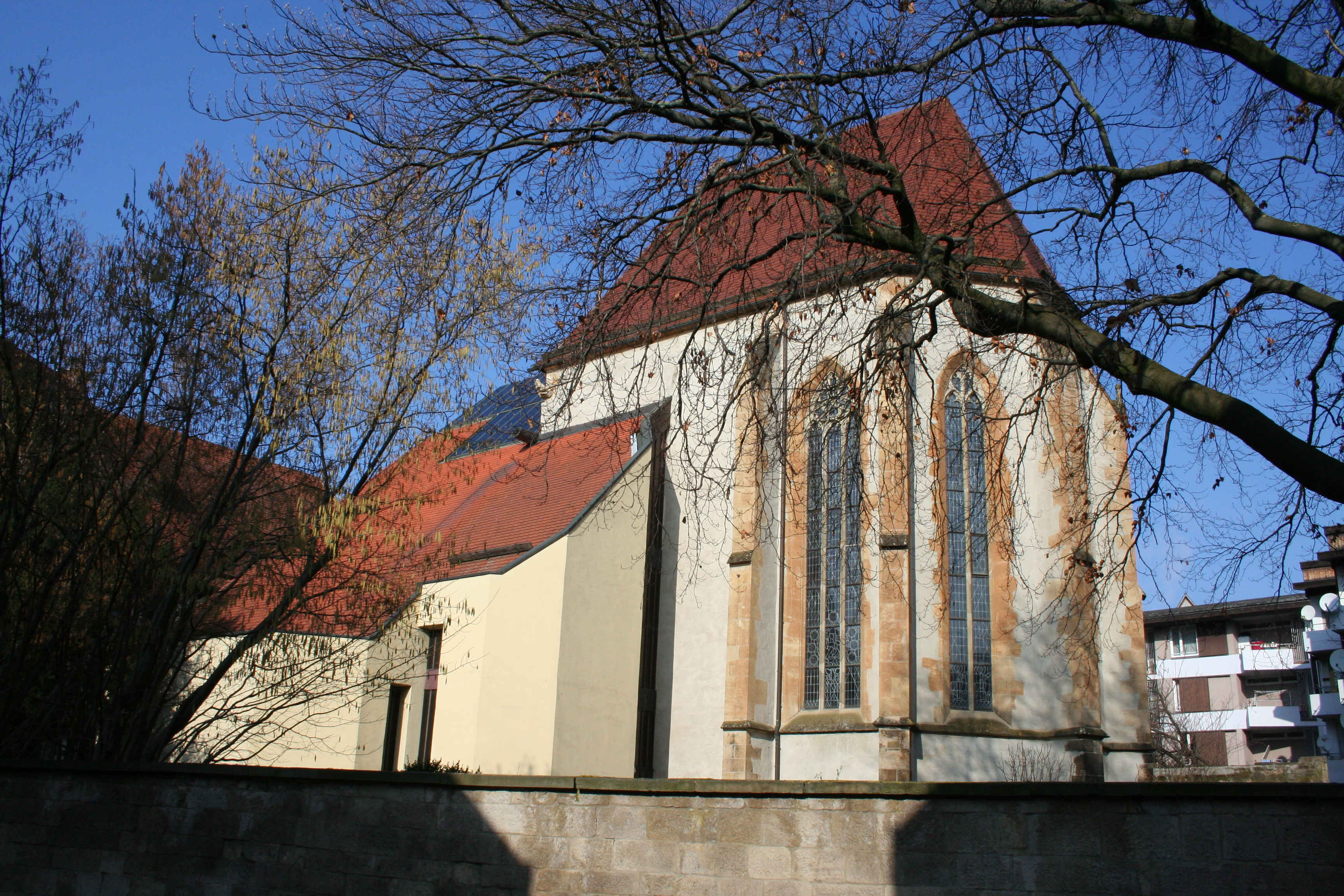
Südostansicht des gotischen Chors mit dem Neubau von 1982
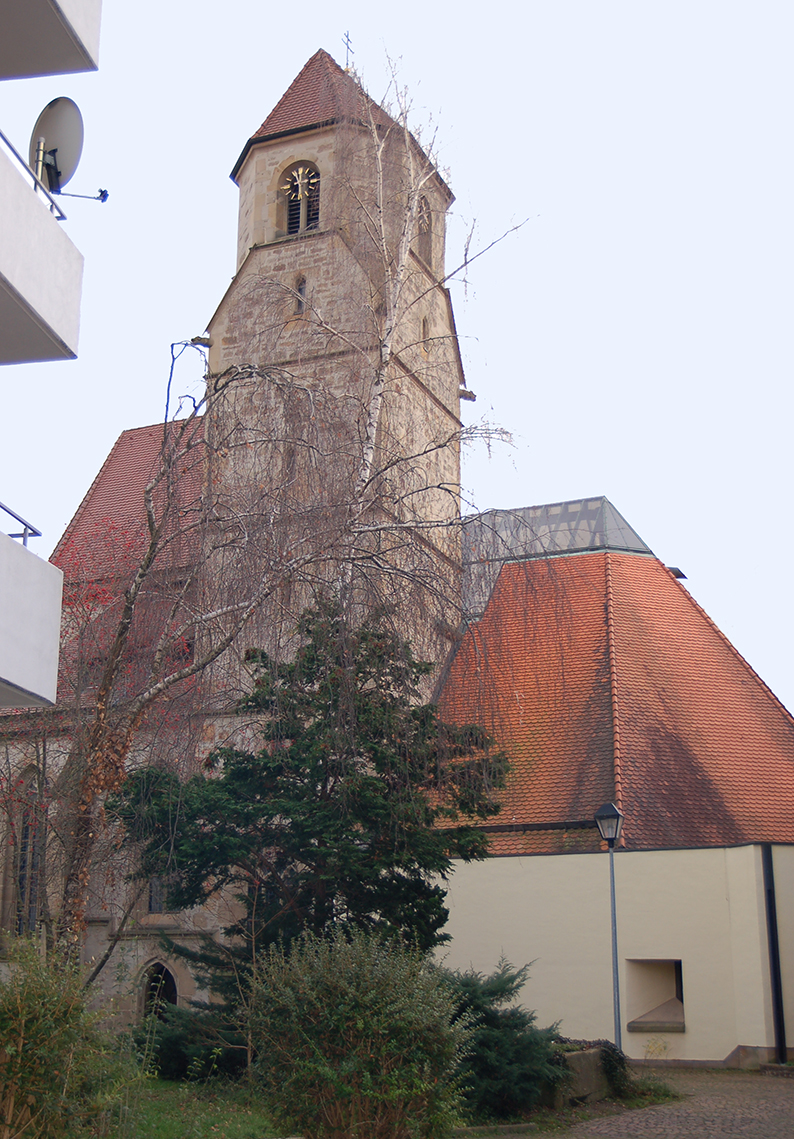
Nordseite der Spitalkirche mit transparentem First

## Wappen und Reichssturmfahne
|  | Die Blasonierung des Markgröninger Stadtwappens lautet: Unter blauem Schildhaupt, darin fünf sechsstrahlige goldene Sterne, in Gold der rotbezungte schwarze Reichsadler. Der Adler weist auf den Status der ehemaligen Reichsstadt Grüningen hin, der 1336 verloren ging, als Grafschaft, Burg und Stadt den württembergischen Grafen mit der Reichssturmfahne als Erblehen überlassen wurden. Das Wappen ist seit 1299 in den Stadtsiegeln nachweisbar und wurde auch unter württembergischer Herrschaft weiter genutzt. Das blaue Schildhaupt kam erst später als Unterscheidungszeichen von anderen Reichsstädten hinzu und symbolisiert ursprünglich wohl das Amt Grüningen. Die Stadtflagge ist seit dem 17. Jahrhundert blau-gelb und bezieht sich vermutlich auf das Württemberger Wappen, in dem die goldgelbe Reichssturmfahne seit 1495 stets mit blauem Fond abgebildet wurde. |
|  | Die zusammen mit Vorstreitrecht, Burg und Stadt Grüningen verlehnte Reichssturmfahne wurde traditionell in der Grüninger Reichsburg bzw. ab 1555 im nachfolgenden Residenzschloss aufbewahrt. Als quadratische Standarte zeigte sie wie das Reichsbanner den schwarzen Reichsadler in goldenem Feld und war zudem mit einem oben angebrachten, langen roten Schwenkel versehen. Nach dem Bau des Ludwigsburger Schlosses wurde die prestigeträchtige königliche Reiterfahne nach Ludwigsburg verbracht. |
|  | Heute ziert die verschollene Reichssturmfahne auf blauem Fond das Wappen der 1718 gegründeten Stadt Ludwigsburg, allerdings ohne den roten Schwenkel. Der Reichsadler im Wappen von Stadt und Oberamt Grüningen wurde mit einer darüber liegenden Württemberger Hirschstange Bestandteil des Wappens des Landkreises Ludwigsburg (Bild links). |

## Historische Persönlichkeiten

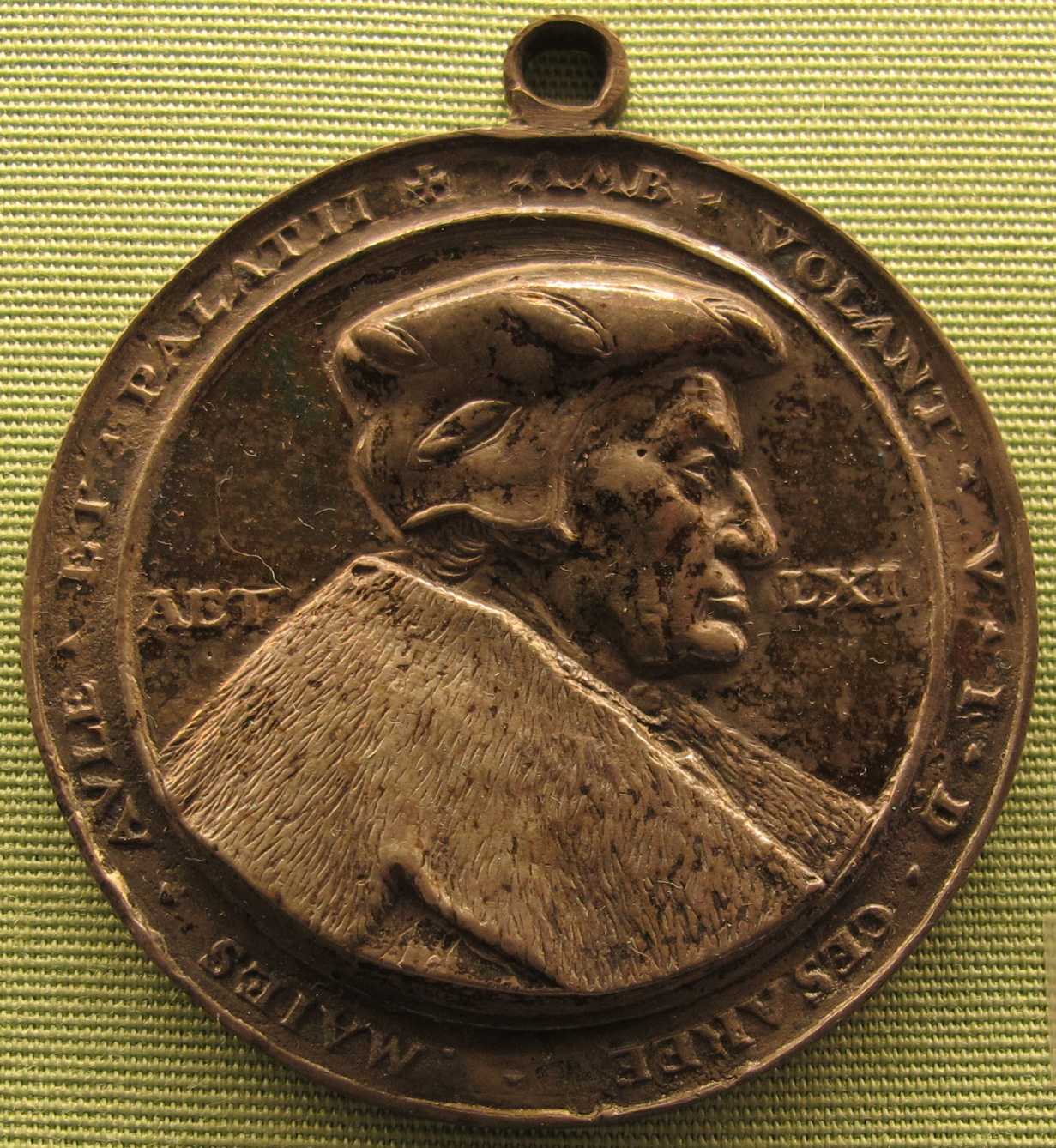
Der als kaiserlicher Rat geadelte Ambrosius Volant auf einer Ehrenmedaille von Weiditz (1533)

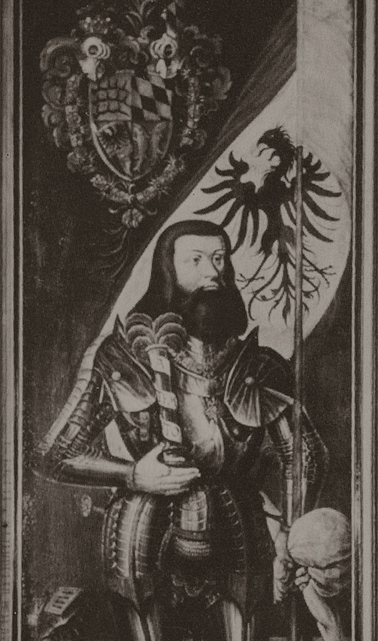
Herzog Eberhard im Bart mit der Reichssturmfahne. Er bescherte der Stadt einen Zweiten Frühling

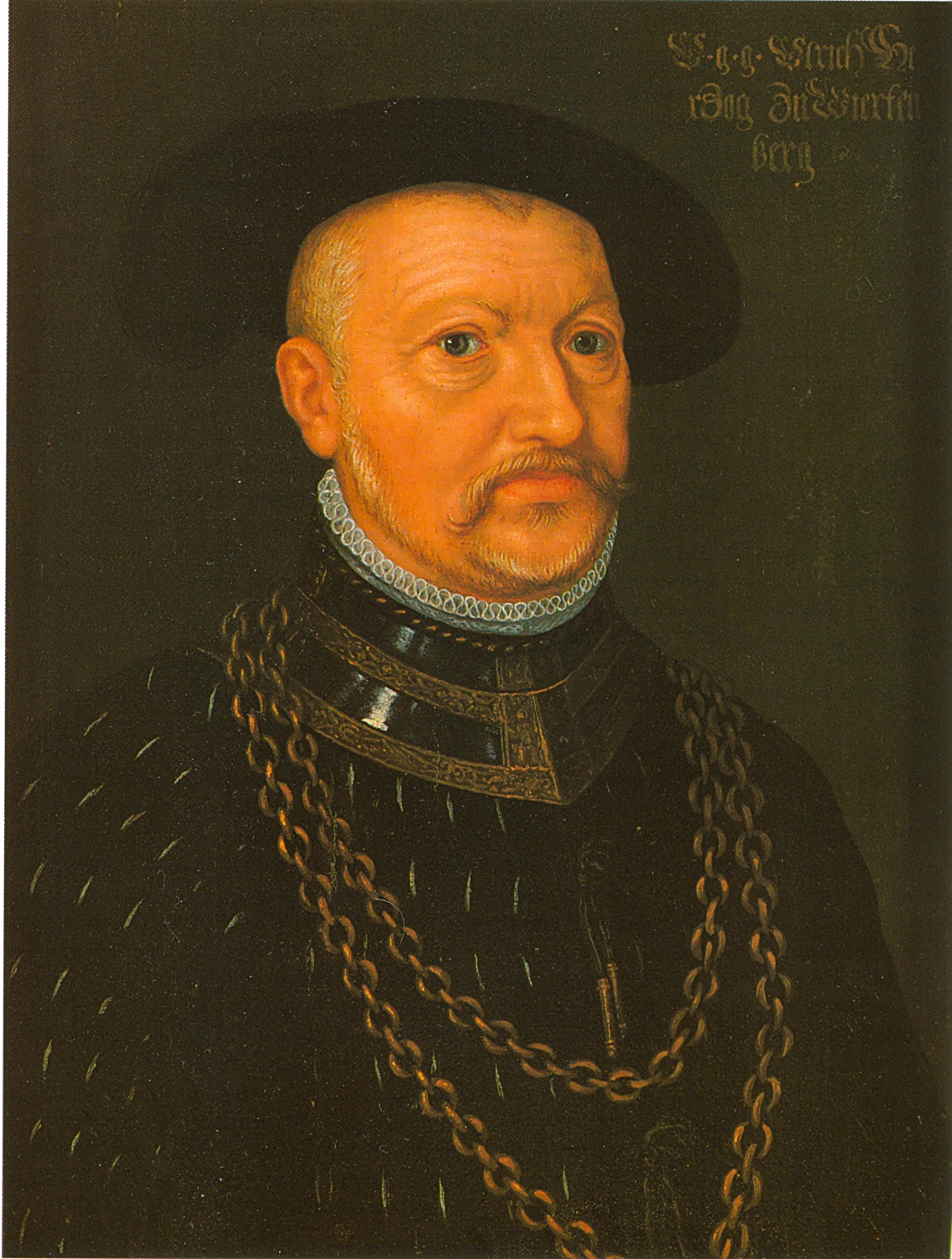
Herzog Ulrichs Eskapaden kamen Grüningen teuer zu stehen

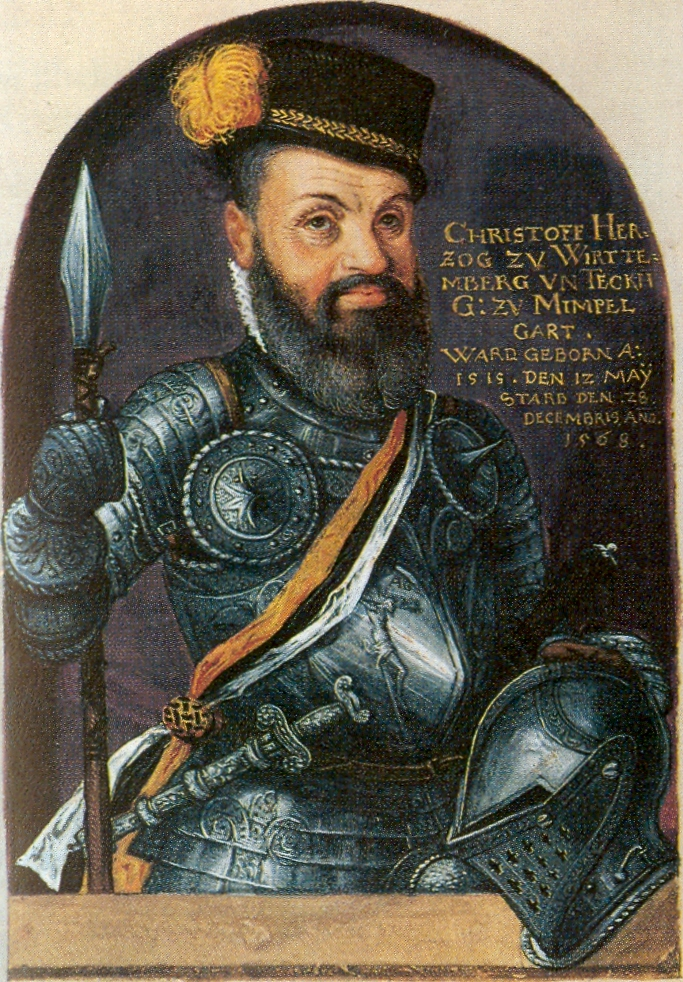
Herzog Christoph ersetzte die Grüninger Reichsburg durch ein Renaissance-Schloss

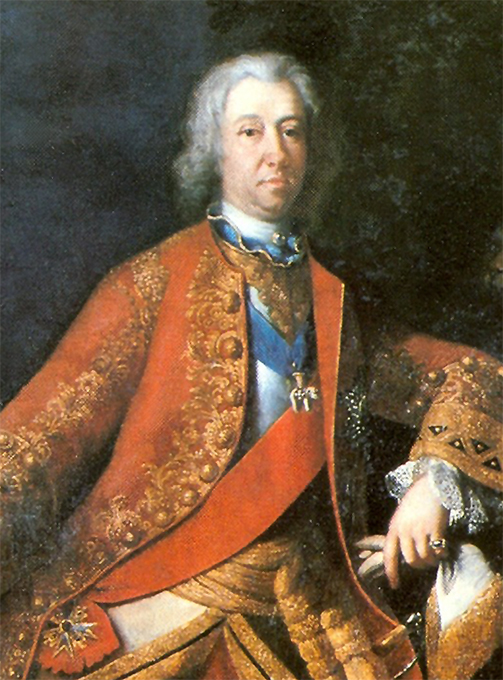
Herzog Eberhard Ludwig, der Grüningen in den Orkus der Geschichte schickte

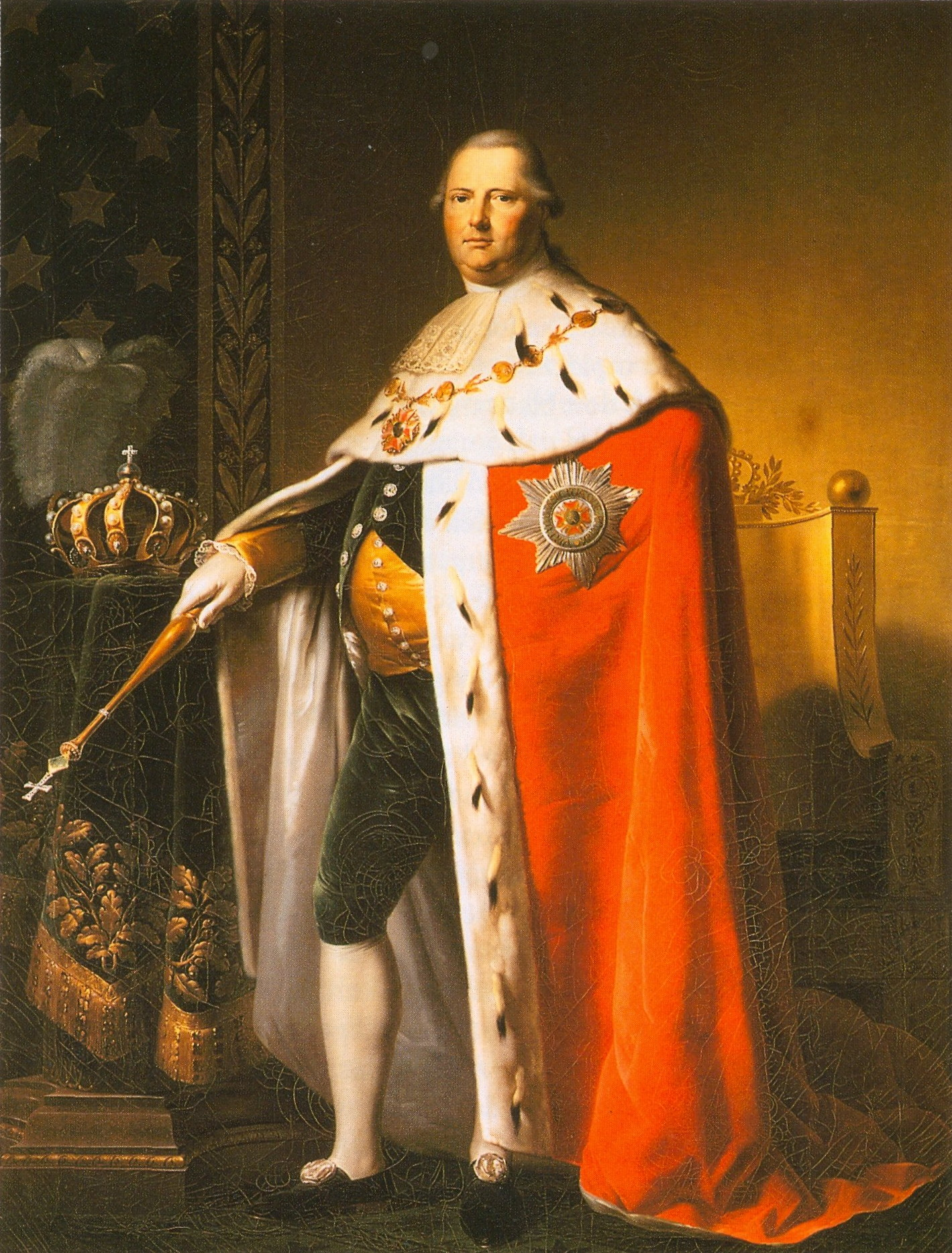
Selbst nach seiner Königskrönung benutzte Friedrich von Württemberg 1806 noch den Nebentitel Graf zu Gröningen

### Söhne und Töchter der Stadt
- Albrecht (Aberlin) Volland I. (ca. 1340–1400), urkundet im Urfehdebrief von 1396 als zweiter unter zwölf Richtern und gilt als erster prominenter Vertreter der Grüninger Volland-Sippe.
- Heinrich Volland senior (1390–1467), zeitweise Vogt bzw. „Keller“ (herrschaftlicher Finanzverwalter) in Grüningen, Kaufmann, 1448 reichster Bürger Württembergs und vermutlich federführend beim Bau des stattlichen Kauf- und Rathauses; Vater von Aberlin II., Heinrich junior und Erhard, die 1471 zusammen rund zwei Prozent des Vermögenssteueraufkommens der ganzen Grafschaft entrichteten.
- Heinrich Volland junior († 1482), auch außerorts begüterter Kaufmann und „Keller“, verheiratet mit Elisabeth, Tochter des Grüninger Vogts und württembergischen Kanzlers Konrad Lyher, und Vater von Ambrosius und Philipp Volland.
- Erhart Volland († 1483), Jurist und Kaufmann, machte in Vaihingen/Enz eine gute Partie mit der reichen Witwe Gremp, wurde dort Richter und versteuerte das höchste Vaihinger Vermögen.
- Johannes Reinhard alias Hans Grüninger (1455–1533), Buchdrucker und Verleger u. a. in Straßburg, schob Lorenz Fries (Mediziner) ein Kurzporträt über „Margt Grieningen“ unter (Hermann Römer: Markgröningen im Rahmen der Landesgeschichte I., Urgeschichte und Mittelalter. 291 S., Markgröningen 1933, S. 285).
- Ambrosius Volland (1468–1551), Professor beider Rechte, erst Geistlicher, dann Rat und gefürchteter Kanzler Herzog Ulrichs, der die Vögte von Tübingen, Cannstatt und Weinsberg wegen ihnen unterstellter Beschwerden beim Kaiser foltern und hinrichten ließ; nach seinem Seitenwechsel ab 1522 Rat des Erzbischofs Matthias von Salzburg, dann Betreuer des unter kaiserlicher Aufsicht stehenden württembergischen Prinzen Christoph und als Rat Kaiser Karls V. geadelt.
- Philipp Volland (1474–1537), Jurist und Kaufmann, verheiratet mit einer adligen Erbtochter, war vor (1501–1519) und nach seinem Exil (1534–1537) Vogt in Grüningen, von 1514 bis 1519 Landschaftsabgeordneter zu Stuttgart; während des Armen Konrads (1514) wegen Amtsmissbrauch und Getreidespekulation angegangen.
- Aberlin Volland III., vermutlich Sohn Aberlins II., mindestens von 1514 bis 1525 Richter in Grüningen und Landschaftsabgeordneter zu Stuttgart.
- Martin Volland (1478–1560), von 1523 bis 1527 Vogt und „Keller“ in Leonberg, von 1527 bis 1534 Vogt in Markgröningen; letzter ortsansässiger „Chef“ des Hauses Volland.
- Michael Volland senior (1494–1558), Sohn Philipps, 1545 der reichste Volland in Grüningen, von 1537 bis 1551 Vogt in Grüningen, dann in Waiblingen.
- Caspar Volland (1500–1554), Professor des Rechts und Rektor an der Universität Tübingen und Beisitzer des württembergischen Hofgerichts.
- Michael Volland junior (* 1528, † nach 1574), Enkel Philipps, Kammergerichtsprokurator und Fiskal-General des Reiches zu Speyer; überlässt nach Martins Tod 1560 die Volland-Pfründe der Grüninger Kirchengemeinde, 1570 in den Reichsadel aufgenommen und mit dem Recht versehen, Bürgerliche zu adeln.
- Jüngere Söhne und Töchter der Stadt finden sich im Artikel Markgröningen.

### Mit Grüningen in Verbindung stehende Persönlichkeiten
- Gerold der Jüngere in der Baar (auch Gerold II.; † 799)[67] Schwager, sehr vertrauter Ratgeber und herausragender Heerführer Karls des Großen, der ihm und seinen schwäbischen Nachfolgern deshalb „auf alle Zeiten“ das Vorstrittrecht und damit Amt und Würde des Reichssturmfähnrichs übertragen hat; eine Belehnung mit Grüningen ist nicht belegbar, allerdings eine mit dem Glemsgau.[9]
- Graf Werner I. von Winterthur (ca. 1000–1040), fiel zusammen mit seinem Sohn Liutfrid als „Vorstreiter und Bannerträger“ (lateinisch primicerius et signifer regis) Kaiser Heinrichs III. in dessen Feldzug gegen Břetislav I. von Böhmen, als er bei einem seiner Funktion entsprechenden Vorstoß in einen Hinterhalt geriet.
- Graf Werner II. von Maden und im Neckargau (ca. 1020–1053), fiel als „primicerius et signifer regis“ mit seinem Bruder Adalbert II. von Winterthur in der Normannenschlacht von Civitate, wo die beiden Brüder mit 600 schwäbischen Fußsoldaten das einzige nicht-italienische Kontingent des vernichtend geschlagenen Heeres von Papst Leo IX. stellten, mit dem sie verwandt waren.
- Graf Werner III. von Grüningen (ca. 1040–1065), Reichssturmfähnrich, Graf von Maden, Graf im Neckargau und an der Lahn (Weilburg).
- Graf Werner IV. von Grüningen (ca. 1060–1121), Reichssturmfähnrich, Graf von Maden, Graf im Neckargau und Burggraf von Worms, verwandt mit Württemberger Grafen und ohne Nachfolger.
- König Konrad III. von Staufen (ca. 1093–1152), war 1116/20 Herzog in Franken, 1127–1135 Gegenkönig von Lothar III., als solcher aber unterlegen; begleitete Lothar nach einem Vergleich als engagierter Reichssturmfähnrich auf dessen Italienfeldzug und wurde 1138 dann doch noch König im römisch-deutschen Reich; hielt 1138 einen Hoftag in Grüningen ab, bei dem auch zwei Württemberger Grafen zugegen waren.
- Graf Konrad I. von (Württemberg-)Grüningen, begleitete Kaiser Friedrich II. auf dessen Kreuzzug vermutlich als Reichssturmfähnrich, urkundete 1228 in Akkon für das Seelenheil seiner Voreltern zugunsten des Deutschordens, dem er sich möglicherweise anschloss; kehrte vermutlich nicht aus dem Heiligen Land zurück.
- Graf Hartmann I. von Grüningen (1237 erstmals als „Graf von Grüningen“ erwähnt, 1243 in Capua ohne männliche Erben, 1246 Senior, † 1246), zeitweise im Gefolge Kaiser Friedrichs II. als Reichssturmfähnrich, vermutlich ein Bruder oder Sohn Konrads I. von Grüningen.
- Graf Hartmann II. von Grüningen (ca. 1225–1274), „Comes illustrissimus“, leitete durch seinen Seitenwechsel zum Gegenkönig 1246 den Niedergang der Staufer mit ein; interpretierte das Grüninger Reichslehen als Eigenbesitz und initiierte den Neubau der Bartholomäuskirche.
- Graf Albrecht II. von Hohenberg (ca. 1235–1298), Schwager von König Rudolf von Habsburg, profilierte sich als niederschwäbischer Reichslandvogt bei der Durchsetzung von Rudolfs Revindikationspolitik (Rückgewinnung ehemals staufischen Königsgutes zulasten der Württemberger Grafen); Albrecht nutzte die 1280 von ihm wieder in Reichshand gebrachte Grüninger Burg als Zweitresidenz, richtete in Grüningen 1284 die Fürstenhochzeit im Beisein Rudolfs aus und begleitete diesen als mutmaßlicher Reichssturmfähnrich auf mehreren Feldzügen.
- Graf Hartmann III. von Grüningen (* vor 1250; † 1280), Sohn Hartmanns II. und wie jener Glockenstifter der Bartholomäuskirche, verteidigte Burg und Stadt Grüningen gegen die Revindikationspolitik König Rudolfs von Habsburg bis zu seiner Gefangennahme 1280 und starb im Kerker auf dem Hohenasperg.
- Graf Konrad II. von Grüningen (ca. 1253–1300), Sohn Hartmanns II., nannte sich ab 1274 Graf „von Landau“, ab 1280 auch „von Grüningen“, musste den Nachfolge-Anspruch auf die Grafschaft Grüningen jedoch aufgeben, den hiesigen Familienbesitz verkaufen und einen gravierenden Verlust an politischem Einfluss hinnehmen.
- Konrad II. von Schlüsselberg zu Grüningen (* um 1277; † 14. September 1347), letzter Namensträger aus dem hochadeligen fränkischen Geschlecht der von Schlüsselberg, entschied mit seinen Rittern die Schlacht bei Mühldorf für König Ludwig den Bayern und wurde dafür mit Reichssturmfahne, Burg und Stadt Grüningen belehnt, die er auf Wunsch Ludwigs 1336 gegen Entschädigung an Graf Ulrich III. von Württemberg abtrat.
- Aberlin Jörg (ca. 1420–1492), bedeutendster württembergischer Baumeister seiner Zeit, heiratete die in Grüningen wohnende Vogtstochter Adelheid von Magstatt, war 1448 und 1471 steuerpflichtiger Bürger Grüningens und erbaute den großen Chor sowie die Sakristei der Bartholomäuskirche (bis 1472).
- Graf Eberhard im Bart (1445–1496), so lange er unmündig war, residierte sein Vormundschaftsrat in Grüningen; er förderte die Stadt als Residenz im Norden des Uracher Landesteils und nahm die Reichssturmfahne in sein Herzogswappen auf, nachdem König Maximilian die erbliche Belehnung mit Fahne, Burg und Stadt Grüningen erneuert hatte.[68]
- Reinhard Gaißer (* um 1474, † nach 1533)[69], auch Gaißlin genannt, promovierter Theologe und Rektor der Universität Tübingen, der um 1513 an die Grüninger Bartholomäuskirche wechselte und als „erster Sozialrevolutionär auf einer württembergischen Kanzel“[70] im Zuge des Armen Konrads zum Aufstand gegen die frühkapitalistisch agierende Ehrbarkeit und den Grüninger Vogt Philipp Volland aufrief.
- Wilhelm Gaißer (* um 1492), Neffe Reinhard Gaißers und nicht nur als Geistlicher (Vikar) dessen Helfer in Grüningen, sondern auch als konspirativer Sendbote zu verschiedenen aufständisch gesinnten Gruppen insbesondere im Remstal; war auch nach der Huldigung noch auf dem Engelberg und musste dann wohl das Land verlassen, kam aber wieder zurück, heiratete in Grüningen und hinterließ mindestens eine Tochter Dorothea.
- Herzog Ulrich von Württemberg (1487–1550), verantwortete unter starkem Einfluss der Grüninger Vollands eine Umverteilung von unten nach oben, provozierte damit den Aufruhr des Armen Konrads, machte Zugeständnisse im Tübinger Vertrag, setzte in seiner zweiten Amtszeit die Reformation durch und baute den Hohenasperg zur modernen Festung aus.
- Herzog Christoph von Württemberg (1515–1568), ließ die Grüninger Reichsburg großteils schleifen und stattdessen ein Renaissance-Schloss sowie den Oberen Torturm erstellen.
- Jakob Frischlin (1557–1621), Schulmeister, Dichter und Chronist, von dem die erste Nennung (1593) des Barthel-Marktes als „Schäferlauf“ stammt.
- Herzog Eberhard Ludwig von Württemberg (1676–1733), war vor 1700 am Hofe des Sonnenkönigs (Ludwig XIV.) und plante mit seiner Mätresse Wilhelmine von Grävenitz ein württembergisches Versailles, das er ab 1704 in Ludwigsburg realisierte; nahm dabei Grüningen die Funktionen als Residenz- und Kreisstadt, als Hochgericht und Dekanat weg und vierteilte den Schäferlauf.
- König Friedrich von Württemberg (1754–1816), führte den Grüninger Grafentitel selbst im 19. Jahrhundert noch als Nebentitel mit auf: „Wir, Friderich von Gottes Gnaden König von Württemberg, Souverainer Herzog in Schwaben und von Teck, Herzog zu Hohenlohe, Landgraf von Tübingen und Nellenburg, Fürst von Ellwangen, …, Graf zu Gröningen … thun kund …“.
- Jüngere Persönlichkeiten finden sich im Artikel Markgröningen.

## Weiterführende Informationen

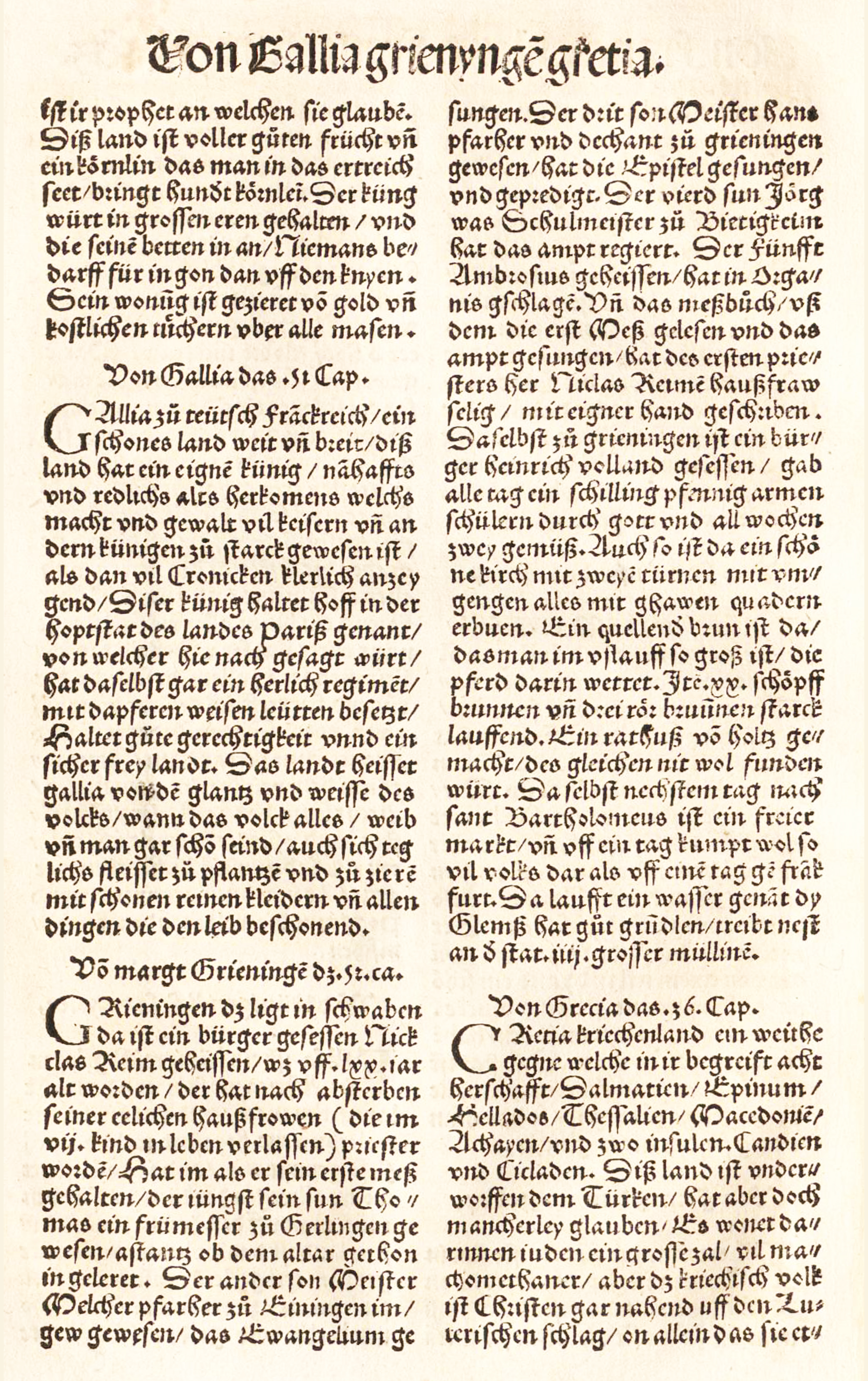
Eintrag Grüningers zu Margt Grieningen (in: Fries, Uslegung der Meercarthen, Straßburg 1527)

### Bibliographie zur Stadtgeschichte
- Martin Zeiller: Gröningen. In: Matthäus Merian (Hrsg.): Topographia Sueviae (= Topographia Germaniae. Band 2). 1. Auflage. Matthaeus Merian, Frankfurt am Main 1643, S. 85 (Volltext [Wikisource]).
- 700 Jahre Heilig-Geist-Spital Markgröningen. Herausgeber: Stadt Markgröningen, 192 S., Markgröningen o. J. [1997]
- 1200 Jahre: Markgröningen 779 bis 1979. Band 1: Festbuch zum 1200jährigen Jubiläum der ersten urkundlichen Nennung des Namens. Hrsg.: Stadt Markgröningen, 130 S., Markgröningen 1979
- 1200 Jahre: Markgröningen 779 bis 1979. Band 2: Dokumentation über die Veranstaltungen der Stadt aus Anlaß der erstmaligen Nennung vor 1200 Jahren. Hrsg.: Stadt Markgröningen, 87 S., Markgröningen 1979
- Bertz, Wilhelm: „Ich, Elisabetha Lyherin, Heinrich Vollands seligen Witwen …“ Betrachtungen über den Wortlaut einer Markgröninger Stiftungsurkunde von 1483. In: Band 4 der Reihe Durch die Stadtbrille, S. 54–76, hrsg. v. Hilde Fendrich, Markgröningen 1989
- Bertz, Wilhelm: Der reiche Philipp und der Arme Konrad. Dossier des Gröninger Vogts Philipp Volland über die Schlüsselrolle von Stadtpfarrer Reinhard Gaißer im Aufruhr. In: Durch die Stadtbrille – Geschichtsforschung, Geschichten und Denkmalpflege in Markgröningen, Band 10, hrsg. v. AGD Markgröningen, Markgröningen 2016, S. 72–81, ISBN 3-87181-421-0
- Buck, Lothar: Die beiden Pfarrhäuser neben der Bartholomäuskirche. In: Band 7 der Reihe Durch die Stadtbrille, (Markgröninger Bauwerke und ihre Geschichte I.), hrsg. v. Arbeitskreis Geschichtsforschung und Denkmalpflege Markgröningen, S. 29–40. Markgröningen 2002
- Bull, Karl-Otto: Die Türkensteuerlisten als Geschichtsquelle. Aufschlüsse über die wirtschaftliche und soziale Struktur des Herzogtums Württemberg im 16. Jahrhundert. In: Beiträge zur Landeskunde (Beilage zum Staatsanzeiger für Baden-Württ.), 1974, Nr. 2, S. 5–11
- Ebner, Walter: Gedanken zur Reformation – Reformation in Markgröningen im überregionalen Kontext. In: Durch die Stadtbrille – Geschichtsforschung, Geschichten und Denkmalpflege in Markgröningen, Band 10, hrsg. v. AGD Markgröningen, Markgröningen 2016, S. 82–93
- Feil, Werner: Evang. Bartholomäuskirche Markgröningen. Schnell Kunstführer Nr. 1655, München und Zürich 1987
- Fendrich, Hilde: Flurgeschichte – Urgeschichte (1. Teil). Nachlese zu einer Ausstellung in der Zehntscheuer Mai-Juni 1987. In: Durch die Stadtbrille, Band 3, hg. v. Hilde Fendrich, S. 42–60, Markgröningen 1987
- Fendrich, Hilde: Die Volland in Markgröningen unter die Lupe genommen. In: Südwestdeutsche Blätter für Familien- und Wappenkunde, Bd. 23, H. 9 (2003), S. 353–368
- Fendrich, Hilde: Dermassen vil Schweitzer. In: Band 2 der Reihe „Durch die Stadtbrille“, hrsg. v. Hilde Fendrich, S. 47–64, Markgröningen 1986
- Fendrich, Peter: Die Stadt und ihre Bürger im ausgehenden Mittelalter. Zur Sozialstruktur der württembergischen Amtsstadt Markgröningen im Rahmen der Landesgeschichte. In: Band 3 der Reihe „Durch die Stadtbrille“, hrsg. v. Hilde Fendrich, S. 94–119, Markgröningen 1987
- Fendrich, Peter: Rückkehr der Grafen von Grüningen – Einblick in die revidierte Geschichte der Grafschaft auf den Spuren Heyds. In: Durch die Stadtbrille – Geschichtsforschung, Geschichten und Denkmalpflege in Markgröningen, Band 10, hrsg. v. AGD Markgröningen, Markgröningen 2016, S. 40–47, ISBN 978-3-00-053907-7
- Fendrich, Peter, Günter Frank u. Erich Viehöfer: Bekanntes und Neues zum Markgröninger Schloss. In: Band 8 der Reihe „Durch die Stadtbrille“, hrsg. v. Arbeitskreis Geschichtsforschung und Denkmalpflege Markgröningen, S. 173–208, Markgröningen 2004
- Findeisen, Peter: Stadt Markgröningen: Landkreis Ludwigsburg. Ortskernatlas Baden-Württemberg 1,7. Stuttgart: Landesdenkmalamt BW u. Landesvermessungsamt BW, 1987. 30 S.
- Fischer, Joachim: „Das die dürfftigen dest bas ir narung haben mögen“: eine unbekannte Ordnung des Grafen Eberhard im Bart für das Spital Markgröningen aus dem Jahr 1468. In: Aus Landesgeschichte und Landeskunde. S. 273–285. Stuttgart 1999
- Fries, Lorenz: Uslegung der Meercarthen oder Cartha Marina. Blatt 13 verso (ein Hans Grüninger zugeschriebener Einschub). Straßburg 1527 (s. a. Römer, I., S. 285) Digitalisat (1527)
- Fuchs, Karl Erwin: Grenzsteine der Stadt Markgröningen. Mit dem Lagerbuch die Grenze entlang. 102 S., Markgröningen 1987
- Gänsschopff, Tobias: Chronicon, oder Eigentliche Beschreibung vieler denkwürdigen Geschichten … Von ungefehr Anno 1120 biß auff 1656 continuirt … durch Tobiam Gänsschopffen, der Zeit teutscher Schulmeister, Modist und Organist zu Marggröningen. 234 S., Stuttgart 1656 Digitalisat
- Hermann, Helmut u. Günter Frank: Markgröningen: Porträt einer Stadt. 132 S., Markgröningen 1992
- Hess, Hans-Burkhard: Unterriexingen – ein historisches Kaleidoskop. Hrsg.: Stadt Markgröningen, 343 S., Markgröningen 1993
- Ludwig Friedrich Heyd: Der wirtembergische Canzler Ambrosius Volland. Stuttgart 1828 (Digitalisat)
- Heyd, Ludwig Friedrich: Geschichte der vormaligen Oberamts-Stadt Markgröningen mit besonderer Rücksicht auf die allgemeine Geschichte Württembergs, größtenteils nach ungedruckten Quellen verfasst. Stuttgart 1829, 268 S., Faksimileausgabe zum Heyd-Jubiläum, Markgröningen 1992
- Heyd, Ludwig Friedrich: Geschichte der Grafen von Gröningen. 106 S., Stuttgart 1829
- Liebler, Gerhard: Markgröningen. Poetische Streifzüge durch die Stadt und ihre Geschichte. 88 S, Markgröningen 2001
- Liebler, Gerhard: Markgröningen – Kurzweilige Begegnungen mit der Stadt und ihrer Geschichte. Hrsg. v. Arbeitskreis Geschichtsforschung und Denkmalpflege Markgröningen, 107 S. Markgröningen 2011
- Otto-Günter Lonhard: Die Familie Volland und ihre Verbindungen zu Entzlin, Dreher und Lyher. In: Südwestdeutsche Blätter für Familien- und Wappenkunde, Bd. 23, H. 9 (2003), S. 368–373
- Sönke Lorenz: Die Grafen von Grüningen-Landau (Mitte des 13. bis Anfang des 15. Jahrhunderts). In: Das Haus Württemberg – ein biographisches Lexikon, hrsg. v. Sönke Lorenz, Dieter Mertens, Volker Press, S. 45–52, Kohlhammer, Stuttgart, Berlin, Köln 1997
- Helmut Maurer: Markgröningen. In: Die Deutschen Königspfalzen, Band 3.1 (Baden-Württemberg), Vandenhoeck & Ruprecht, Göttingen 2004, S. 389–404
- Johann Memminger: Die Grafen von Grüningen-Landau. Ihre Benennung und ihre Verwandtschaft mit dem Hause Württemberg. In Württ. Jahrbücher, 1826, S. 69–93 und S. 376–440
- Mereb, Ursula: Studien zur Besitzgeschichte der Grafen und Herren von Grüningen-Landau von ca. 1250 bis ca. 1500. 108 S., Tübingen 1970
- Milde, Wolfgang, Cosima Hofacker u. Manfred Frank: Barfuß übers Stoppelfeld. Schäferlauf Markgröningen: Amüsant, originell, mittendrin. Hrsg.: Stadt Markgröningen, 112 S., Markgröningen 2008
- Militzer, Klaus: Das Markgröninger Heilig-Geist-Spital im Mittelalter. Ein Beitrag zur Wirtschaftsgeschichte des 15. Jahrhunderts. 214 S., Sigmaringen 1975
- Karl Pfaff: Der Ursprung und die früheste Geschichte des Wirtenbergischen Fürstenhauses: Kritisch untersucht und dargestellt. Mit sieben Beilagen, drei Stammtafeln und einer historisch-geographischen Karte. 111 S., Stuttgart 1836
- Riße, Robert: Johannes Reinhard alias Hans Grüninger, der Frühdrucker aus Markgröningen. Ausstellungskatalog. 240 S., Markgröningen 1990
- Röder, Philipp L. H.: Die Stadt und das Amt Gröningen. In: Geographie und Statistik Wirtembergs, S. 358–361. Laybach in Krain 1787 Digitalisat
- Röder, Philipp L. H.: Gröningen. In: Geographisches statistisch-topographisches Lexikon von Schwaben, Band 1, S. 619–625. Ulm 1791 Digitalisat
- Römer, Hermann: Markgröningen im Rahmen der Landesgeschichte I., Urgeschichte und Mittelalter. 291 S., Markgröningen 1933
- Römer, Hermann: Markgröningen im Rahmen der Landesgeschichte II., 1550 bis 1750. Markgröningen 1930
- Sauer, Paul: Musen, Machtspiel und Mätressen. Eberhard Ludwig – württembergischer Herzog und Gründer Ludwigsburgs. Tübingen 2008, ISBN 978-3-87407-798-9
- Schad, Petra: Markgröningen – ein Stadtführer. 80 S., Markgröningen 2003
- Schad, Petra: Vom Bürgerhaus zum Haus der Bürger. Der Wimpelinhof einst und jetzt. Hrsg.: Stadt Markgröningen, 72 S., Markgröningen 2005
- Schad, Petra: Markgröningen zur Zeit des Armen Konrad. In: Ludwigsburger Geschichtsblätter 68/2014, S. 29–58.
- Schad, Petra: Wie die uffrur daselbst sich zugetragen – Armer Konrad und Pfarrer Gaißer in Markgröningen. In: Durch die Stadtbrille – Geschichtsforschung, Geschichten und Denkmalpflege in Markgröningen, Band 10, hrsg. v. AGD Markgröningen, S. 48–71, Markgröningen 2016, ISBN 3-87181-421-0
- Schmidlin, Johannes Christophorus: Beyträge zur Geschichte des Herzogthums Wirtenberg, Band 1. Mezler, Stuttgart 1780, Digitalisat
- Spitalkirche zum Heiligen Geist Markgröningen von 1297 bis 1981. 25 Jahre Heilig-Geist-Gemeinde, 28. Juli 1957 bis 28. Juli 1982. Hrsg. v. der Katholischen Kirchengemeinde Markgröningen. Markgröningen 1982.
- Tomschik, Erich u. a.: Markgröningen. Das Bild der Stadt im Wandel der Zeit. Hrsg.: Stadt Markgröningen, 112 S., Markgröningen 1969
- Weinland, Johann Christoph: De Vexillo Imperii primario, vulgo Reichs-Sturm-Fahne, Commentatio academica. s. n., s. l. 1727, (Digitalisat)

#### Durch die Stadtbrille(Stadtgeschichtliche Reihe)

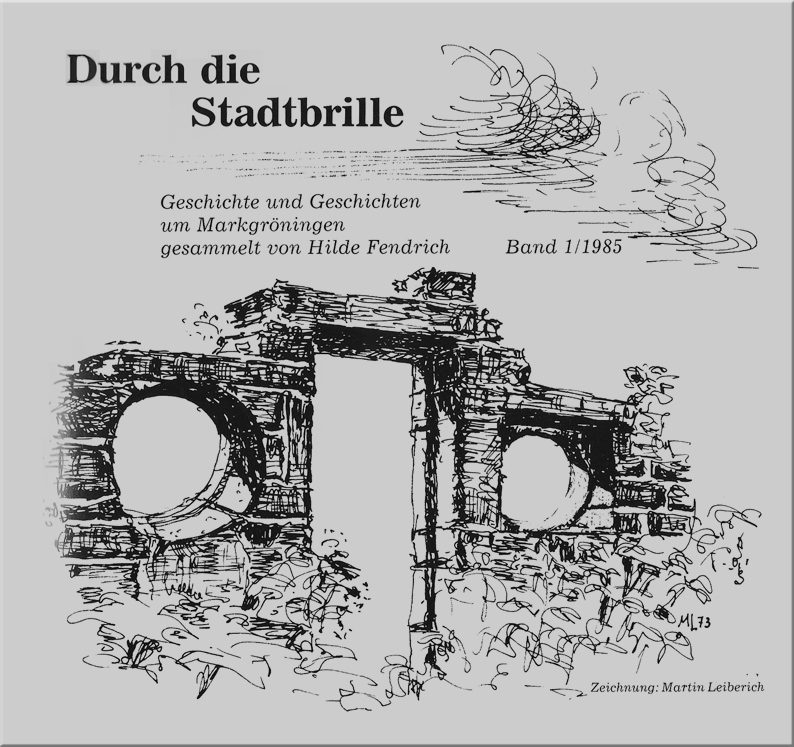
Erster Band der Reihe Durch die Stadtbrille von 1985

- Durch die Stadtbrille. Geschichte und Geschichten um Markgröningen. Bände 1 bis 4 ohne Themenschwerpunkt. Hrsg. v. Hilde Fendrich, Markgröningen 1985, 1986, 1987 und 1989
- Müller, Mühlen, Wasserkraft. Band 5 der Reihe „Durch die Stadtbrille“, hrsg. v. Arbeitskreis Geschichtsforschung, Heimat- und Denkmalpflege Markgröningen, 181 S., Markgröningen 1995
- Markgröningen – Menschen und ihre Stadt. Umfassende Darstellung der jüngeren Stadtgeschichte in ca. 60 Einzelbeiträgen. Band 6 der Reihe „Durch die Stadtbrille“, hrsg. v. Arbeitskreis Geschichtsforschung, Heimat- und Denkmalpflege Markgröningen, 477 S., Markgröningen 2000
- Markgröninger Bauwerke und ihre Geschichte, Teil 1: Von der Bartholomäuskirche bis zur Spitalkirche. Band 7 der Reihe „Durch die Stadtbrille“, hrsg. v. Arbeitskreis Geschichtsforschung und Denkmalpflege Markgröningen, 132 S., Markgröningen 2002
- Markgröninger Bauwerke und ihre Geschichte, Teil 2: Städtische, herrschaftliche und Bürgerhäuser in der Oberen Stadt. Band 8 der Reihe „Durch die Stadtbrille“, hrsg. v. Arbeitskreis Geschichtsforschung und Denkmalpflege Markgröningen, 264 S., Markgröningen 2004
- Markgröningen und sein Schäferlauf. Alles über den Schäferlauf in 3 Teilen: Entstehung und Entwicklung des Schäferfestes – Nachkriegsnot, Lebenshunger und die Wiederkehr des Schäferlaufs 1947 – Schäferlauf-Alphabet. Von Petra Schad u. Gerhard Liebler, Band 9 der Reihe „Durch die Stadtbrille“, hrsg. v. Arbeitskreis Geschichtsforschung und Denkmalpflege Markgröningen, 121 S., Markgröningen 2007.
- Durch die Stadtbrille – Geschichtsforschung, Geschichten und Denkmalpflege in Markgröningen, Band 10, hrsg. v. AGD Markgröningen, 168 S., Markgröningen 2016, ISBN 978-3-00-053907-7.